# Bundeswehr
Pour les articles homonymes, voir Armée allemande.
La Bundeswehr  (traduit en français par « Force de Défense fédérale » mais littéralement « Défense fédérale ») est l'armée nationale de la République fédérale d’Allemagne depuis 1955. Les forces armées de la République fédérale sont contrôlées en temps de paix par le ministère de la Défense (Verteidigungsministerium). Le ministre de la Défense est le seul civil qui peut donner des ordres aux militaires, ce qui assure le primat du politique sur le militaire.
La Bundeswehr est un organe de l'exécutif, ce qui explique que le parlement (le Bundestag) dispose de moyens de contrôle particuliers qui lui garantissent un droit de regard sur le fonctionnement interne et l'emploi des forces armées. Ces moyens sont principalement : la possibilité pour la commission parlementaire en matière de défense (Verteidigungsausschuss (Deutscher Bundestag) (de)) de se constituer elle-même en commission d'enquête parlementaire, le travail de contrôle du commissaire parlementaire aux forces armées (Wehrbeauftragter des deutschen Bundestages), les dispositions particulières concernant l'armée dans le droit du budget.

## Histoire

### Guerre froide

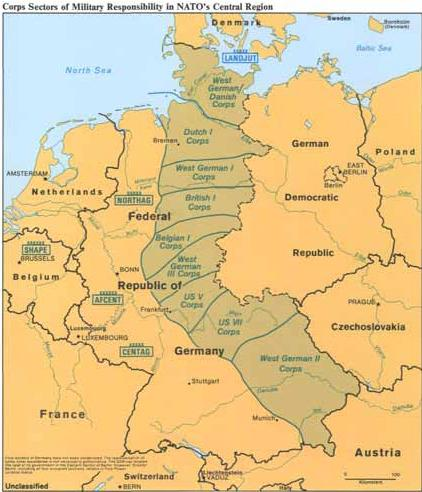
Secteur de responsabilité des corps d'armées de l'OTAN en Allemagne de l'Ouest (jusqu’à la réunification en 1990) depuis le retrait de la France du commandement intégré. Trois des huit corps d'armée en ligne ainsi que douze des vingt-six divisions en 1985 sont allemands.

Drapeau de la Bundeswehr.

Après la défaite en 1945 de l'Allemagne nazie et son armée, la Wehrmacht, au terme de la Seconde Guerre mondiale, qu'elle avait déclenché avec l'invasion de la Pologne en 1939, la proposition d'une remilitarisation de l'Allemagne de l'Ouest face à la menace soviétique dans les années 1950, lors de la guerre froide face au bloc de l'Est, provoqua une polémique majeure, essentiellement entre le SPD et la CDU : était-il moral qu'après la dictature hitlérienne, l'Allemagne pût jamais disposer d'une armée ? Le Mémorandum Himmerod en 1950 apporte des réponses à ces questions.
Après l'échec de la ratification du traité instaurant la Communauté européenne de défense en 1954, la Bundeswehr fut créée en 1955 et fut intégrée au dispositif de l'OTAN, avec l'aval de ses membres, par les accords de Paris (1955).
Les premiers effectifs furent constitués à partir d'officiers et de sous-officiers ayant servi dans la Wehrmacht. Tous les officiers d'un rang au moins égal au grade de colonel devaient obtenir l'assentiment du Personalgutachterausschuss (de), une commission de trente-huit personnalités de la vie publique choisies par le président sur proposition du gouvernement et après confirmation par le Bundestag (chambre des députés). La fonction du Personalgutachterausschuss peut être considérée comme un succès puisqu'aucun officier supérieur ne fut poursuivi pour des crimes liés au nazisme. À partir de 1957, des nouvelles écoles militaires dont l'Académie de commandement de la Bundeswehr forment les cadres de la Bundeswehr.

### Réunification allemande, réduction des effectifs et missions à l'étranger
La réunification de l'Allemagne entraîne l'intégration de l'armée populaire nationale de la République démocratique allemande au sein des forces ouest-allemandes qui atteignent au 3 octobre 1990 un effectif de près de 600 000 soldats (avec 1 300 000 réservistes actifs), dirigés par 193 généraux.
La fin de la guerre froide provoque un rapide désarmement, une réduction des effectifs, et permet de bénéficier des dividendes de la paix.
Au zénith de la guerre froide, la Bundeswehr comptait 12 divisions (avec 20 000 à 30 000 soldats/division) de l’armée de terre avec 36 brigades et plus de 7 000 chars de combat, 15 escadres d'avions de combat dans l’armée de l’air et la marine avec environ 1 000 avions de guerre, 18 bataillons de missiles antiaériens et des unités navales avec environ 40 patrouilleurs lance-missiles, 24 sous-marins et des frégates. La contribution matérielle et du personnel aux forces terrestres de l’OTAN et à la défense aérienne intégrée était d’environ cinquante pour cent.
En 2011, une loi met fin à la conscription obligatoire, qui avait été introduite en 1956.
Le 17 août 2012, la Cour constitutionnelle allemande autorise la Bundeswehr à utiliser des moyens militaires sur le territoire national contre d'éventuelles menaces terroristes sous strictes conditions.
En mai 2011, le ministre de la Défense, Thomas de Maizière, annonce une réduction de 35 000 personnes de l’armée la faisant passer de 220 000 à 185 000 soldats (dont 170 000 professionnels et 15 000 volontaires), les effectifs civils diminuant de 20 000 postes passant de 75 000 à 55 000 équivalents temps plein.
Le tout associé à une réorganisation de la chaîne de commandement devait permettre d’accroître le nombre de soldats pouvant être envoyés à l’étranger de sept mille à dix mille.
Le dernier appel de conscrits a lieu le 3 janvier 2011. Il n'y a pas de service militaire obligatoire depuis juillet 2011. Les derniers conscrits ont quitté l'armée en septembre 2011.

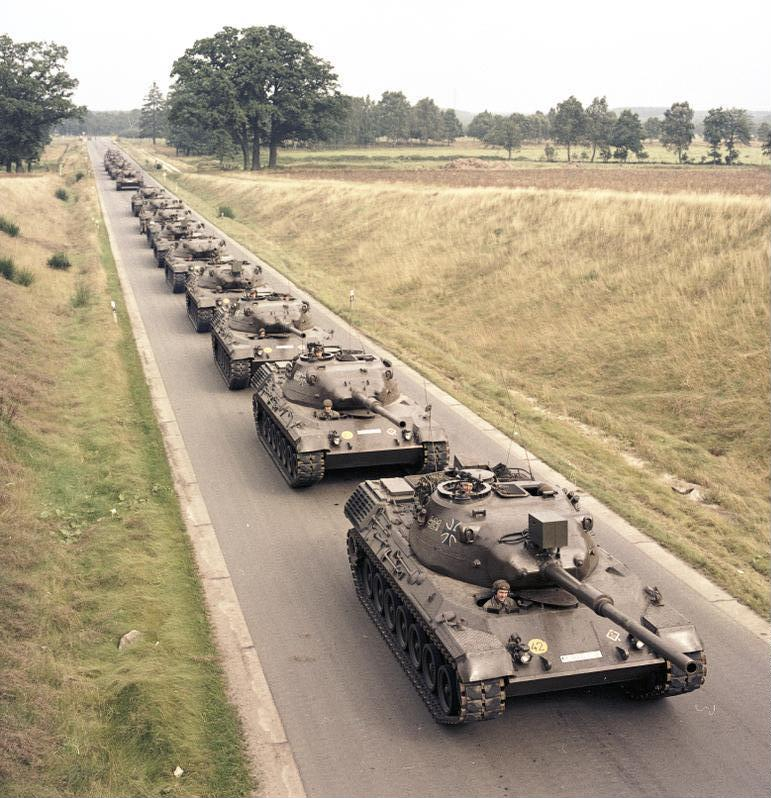
Colonne de chars Leopard I se dirigeant vers le terrain d'essai de Munster en juin 1965.
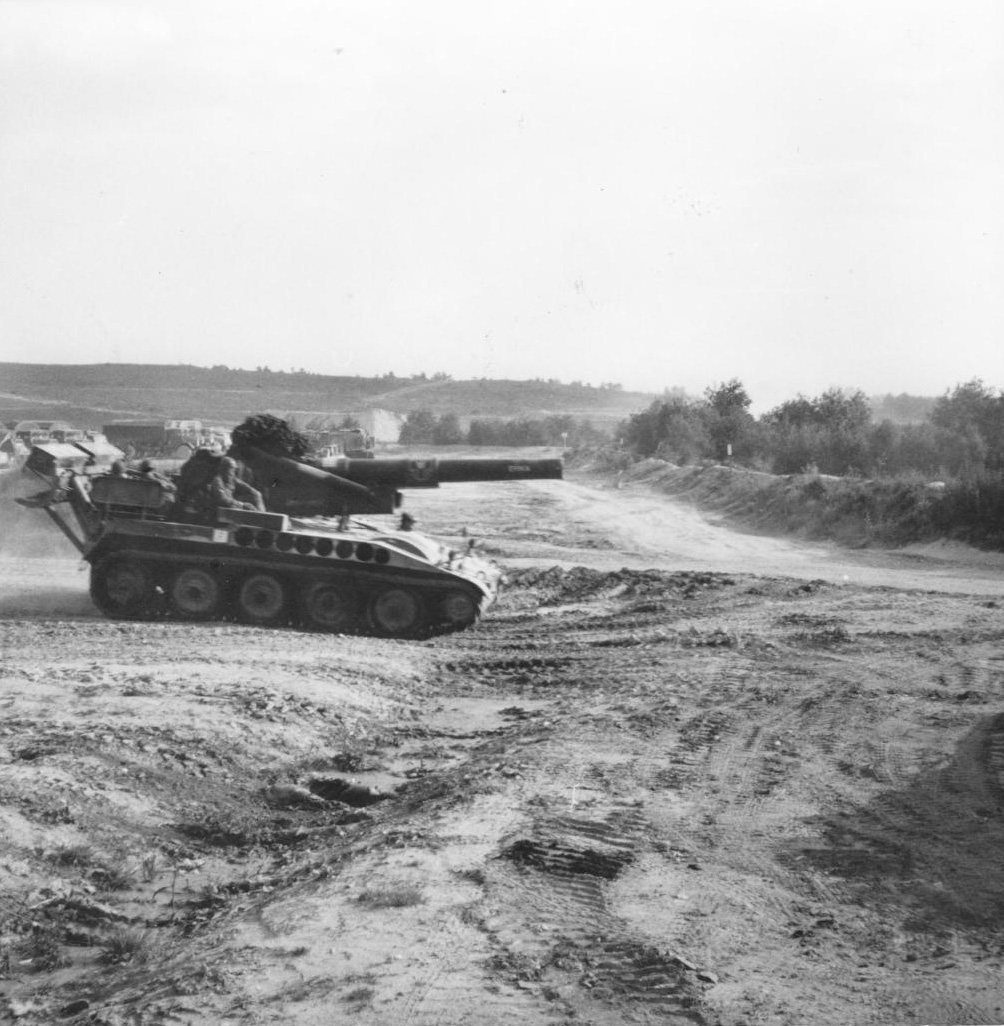
Canon automoteur M110 en juin 1962
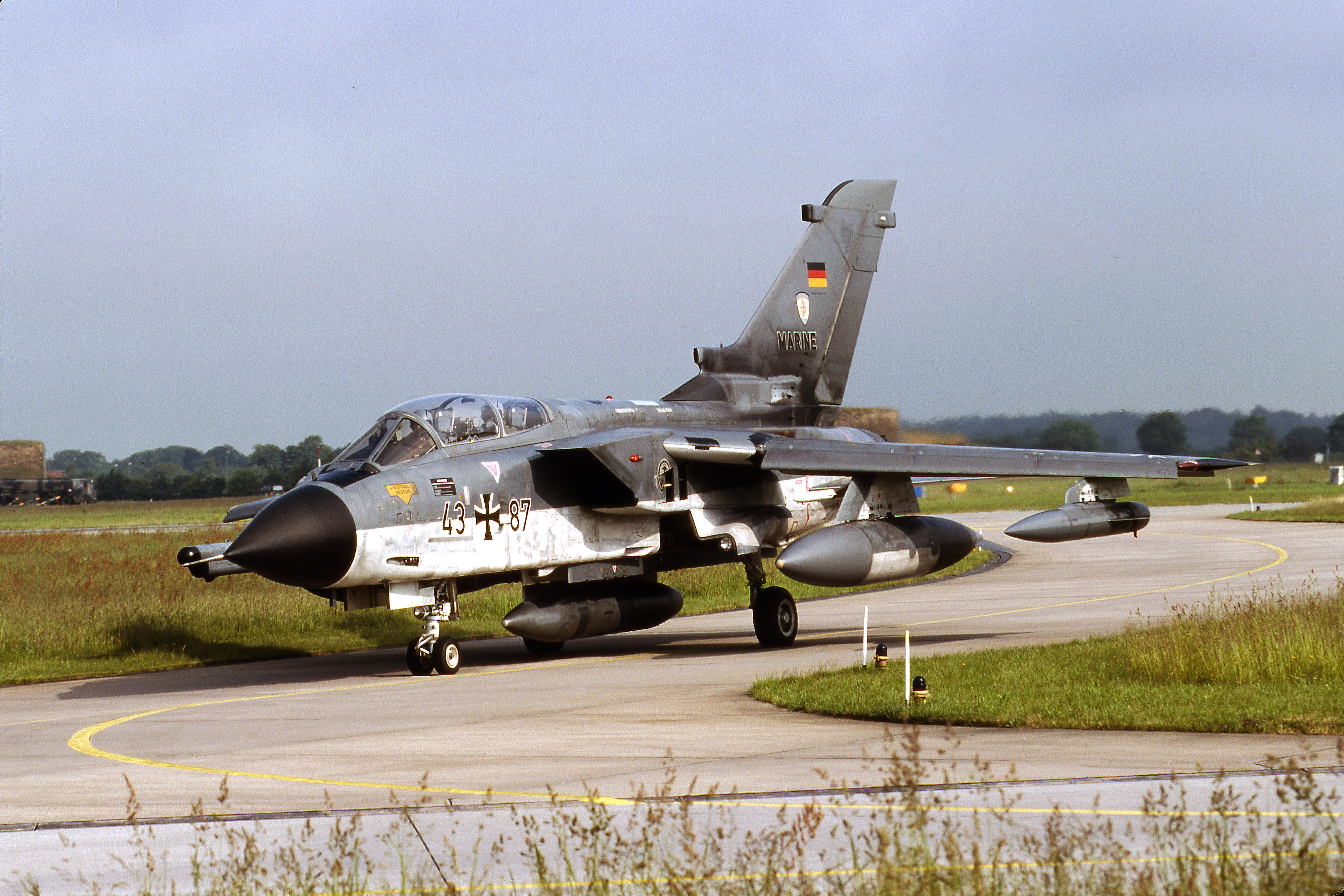
Un Avion multirôle Panavia Tornado de l'aéronavale allemande en 1984
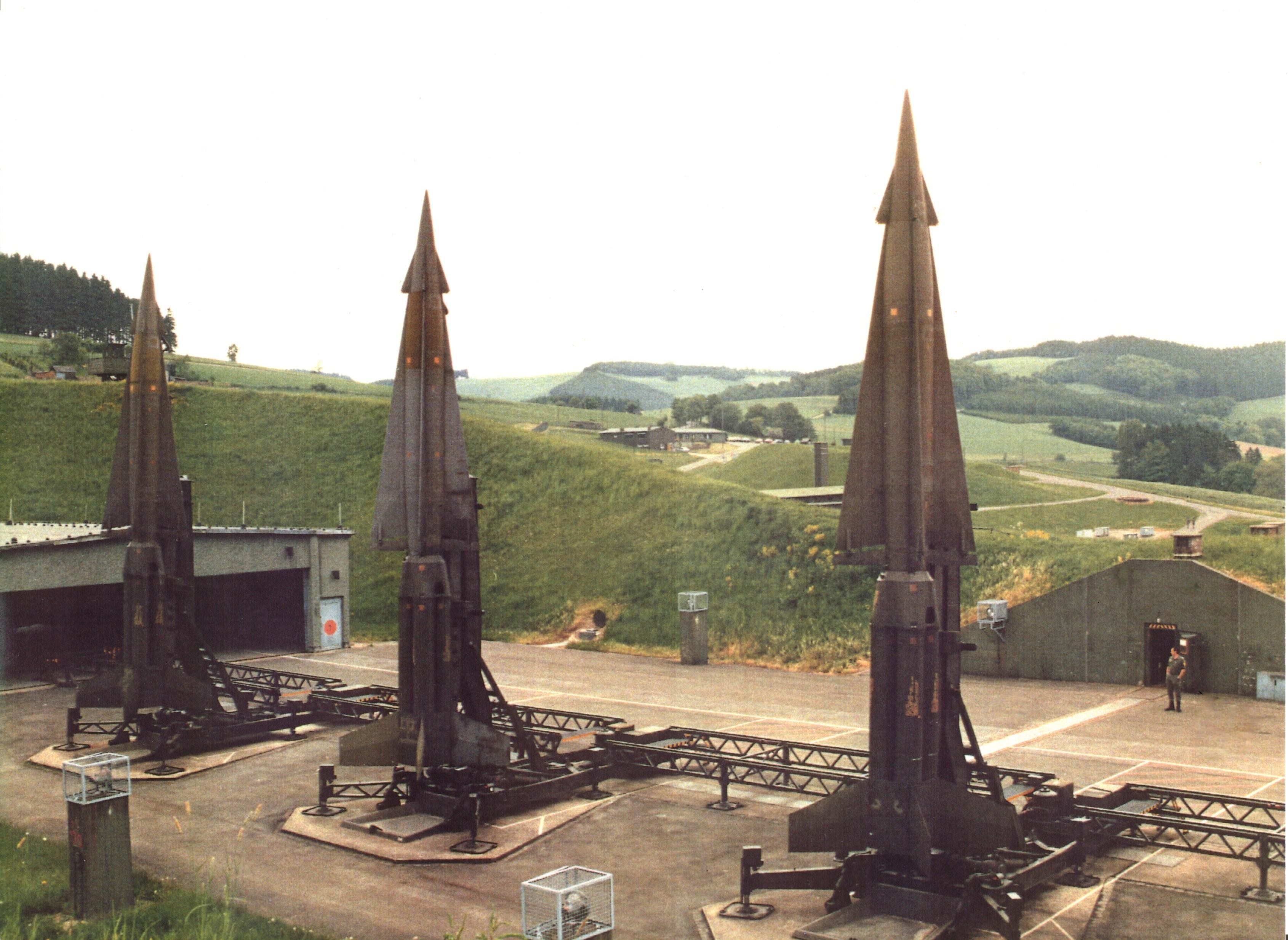
MIM-14 Nike Hercules (système de défense aérienne) en 1980.

### Époque actuelle et remilitarisation face à la Russie
Après l'annexion de la Crimée par la fédération de Russie en 2014, la mission de la Bundeswehr se concentre sur la défense nationale et les partenaires de l'OTAN. Plus d'argent est investi dans l'armée. Le nombre de soldats augmente, de nouveaux chars de combat sont livrés et de nouveaux matériels et équipements sont achetés. De plus, de nouveaux projets d'armement sont lancés (MGCS, FCAS, MEADS, etc.)
En février 2017, alors que le nombre de militaires est de 166 500, la ministre de la Défense Ursula von der Leyen, annonce que les effectifs seront portés à 198 000 militaires et 61 000 civils en 2024.
Mais au premier trimestre 2019, les effectifs atteignent seulement 181 000 personnes, alors que l’objectif était de 185 000 en 2017. Sur ce total, un peu plus de 36 000 personnes sont en formation : nombre d’entre elles pourraient ne pas rejoindre définitivement les rangs.
En 2019, les effectifs sont de 197 000 militaires dont 215 généraux.
Arrivé au pouvoir dans un contexte de vives tensions entre l'OTAN et la Russie concernant notamment l'Ukraine, le nouveau chancelier fédéral allemand, Olaf Scholz tente comme d'autres de ses homologues européens d'établir une médiation pour résoudre la crise diplomatique. Après le début de l'invasion de l'Ukraine par la Russie, le 24 février 2022, il annonce le 27 février suivant devant le Bundestag, un investissement inédit de 100 milliards d'euros pour renforcer la Bundeswehr, portant le budget de la défense allemande à 2% du PIB,. En avril 2023 cependant, cette annonce ne s'est pas réalisée dans les faits hors l'annonce de l'achat de 18 Leopard 2 A7V et de 18 obusiers PzH 2000 (plus d'autres en option) pour remplacer le matériel donné à l'Ukraine.
Renouant avec une fonction de sécurité intérieure abandonnée depuis 2001, le commandement territorial de commandement et de contrôle de la Bundeswehr (TerrFüKdoBw (de)) est mis sur pied en 2022. Il devient en 2024 le OpFüKdoBw (de).

## Mission
La Loi fondamentale de la République fédérale d'Allemagne investit la Bundeswehr de la mission de défense de l'Allemagne et de ses alliés. L'armée possède des missions annexes :
- protection des citoyens allemands dans le monde ;
- assistance en cas de catastrophe ;
- participation aux missions humanitaires ;
- faire progresser la stabilité et l'intégration européenne ;
- œuvrer à la paix et à la sécurité internationale dans le cadre de la Charte des Nations unies.

Ces missions annexes constituent depuis quelques années l'essentiel du travail des forces armées,.

## Composition et déploiement

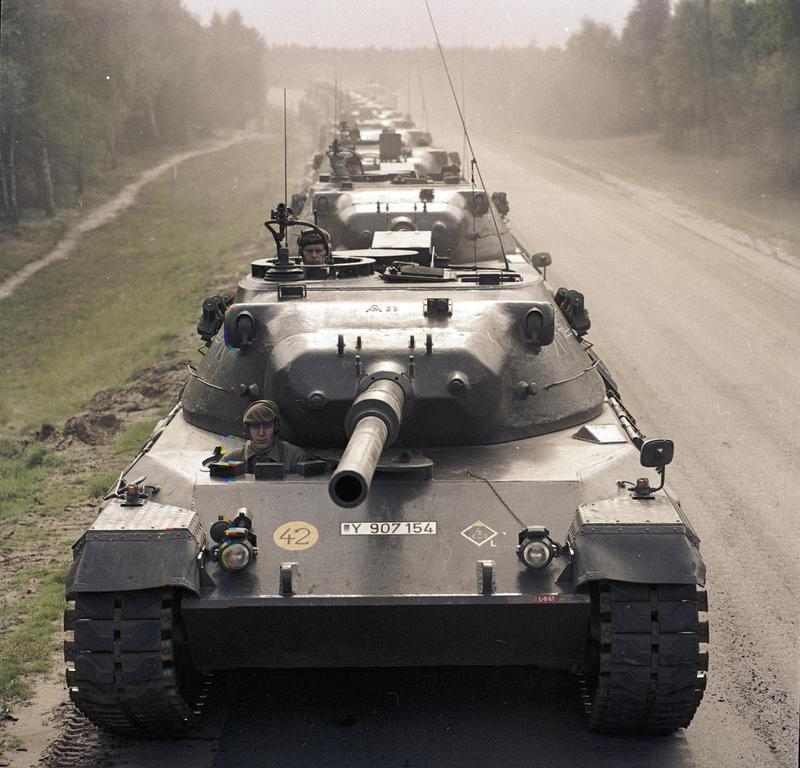
Leopard I

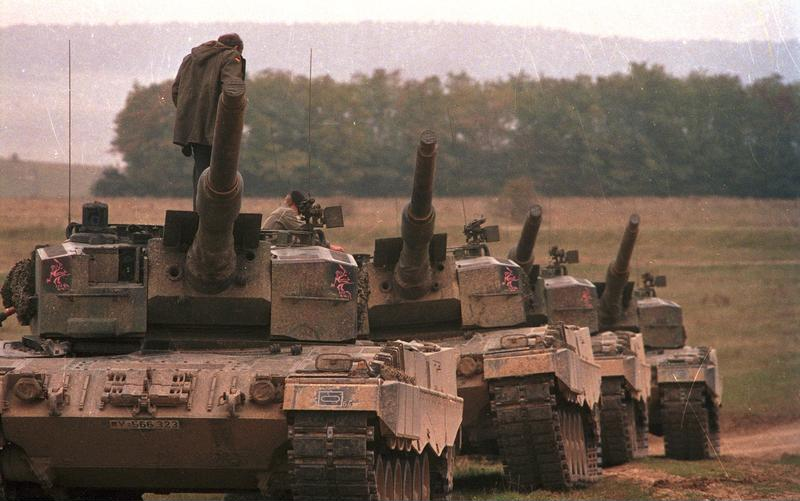
Formation de chars Leopard 2 en 1986.

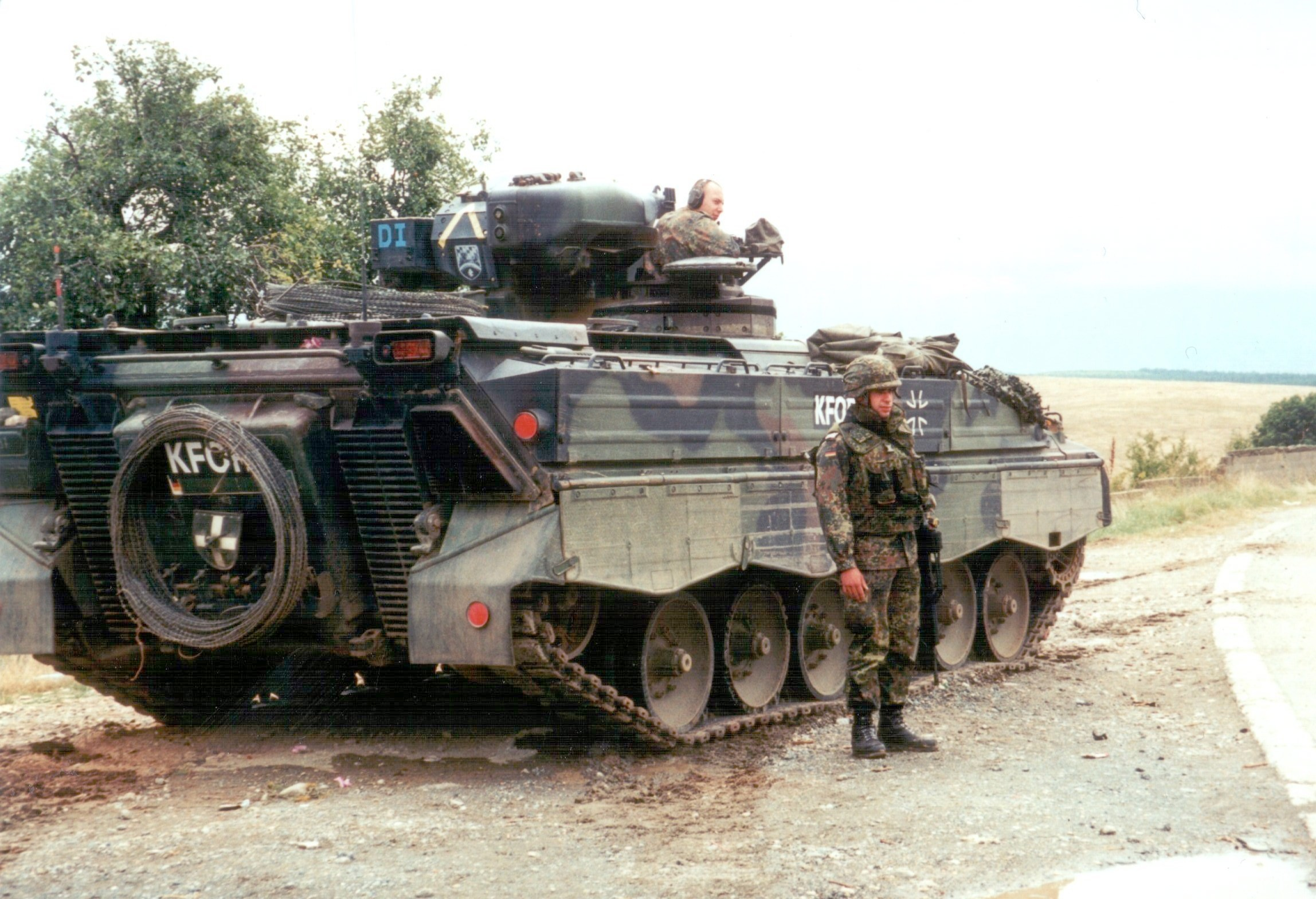
Marder de la KFOR en 1999.

Selon le ministère fédéral de la Défense allemand, la Bundeswehr est composée en Novembre 2023 de 181 672 militaires, dont :
- 61 960 dans la Heer (l'armée de terre) ;
- 26 787 dans la Luftwaffe (l'armée de l'air) ;
- 15 587 dans la Deutsche Marine (la marine) ;
- 20 008 dans le Zentraler Sanitätsdienst der Bundeswehr (de) (le service médical central) ;
- 22 596 dans la Base des forces armées (de) (le service logistique et organisationnel) ;
- 14 076 dans le Cyber- und Informationsraum (de) (CIR) ;
- 81 612 employés civils.

Elle dispose d'un service de renseignement militaire, le Amt für den Militärischen Abschirmdienst, comptant 1 169 employés en 2018.

## Budget de la défense
La tendance générale à l'augmentation des budgets de défense amorcée en 2017 en Allemagne se poursuit dans la plupart des pays d'Europe. Selon les documents budgétaires officiels d'Allemagne, le budget de la défense passe de 38,5 en 2018 à 43,2 milliards d'euros en 2019 (progression de 12,2 %). Le budget allemand est à la première place, reléguant le Royaume-Uni à la seconde place. La France est à la troisième place (35,8 milliards pour 2019). Le budget de défense de la Russie (65 milliards pour 2019) est plus élevé que celui de chacun de ces trois pays.
Janvier 2022 - Janvier 2023. Alors que le contrat de coalition en Allemagne annonçait la nécessité de moderniser l’armée fédérale et de consacrer 3% du PIB en faveur de l’action extérieure, la nouvelle ministre de la Défense, Christine Lambrecht, a tenu un discours le 14 janvier qui voit ces ambitions à la hausse,. Avec la nomination du nouveau ministre fédéral de la Défense depuis 2023, Boris Pistorius, continuité et augmentation du budget ?
Selon les données de l'OTAN et de l'EDA, l'Allemagne, le Royaume-Uni et la France sont les trois États d'Europe occidentale qui ont le plus gros budget militaire en valeur absolue entre 2010 et 2020. L'atteinte ou non de l'objectif fixé en 2020 que chaque pays de l'OTAN consacre au moins 2 % de son PIB à la défense est mesurée par rapport aux données publiées par l'OTAN. En proportion du PIB, l'Allemagne est dépassée par les autres États européens membres de l'OTAN.

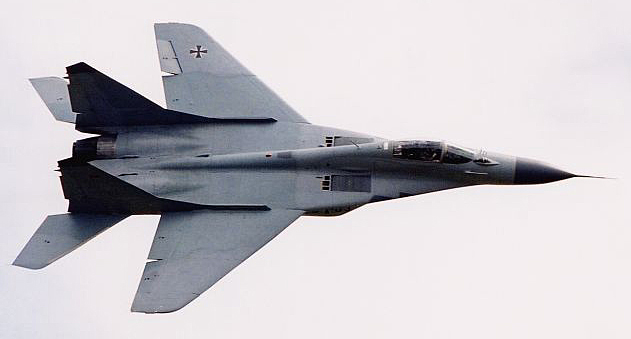
Un MIG 29 de la Bundeswehr en 2002.

| Programme                                                        | 2010  | 2011  | 2012  | 2013 | 2014 | 2015  | 2016  | 2017   | 2018   | 2019   | 2020   | 2021   | 2022   | 2023   | 2024   |
| ---------------------------------------------------------------- | ----- | ----- | ----- | ---- | ---- | ----- | ----- | ------ | ------ | ------ | ------ | ------ | ------ | ------ | ------ |
| Budget de la défense [Mrd. €]                                    | 31,11 | 31,55 | 31,87 | 33,3 | 32,4 | 33,0  | 34,3  | 37,0   | 38,5   | 43,2   | 45,2   | 46,93  | 50,4   | 50,1   | 51,95  |
| Allocation du fonds                                              |       |       |       |      |      |       |       |        |        |        |        |        |        | 8,4    | 19,8   |
| % Défense / PIB                                                  |       |       |       | 1,22 | 1,18 | 1,18  | 1,19  | 1,23   | 1,24   | 1,38   |        |        |        |        |        |
| Variation annuelle                                               |       | +1,4  | +1,0  | +4,5 | -2,7 | +1,9  | +3,9  | +7,9   | +4,1   | +12,2  | +4,6   |        |        |        |        |
| Comparaison France : Crédits de Paiement (hors CAS « Pensions ») |       |       |       |      |      | 31,15 | 31,73 | 32,44  | 34,20  | 35,90  | 37,60  |        |        |        |        |
| Sources                                                          |       |       |       |      |      |       |       | [ 28 ] | [ 29 ] | [ 30 ] | [ 31 ] | [ 32 ] | [ 33 ] | [ 34 ] | [ 35 ] |

## Armes nucléaires
Des ogives nucléaires américaines sont présentes en territoire ouest-allemand depuis 1954, l'URSS faisant de même sur le territoire de la République démocratique allemande. Le « contrat de fonctionnement » du partage nucléaire de l’OTAN transforme automatiquement, en cas de conflit, des avions de la Bundeswehr en porteurs d'armes nucléaires américaines. Depuis 2005, la seule base disposant de cet arsenal réduit, en date de 29, à une vingtaine de B-61 est la base aérienne de Büchel. En 2020, l'Allemagne cherche un nouvel avion pour remplacer le Tornado. Les aéronefs de Boeing (45 avions de type F/A-18E/F et EA-18G Growler) et 90 Eurofighters sont discutés en tant que remplaçants.

## Grades de l'Armée allemande
En 2019, 24 grades et 85 désignations de grades sont définis pour la Bundeswehr. Les désignations de grade des équipages des libérés sont identiques dans toutes les régions de la Bundeswehr. La structure des grades de l'Armée allemande est ajustée à la structure hiérarchique de l'OTAN. Contrairement à ses prédécesseurs, l'Armée allemande moderne n'utilise pas le rang de colonel général. Le rang le plus élevé pour un officier de l'Armée est lieutenant général, alors que le rang de général est réservé pour le chef des Forces armées du personnel ou des agents agissant comme officiers de l'OTAN.

### Armée de terre(en allemand: «Heer»)

#### Officiers de l'Armée de terre allemande
| Code OTAN            | OF-10            | OF-9    | OF-8            | OF-7         | OF-6           | OF-5   | OF-4           | OF-3  | OF-2                       | OF-1         | OF-1     | OF(D)                                  | Élève-officier                                                                               |
| -------------------- | ---------------- | ------- | --------------- | ------------ | -------------- | ------ | -------------- | ----- | -------------------------- | ------------ | -------- | -------------------------------------- | -------------------------------------------------------------------------------------------- |
| Allemagne (modifier) | pas d'équivalent |         |                 |              |                |        |                |       |                            |              |          | \| \| \| \|                            | Grade des hommes de rang mais avec un bouton argent et cordon indiquant la carrière du cadet |
| Allemagne (modifier) | pas d'équivalent | General | Generalleutnant | Generalmajor | Brigadegeneral | Oberst | Oberstleutnant | Major | Stabshauptmann / Hauptmann | Oberleutnant | Leutnant | Oberfähnrich / Fähnrich / Fahnenjunker | Grade des hommes de rang mais avec un bouton argent et cordon indiquant la carrière du cadet |
|                      |                  |         |                 |              |                |        |                |       |                            |              |          |                                        |                                                                                              |

#### Sous-officiers et hommes du rang de l'Armée de terre allemande
| Code OTAN            | OR-9               | OR-9               | OR-9               | OR-9               | OR-9               | OR-9           | OR-8           | OR-8           | OR-7           | OR-7          | OR-6          | OR-6          | OR-6      | OR-6      | OR-6      | OR-6               | OR-5               | OR-5               | OR-5          | OR-5          | OR-5          | OR-5               | OR-4           | OR-4           | OR-3          | OR-3      | OR-2      | OR-2      | OR-2      | OR-2      | OR-2      | OR-2   | OR-1 | OR-1 |
| -------------------- | ------------------ | ------------------ | ------------------ | ------------------ | ------------------ | -------------- | -------------- | -------------- | -------------- | ------------- | ------------- | ------------- | --------- | --------- | --------- | ------------------ | ------------------ | ------------------ | ------------- | ------------- | ------------- | ------------------ | -------------- | -------------- | ------------- | --------- | --------- | --------- | --------- | --------- | --------- | ------ | ---- | ---- |
| Allemagne (modifier) |                    |                    |                    |                    |                    |                |                |                |                |               |               |               |           |           |           |                    |                    |                    |               |               |               |                    |                |                |               |           |           |           |           |           |           |        |      |      |
|                      |                    |                    |                    |                    |                    |                |                |                |                |               |               |               |           |           |           |                    |                    |                    |               |               |               |                    |                |                |               |           |           |           |           |           |           |        |      |      |
| Oberstabsfeldwebel   | Oberstabsfeldwebel | Oberstabsfeldwebel | Oberstabsfeldwebel | Oberstabsfeldwebel | Oberstabsfeldwebel | Stabsfeldwebel | Stabsfeldwebel | Hauptfeldwebel | Hauptfeldwebel | Oberfeldwebel | Oberfeldwebel | Oberfeldwebel | Feldwebel | Feldwebel | Feldwebel | Stabsunteroffizier | Stabsunteroffizier | Stabsunteroffizier | Unteroffizier | Unteroffizier | Unteroffizier | Oberstabsgefreiter | Stabsgefreiter | Hauptgefreiter | Obergefreiter | Gefreiter | Gefreiter | Gefreiter | Gefreiter | Gefreiter | Gefreiter | Soldat |      |      |

### Marine(en allemand: «Deutsche Marine»)

#### Officiers de la Marine allemande
| Stabskapitän- leutnant | Kapitän- leutnant |

| Oberfähnrich zur See | Fähnrich zur See | Seekadett |

#### Sous-officiers et marins  de la Marine allemande
| Code OTAN            | OR-9               | OR-9               | OR-9               | OR-9               | OR-9               | OR-9           | OR-8           | OR-8           | OR-7           | OR-7          | OR-6          | OR-6          | OR-6      | OR-6      | OR-6      | OR-6     | OR-5     | OR-5 | OR-5               | OR-4           | OR-4           | OR-3          | OR-3      | OR-2      | OR-2    | OR-1    | OR-1    | OR-1 |
| -------------------- | ------------------ | ------------------ | ------------------ | ------------------ | ------------------ | -------------- | -------------- | -------------- | -------------- | ------------- | ------------- | ------------- | --------- | --------- | --------- | -------- | -------- | ---- | ------------------ | -------------- | -------------- | ------------- | --------- | --------- | ------- | ------- | ------- | ---- |
| Allemagne (modifier) |                    |                    |                    |                    |                    |                |                |                |                |               |               |               |           |           |           |          |          |      |                    |                |                |               |           |           |         |         |         |      |
|                      |                    |                    |                    |                    |                    |                |                |                |                |               |               |               |           |           |           |          |          |      |                    |                |                |               |           |           |         |         |         |      |
| Oberstabsbootsmann   | Oberstabsbootsmann | Oberstabsbootsmann | Oberstabsbootsmann | Oberstabsbootsmann | Oberstabsbootsmann | Stabsbootsmann | Stabsbootsmann | Hauptbootsmann | Hauptbootsmann | Oberbootsmann | Oberbootsmann | Oberbootsmann | Bootsmann | Bootsmann | Bootsmann | Obermaat | Obermaat | Maat | Oberstabsgefreiter | Stabsgefreiter | Hauptgefreiter | Obergefreiter | Gefreiter | Gefreiter | Matrose | Matrose | Matrose |      |

### Armée de l'air(en allemand: «Luftwaffe»)

#### Officiers de l'Armée de l'air allemande
|  |  |

|  |  |  |

| Stabshauptmann / Hauptmann |

| Oberfähnrich | Fähnrich | Fahnenjunker |

#### Sous-officiers et hommes du rang de l'Armée de l'air allemande
| Code OTAN            | OR-9               | OR-9               | OR-9               | OR-9               | OR-9               | OR-9           | OR-8           | OR-8           | OR-7           | OR-7          | OR-6          | OR-6          | OR-6      | OR-6      | OR-6      | OR-6               | OR-5               | OR-5               | OR-5          | OR-5          | OR-5          | OR-5               | OR-4           | OR-4           | OR-3          | OR-3      | OR-2      | OR-2      | OR-2      | OR-2      | OR-2      | OR-2    | OR-1 |
| -------------------- | ------------------ | ------------------ | ------------------ | ------------------ | ------------------ | -------------- | -------------- | -------------- | -------------- | ------------- | ------------- | ------------- | --------- | --------- | --------- | ------------------ | ------------------ | ------------------ | ------------- | ------------- | ------------- | ------------------ | -------------- | -------------- | ------------- | --------- | --------- | --------- | --------- | --------- | --------- | ------- | ---- |
| Allemagne (modifier) |                    |                    |                    |                    |                    |                |                |                |                |               |               |               |           |           |           |                    |                    |                    |               |               |               |                    |                |                |               |           |           |           |           |           |           |         |      |
| Oberstabsfeldwebel   | Oberstabsfeldwebel | Oberstabsfeldwebel | Oberstabsfeldwebel | Oberstabsfeldwebel | Oberstabsfeldwebel | Stabsfeldwebel | Stabsfeldwebel | Hauptfeldwebel | Hauptfeldwebel | Oberfeldwebel | Oberfeldwebel | Oberfeldwebel | Feldwebel | Feldwebel | Feldwebel | Stabsunteroffizier | Stabsunteroffizier | Stabsunteroffizier | Unteroffizier | Unteroffizier | Unteroffizier | Oberstabsgefreiter | Stabsgefreiter | Hauptgefreiter | Obergefreiter | Gefreiter | Gefreiter | Gefreiter | Gefreiter | Gefreiter | Gefreiter | Flieger |      |

## Organisations internationales

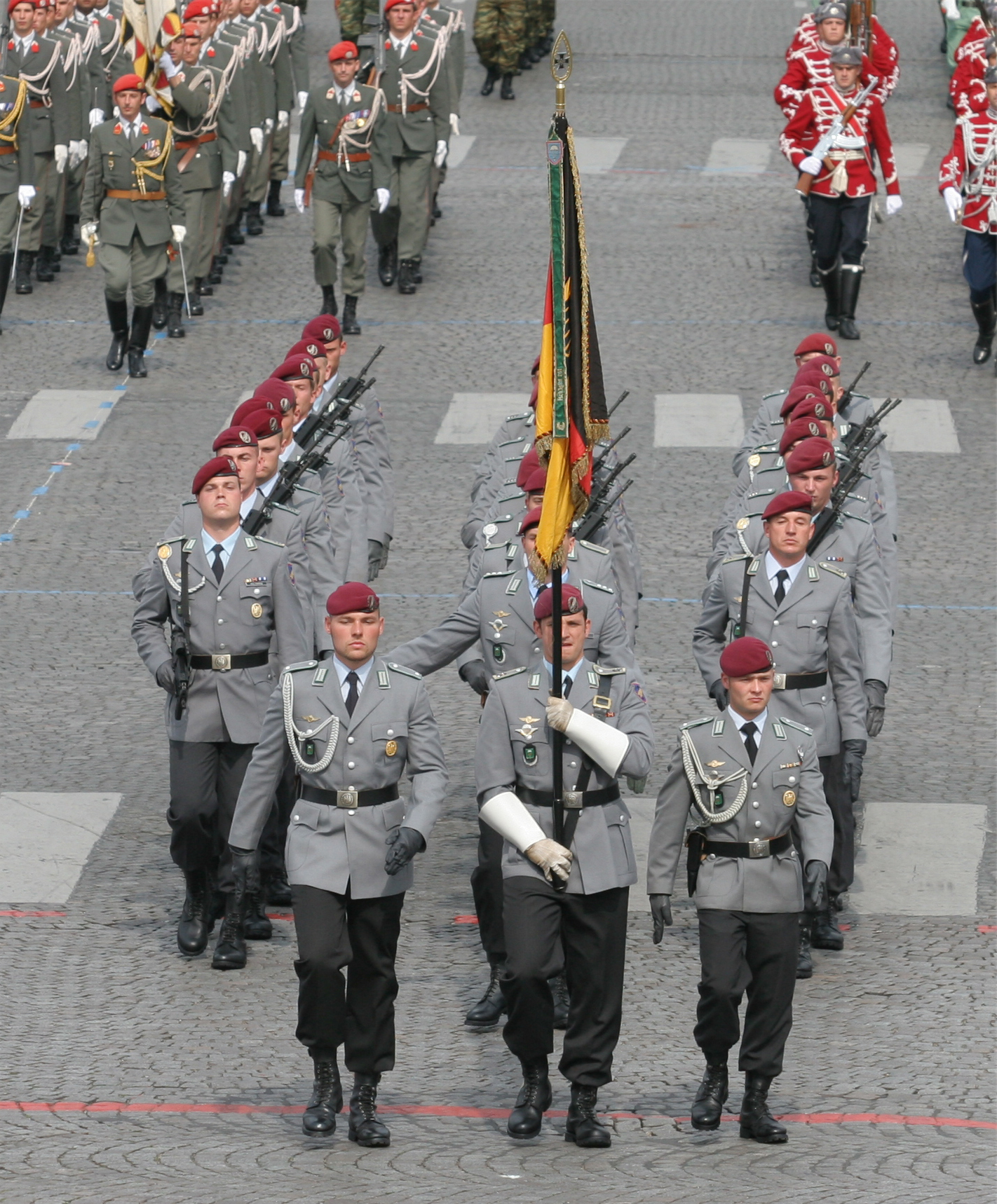
14 juillet 2007 sur les Champs-Élysées à Paris

Ces commandements sont pour les groupements de combat de l'Union européenne, de la Force de réaction de l'OTAN et les Nations unies si le besoins en troupes sont nécessaires.
- Eurokorps à Strasbourg (France)
  - Éléments allemands de deux bataillons permanents et une compagnie d'état-major
  - 10. Panzerdivision à Veitshöchheim
    -  brigade franco-allemande à Müllheim
- 1. Deutsch-Niederländisches Korps à Münster
  - Éléments allemands de deux bataillons permanents et une compagnie d'état-major
  - 1. Panzerdivision à Oldenburg
- Multinationales Korps Nord-Ost à Szczecin (Pologne)

## Déploiements opérationnels

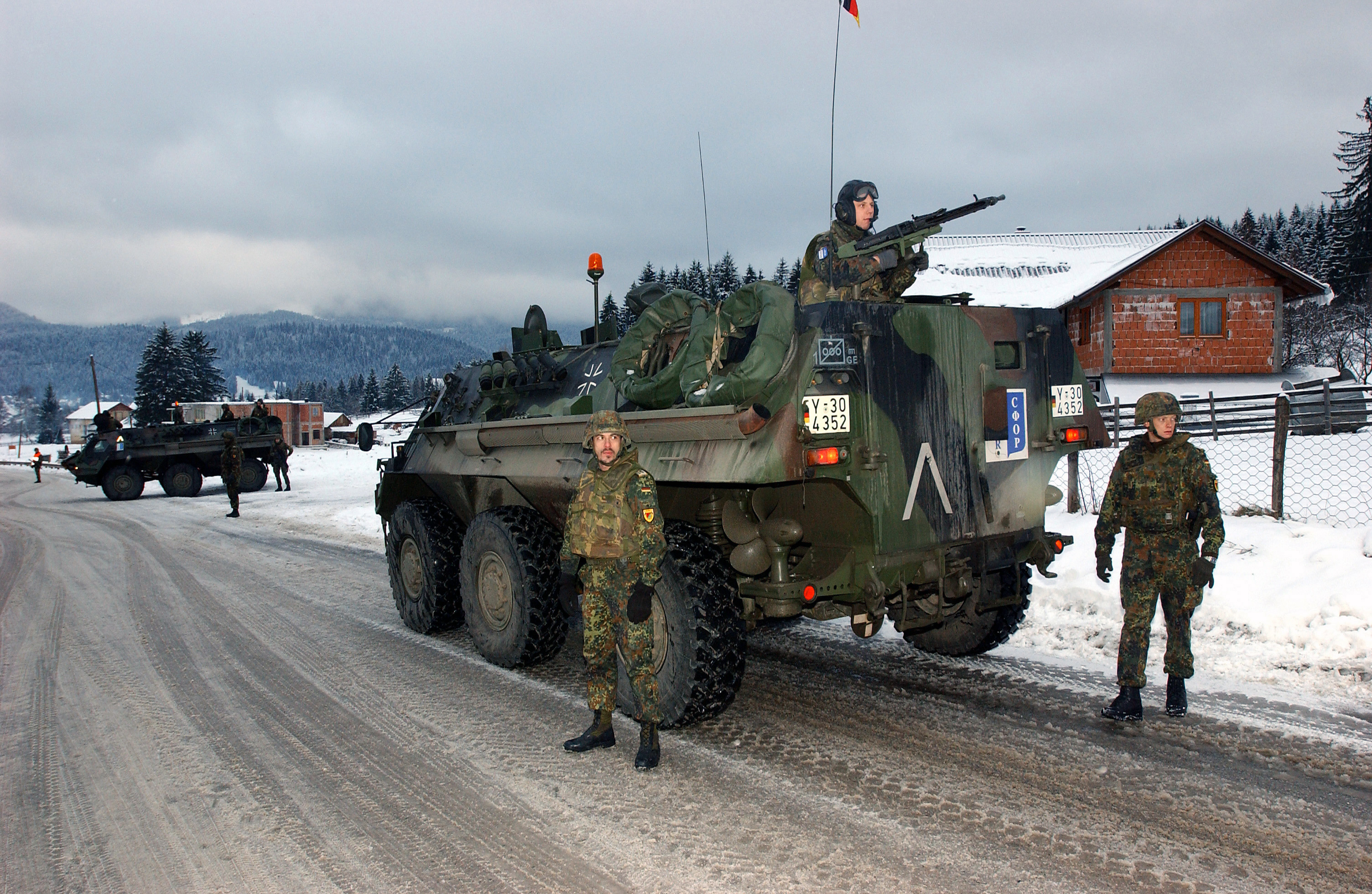
La SFOR en Bosnie-Herzégovine.

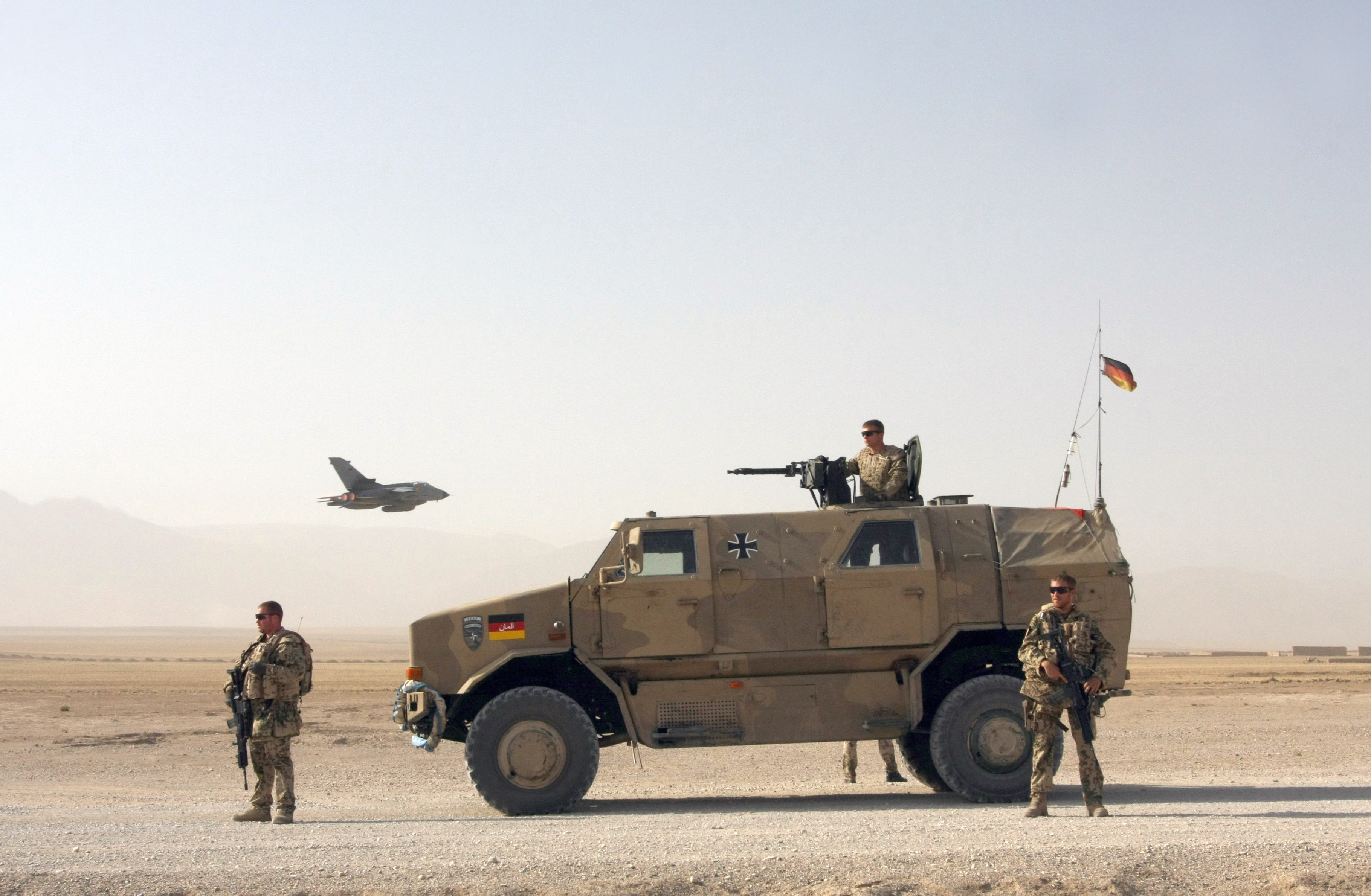
Un Dingo de la Bundeswehr près de Mazâr-e Charîf en 2009.

L’armée allemande après avoir été réservée à un rôle de défense de son territoire a commencé à opérer à l'étranger depuis la fin de la guerre froide et déploie en 2011 dans le monde plus de treize mille hommes dans le cadre de missions de maintien de la paix. La revue des effectifs déployés en date du 21 octobre 2011 est la suivante :
- Afghanistan : 4 998 militaires dans le cadre de la FIAS ainsi qu'un observateur militaire dans le cadre de la MANUA;
- Liban : 232 militaires dans le cadre de la FINUL ;
- Kosovo : 1 023 militaires dans le cadre de la KFor ;
- Bosnie-Herzégovine : 111 militaires dans le cadre de la mission EUFOR Althea ;
- Soudan du Sud : 8 observateurs militaires dans le cadre de la MINUSS ;
- Somalie : 13 militaires dans le cadre de l'EUTM Somalie ;
- République démocratique du Congo : 3 observateurs militaires dans le cadre de l'EUSEC RD Congo ;
- Géorgie : 36 observateurs militaires dans le cadre de la mission européenne en Géorgie
- Depuis juin 2005, Air Policing Baltikum (Baltic Air Policing).
- Depuis juin 2010, Air Policing Island (protection de l'espace aérien islandais par l'Otan).
- Depuis février 2016, Groupe maritime permanent OTAN 2.
- Depuis janvier 2017, OTAN-Battlegroup Lituanie

## Projets franco-allemands
- Roland (missile de courte portée sol-air) Allemagne: 115 MAN, 143 Marder / France: env. 180 AMX-30R
- Eurofighter Typhoon avec l'Italie, l'Espagne et l'Angleterre et la France; la France a quitté les programmes en 1984
- MEADS (Medium Extended Air Defense System) avec les États-Unis, l'Allemagne, la France et l'Italie; la France a quitté le programme
- Airbus A400M Atlas : Allemagne: 60, France: 50, Espagne: 27, Royaume-Uni: 25, Belgique: 7, Luxembourg: 1, Turquie: 10, Malaisie: 4
- GTK Boxer (véhicule blindé de transport de troupes multirôle) avec la France, l'Allemagne, les Pays-Bas et l'Angleterre; la France a quitté le programme en 1999
- FCAS (Future Combat Air System) avion de combat de nouvelle génération (New Generation Fighter)
- MGCS Main Ground Combat System
- Maritime Airborne Warfare System (MAWS) est un projet d’avion de patrouille maritime visant à remplacer, à l’horizon 2030, les avions de patrouille maritime Atlantique 2 de la Marine française et les P-3 Orion de la Marine allemande. Abandonné en 2021.
- Drône MALE

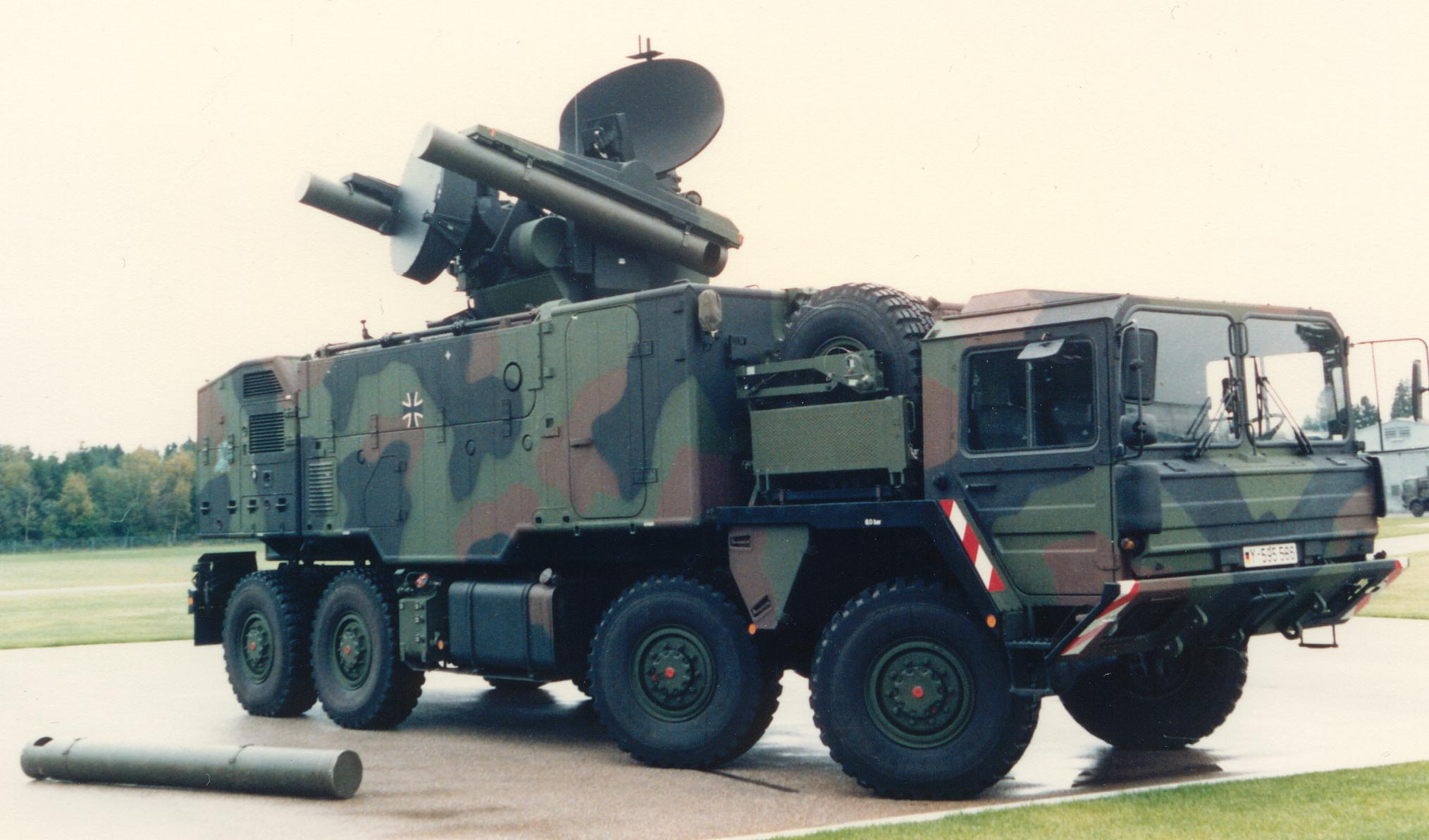
Lanceur de missiles Roland.
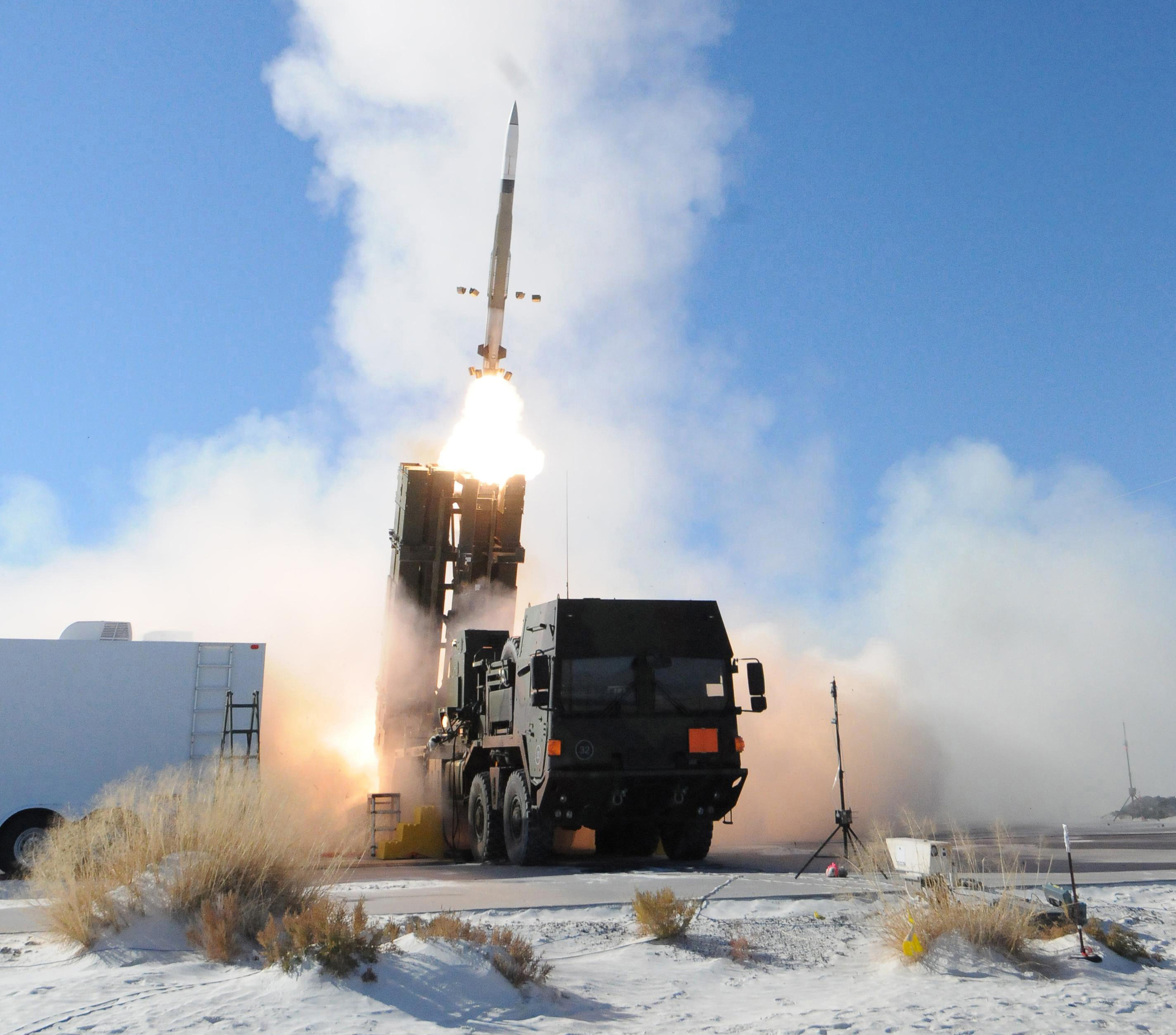
Lancement de missile sol-air de la MEADS.
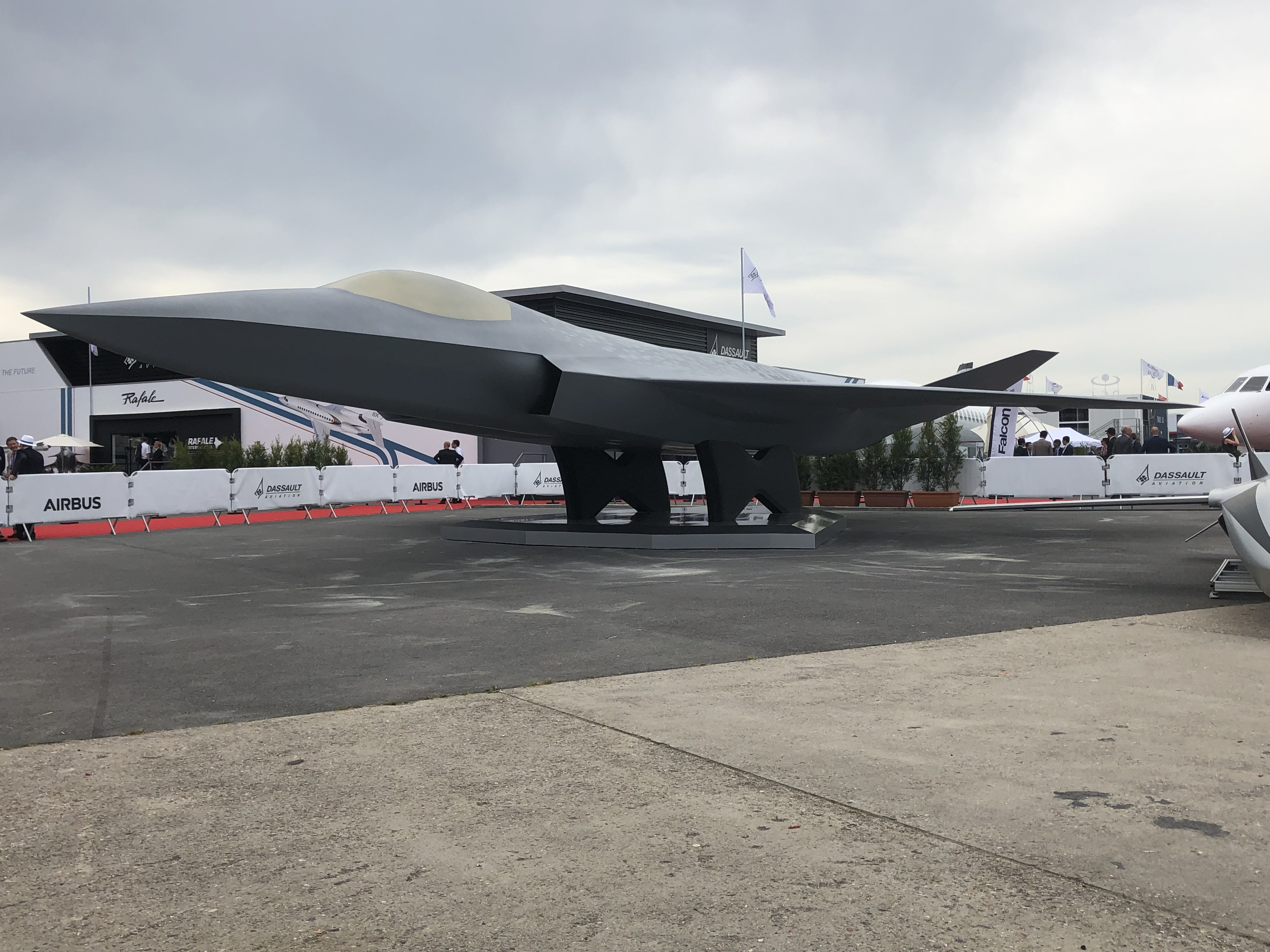
Avion de combat FCAS.
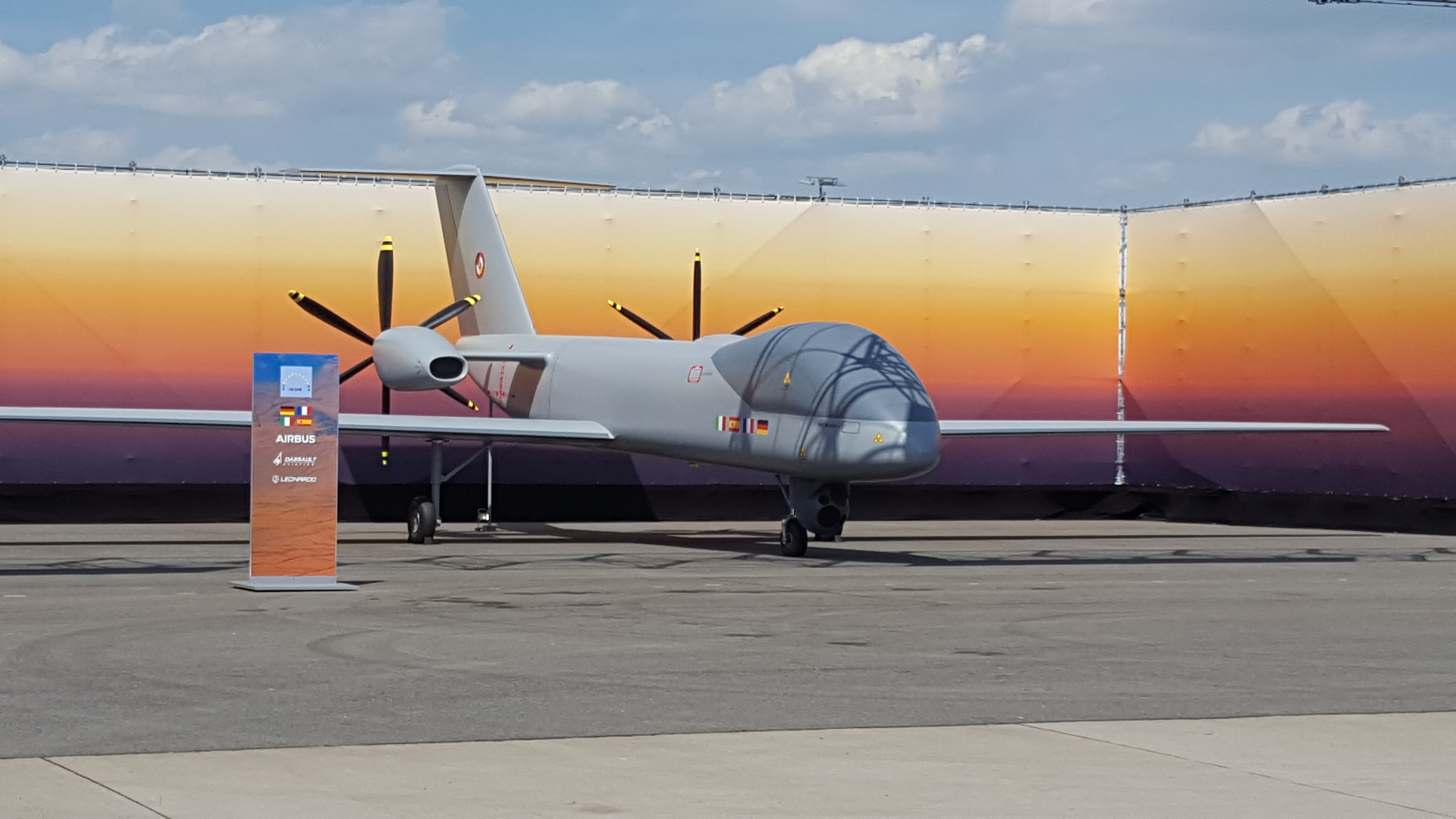
Drône EuroMALE.

## Monument aux morts
Le monument central aux morts des Forces armées fédérales est situé à Berlin. Le Monument aux morts est destiné au public. Le livre du souvenir, inauguré en 2014, se compose de 20 plaques de bronze. Les noms de tous les morts de la Bundeswehr sont inscrits sur les plaques de bronze. Les décès individuels sont affichés dans la « Salle d'information ».

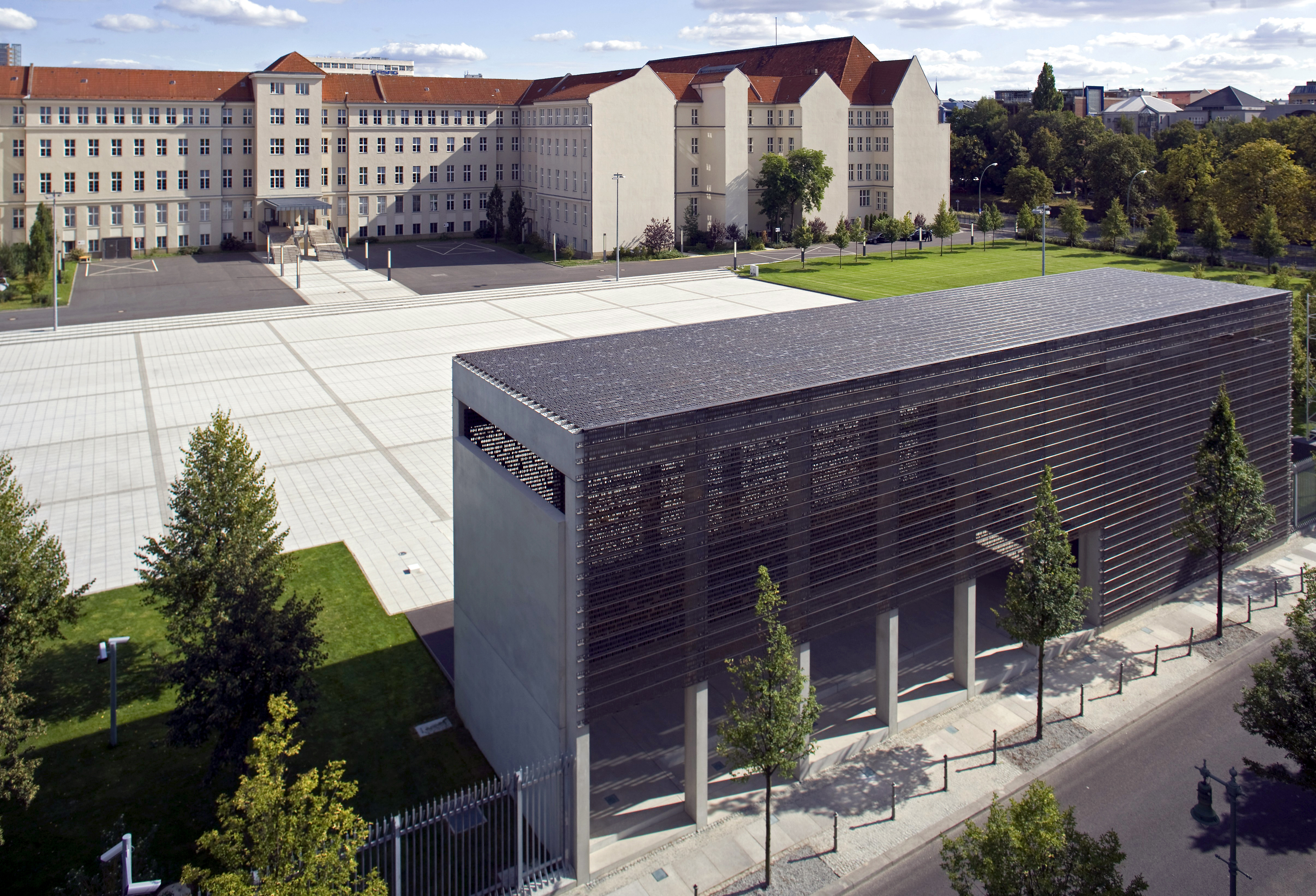
Le monument aux morts de la Bundeswehr (Ehrenmale der Bundeswehr (de)) devant le ministère fédéral de la Défense.
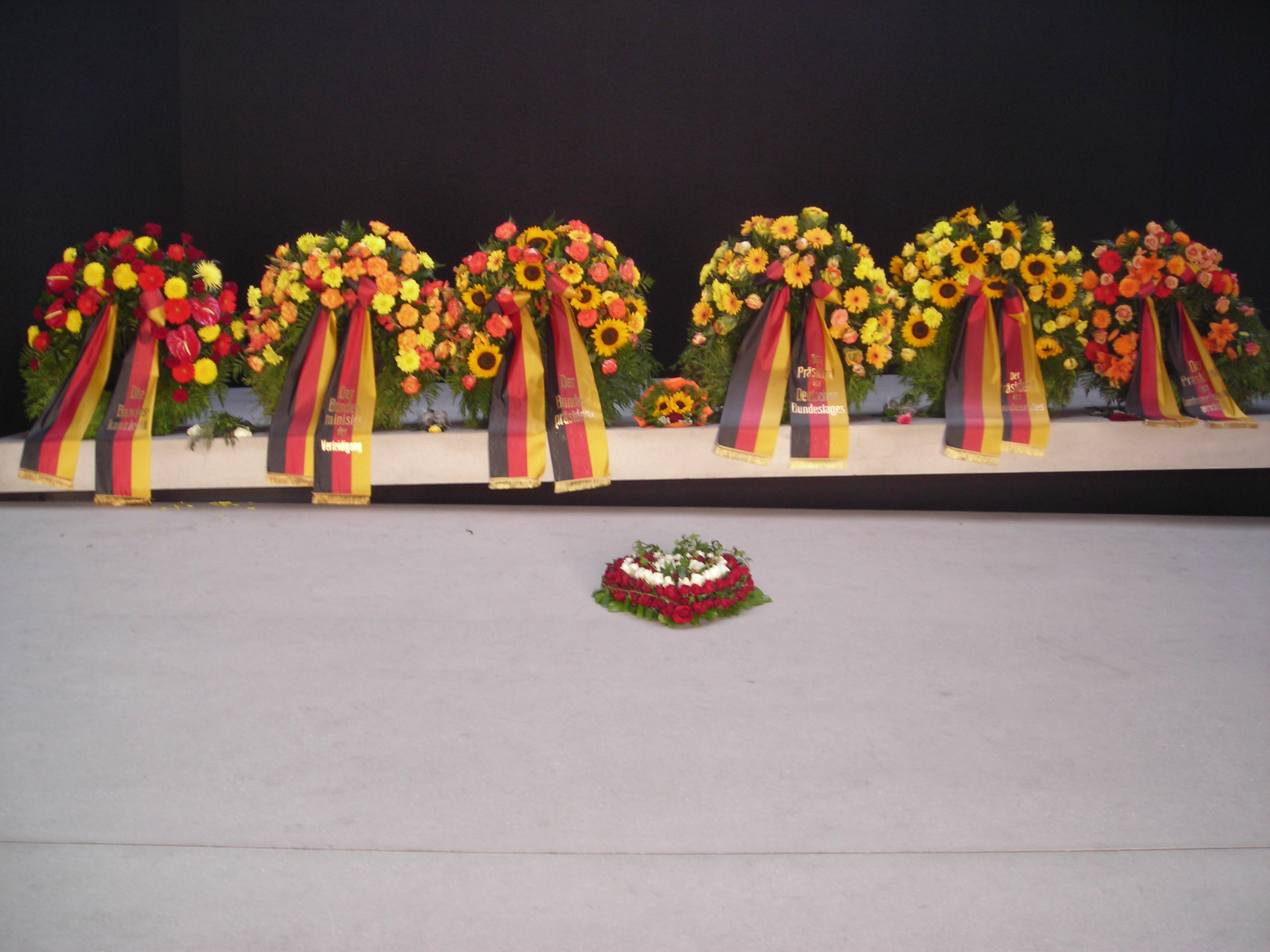
Couronnes dans le monument aux morts de la Bundeswehr.
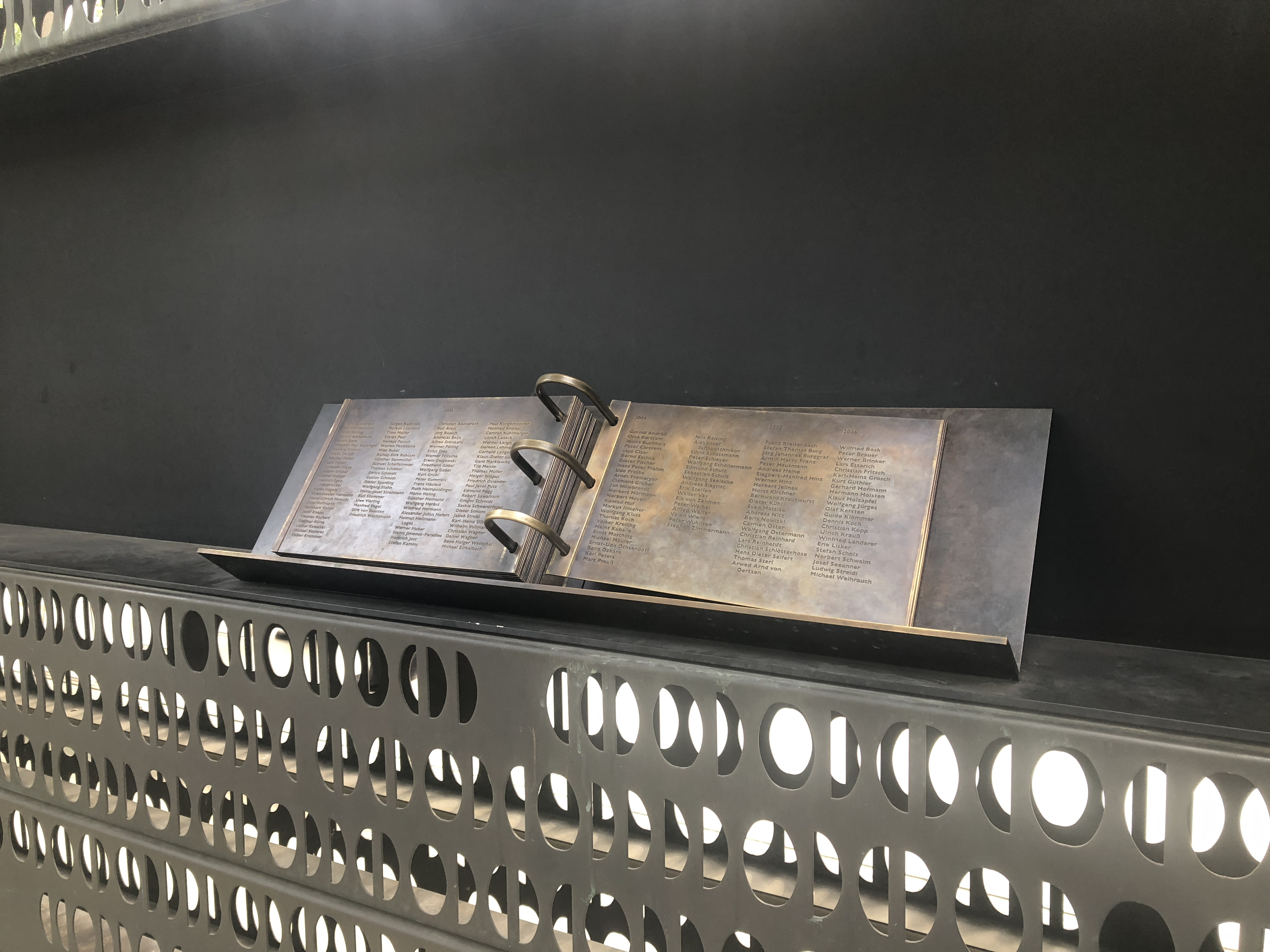
Plaques de bronze exposées dans le livre du souvenir (Buch des Gedenkens).

## Controverses
En 2019, devant la menace du terrorisme d’extrême droite, 49 membres de la Bundeswehr ont été démis de leurs fonctions en raison de leur proximité avec des groupes extrémistes. Quatorze sous-officiers et six officiers ont été également licenciés pour cette raison. Un bureau spécifique a été créé au sein du ministère de la Défense pour suivre la situation.
Le chef des renseignements militaires reconnait en 2020 l'existence « de réseaux et de structures » d’extrême droite au sein de l’armée. En mai, les autorités font une découverte « spectaculaire » de munitions dans le logement d'un membre des forces spéciales. Le ministère de la Défense annonce en juillet la dissolution d’une compagnie du commando d’intervention spéciale de l’armée en raison d'un « leadership toxique », d'une « gestion trop laxiste des munitions » - des quantités de munitions et d’explosif du commando auraient disparu –, et d'une proximité revendiquée avec l’extrême droite.

## Galerie

Heer - Armée de terre
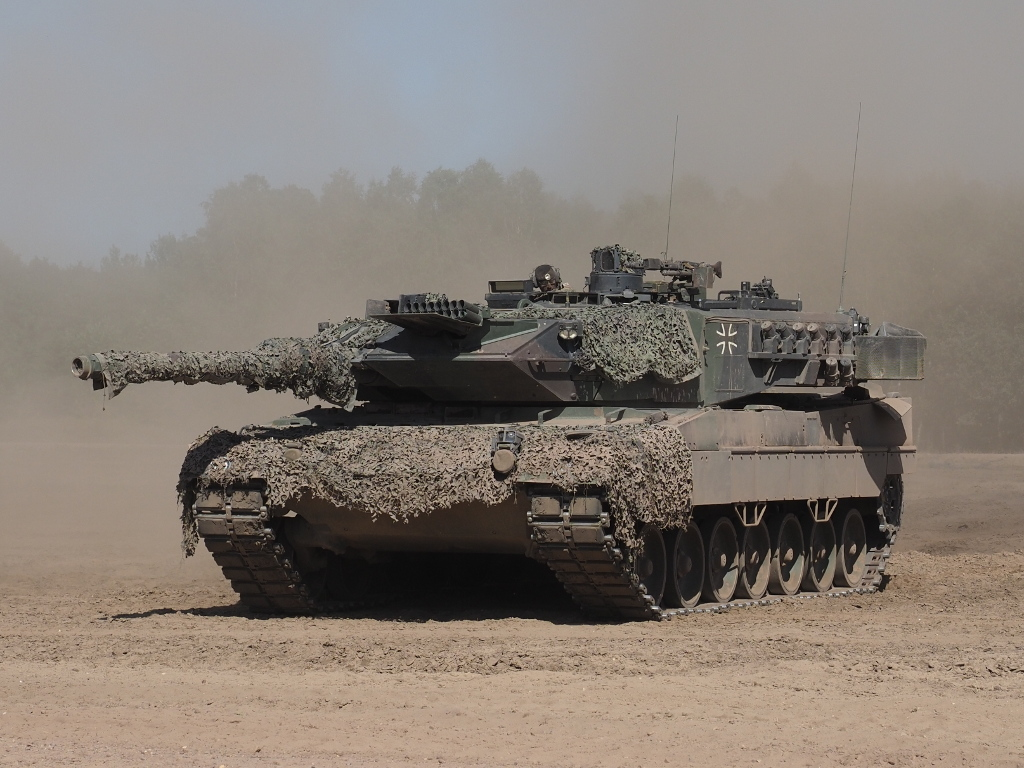
Char Leopard 2
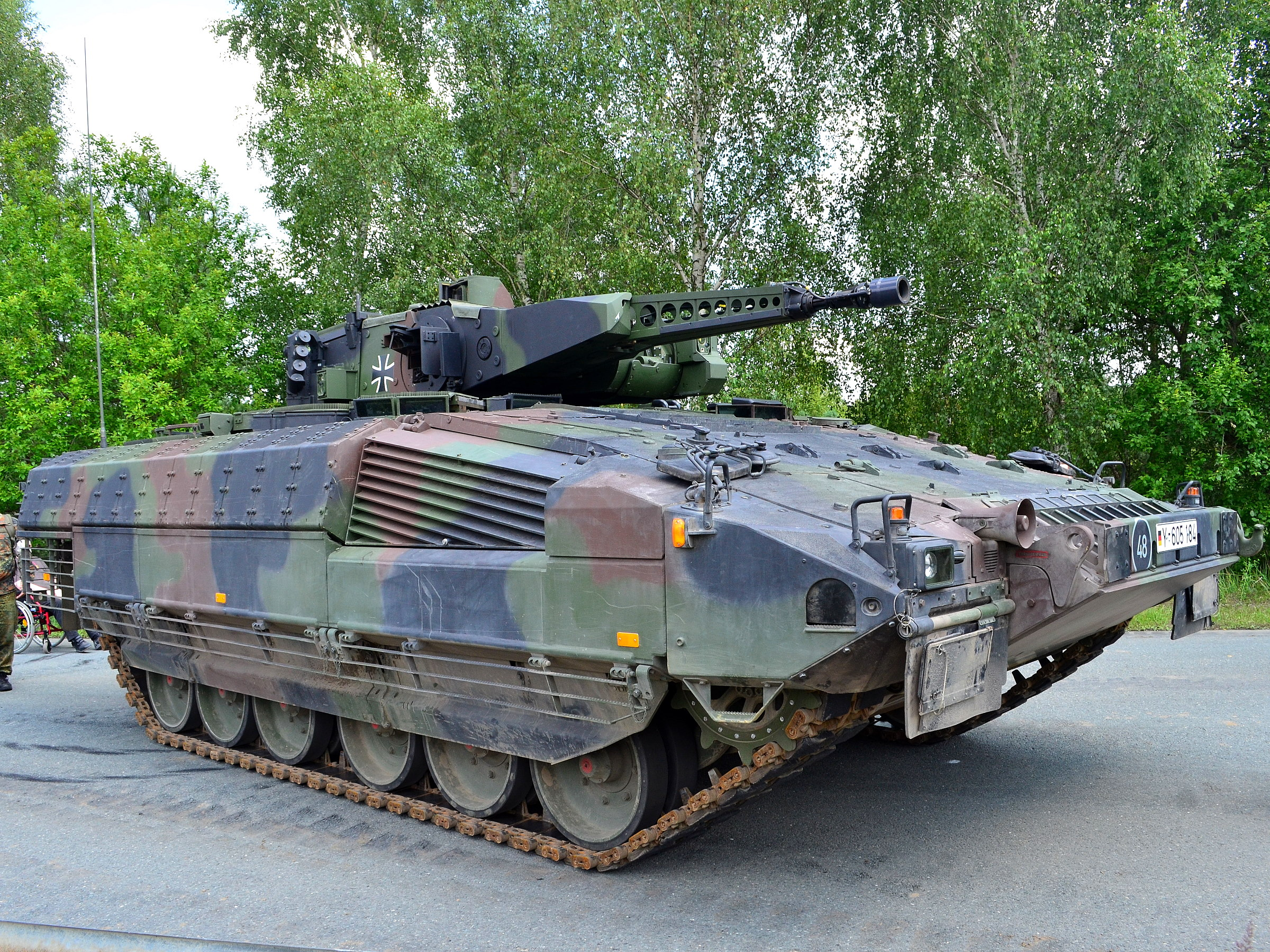
Puma
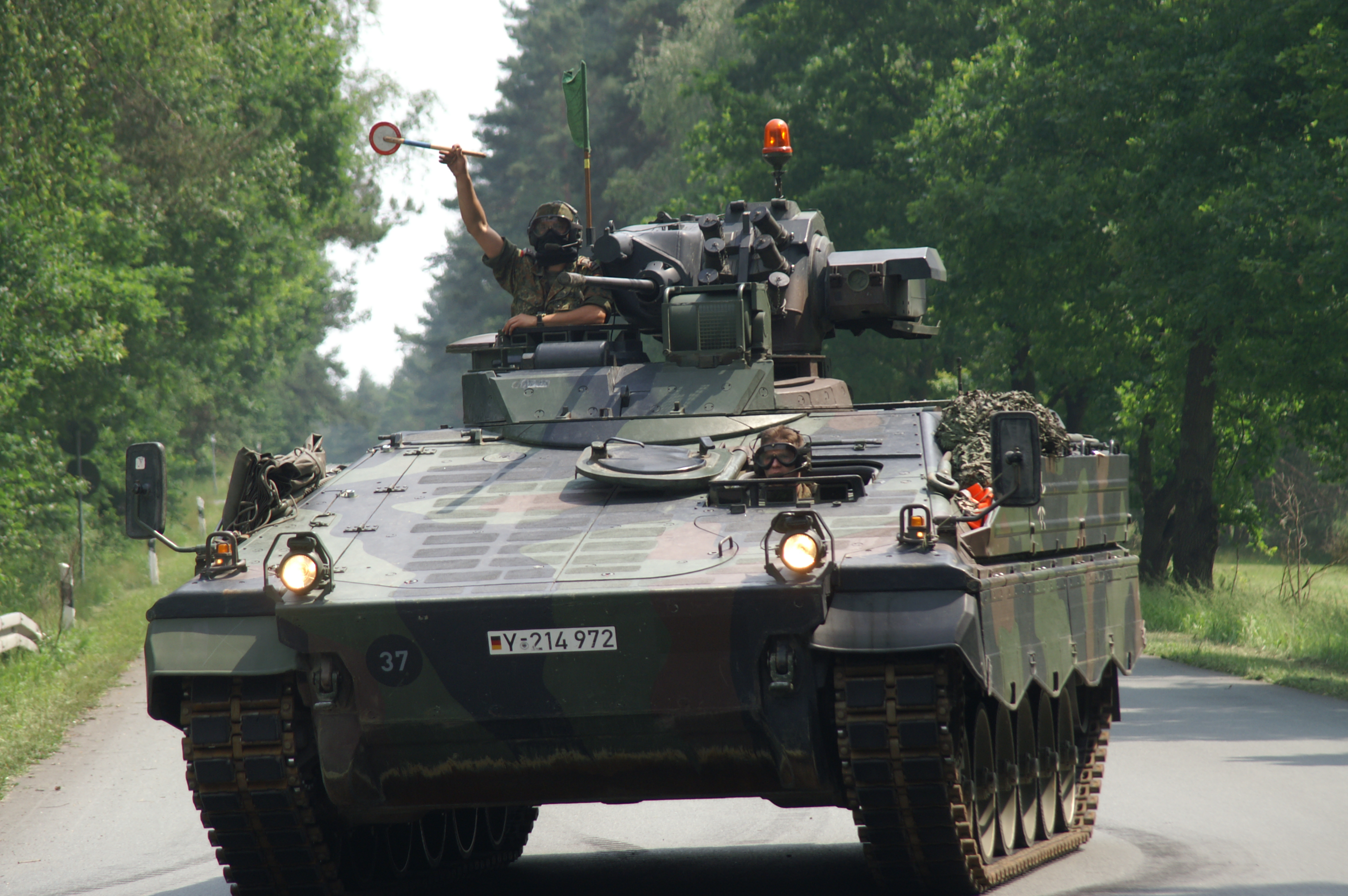
Marder (véhicule de combat d'infanterie)
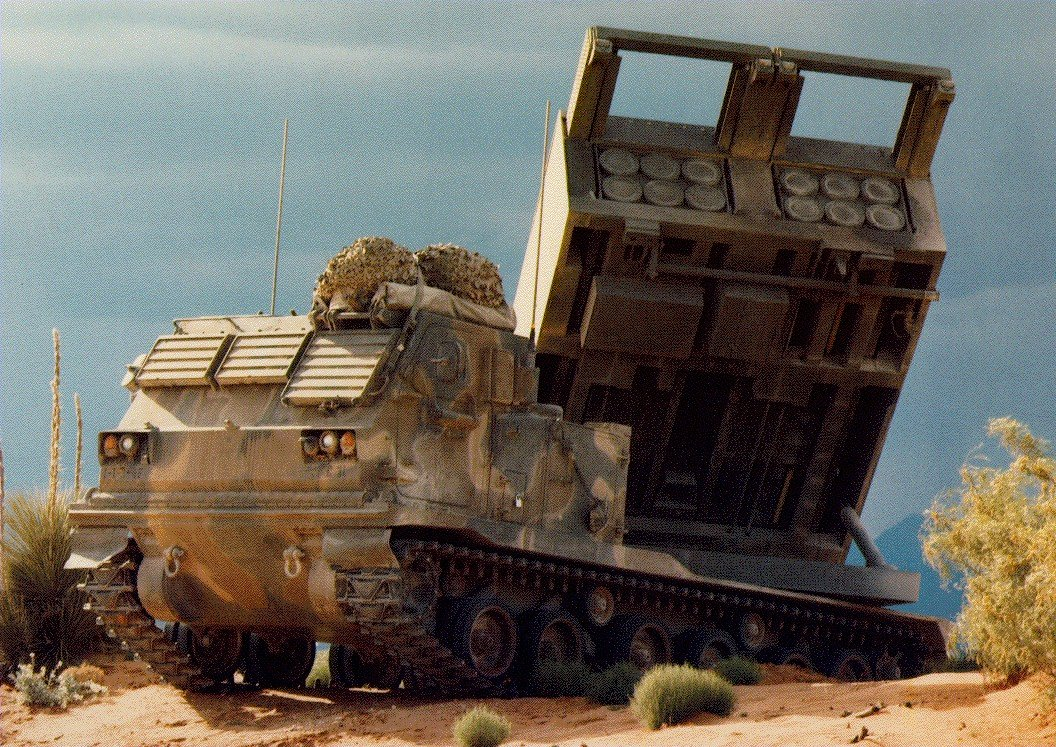
Lance-roquettes multiple
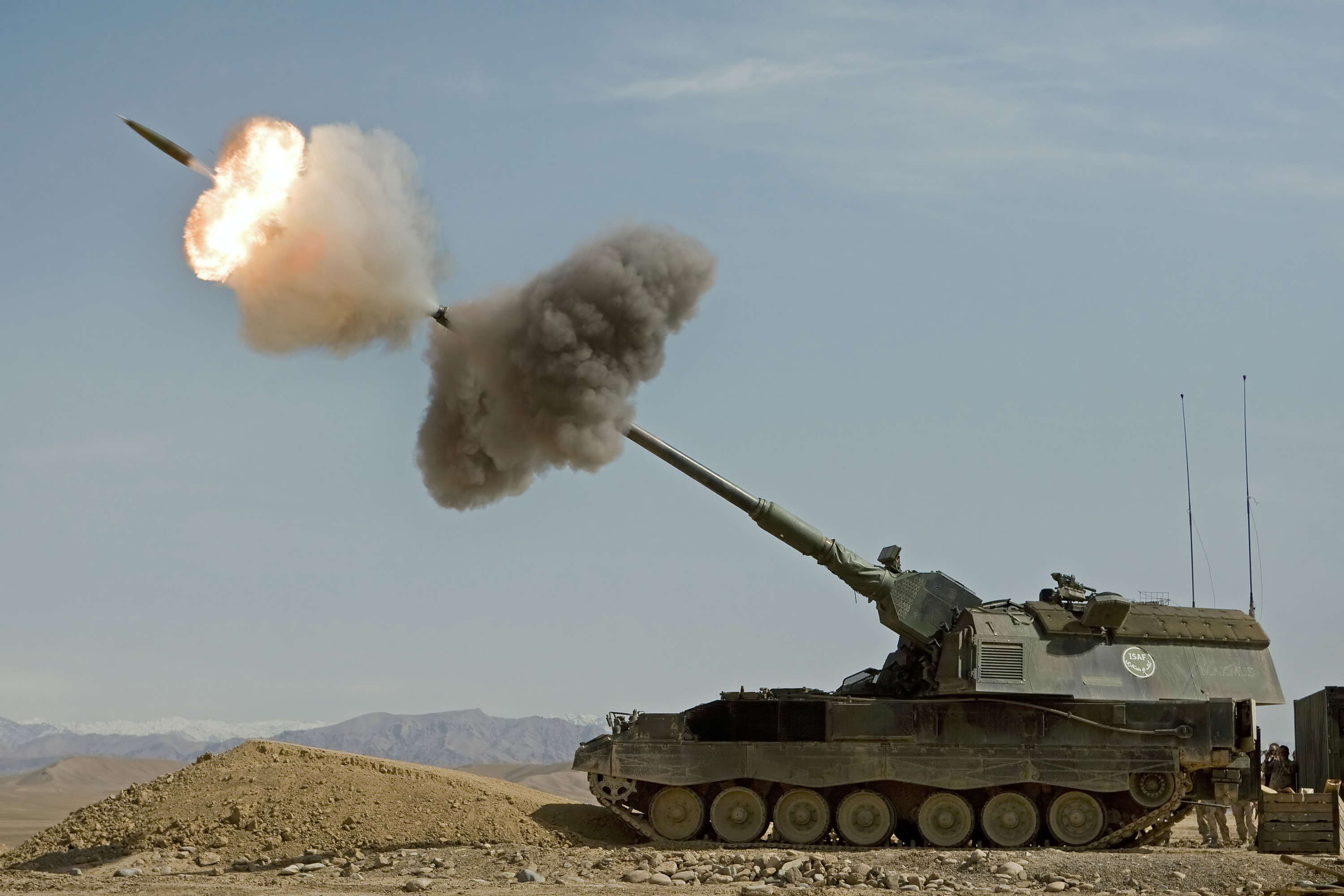
Panzerhaubitze 2000 (Obusier blindé modèle 2000)
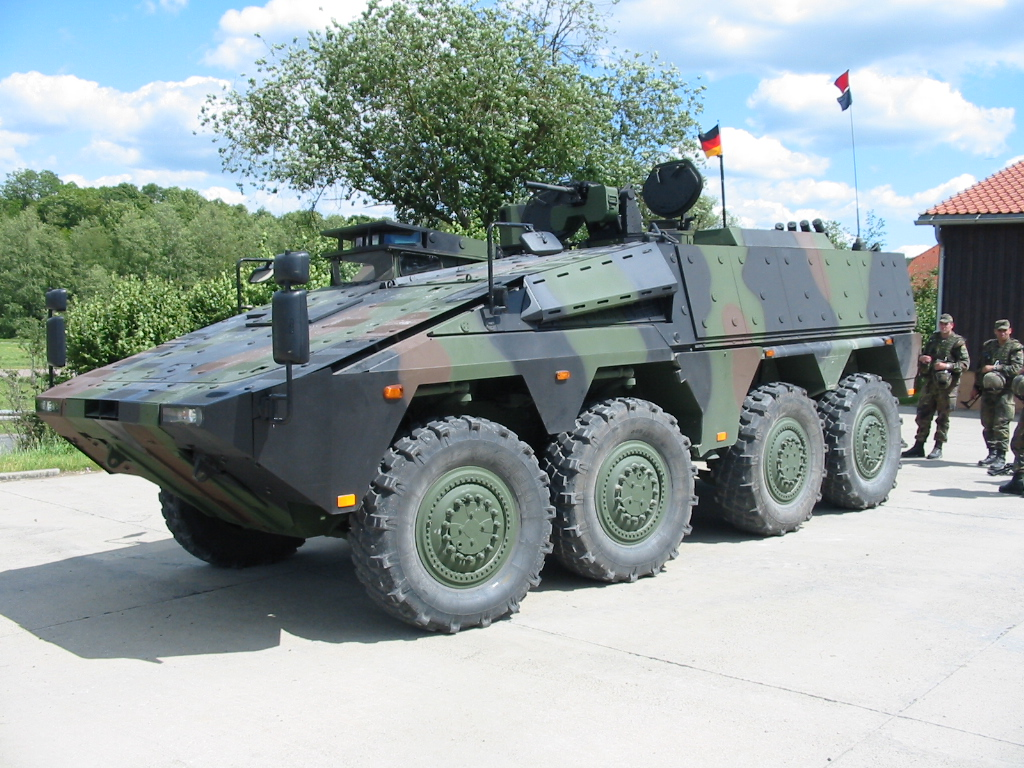
Boxer (véhicule)
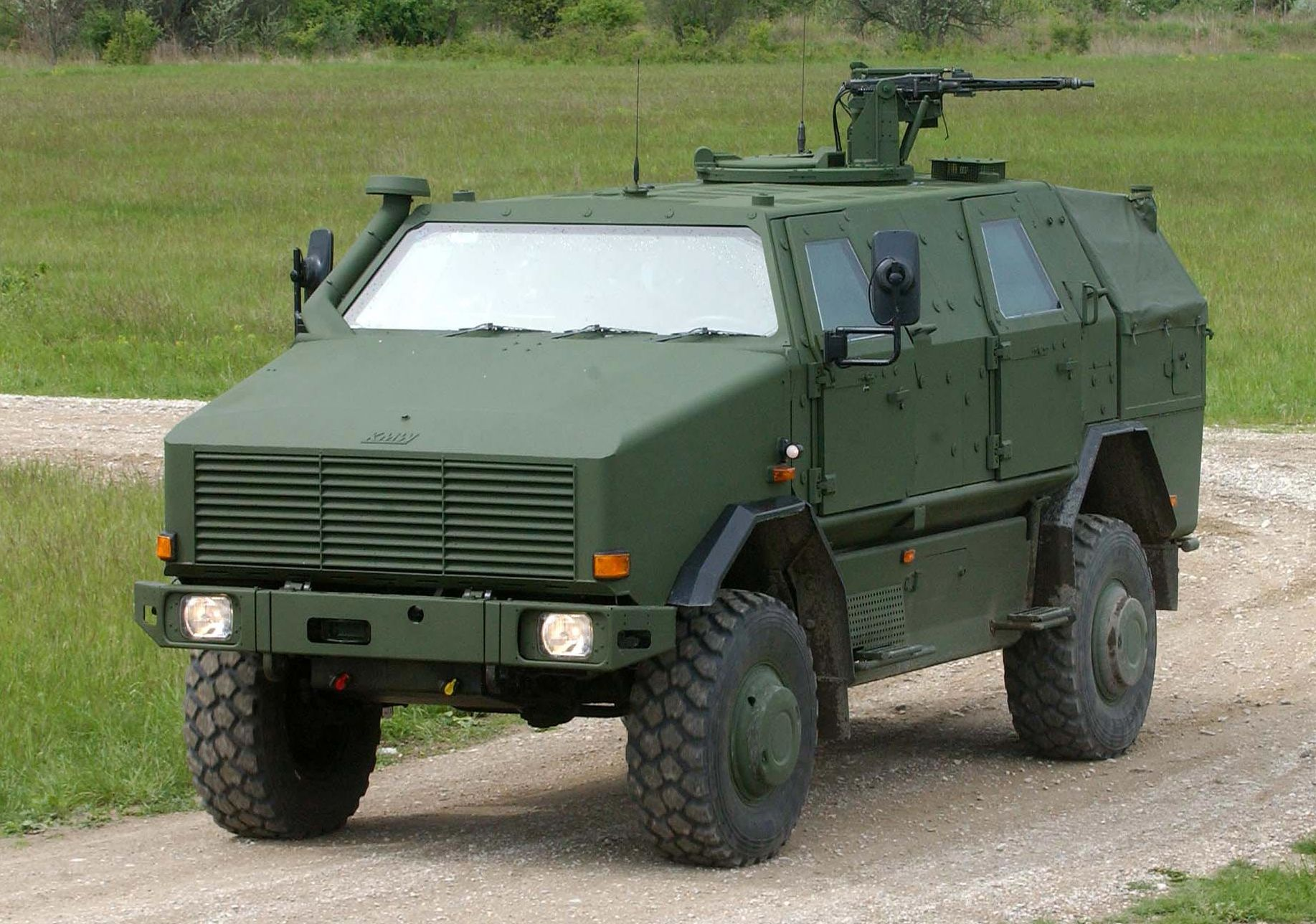
ATF Dingo
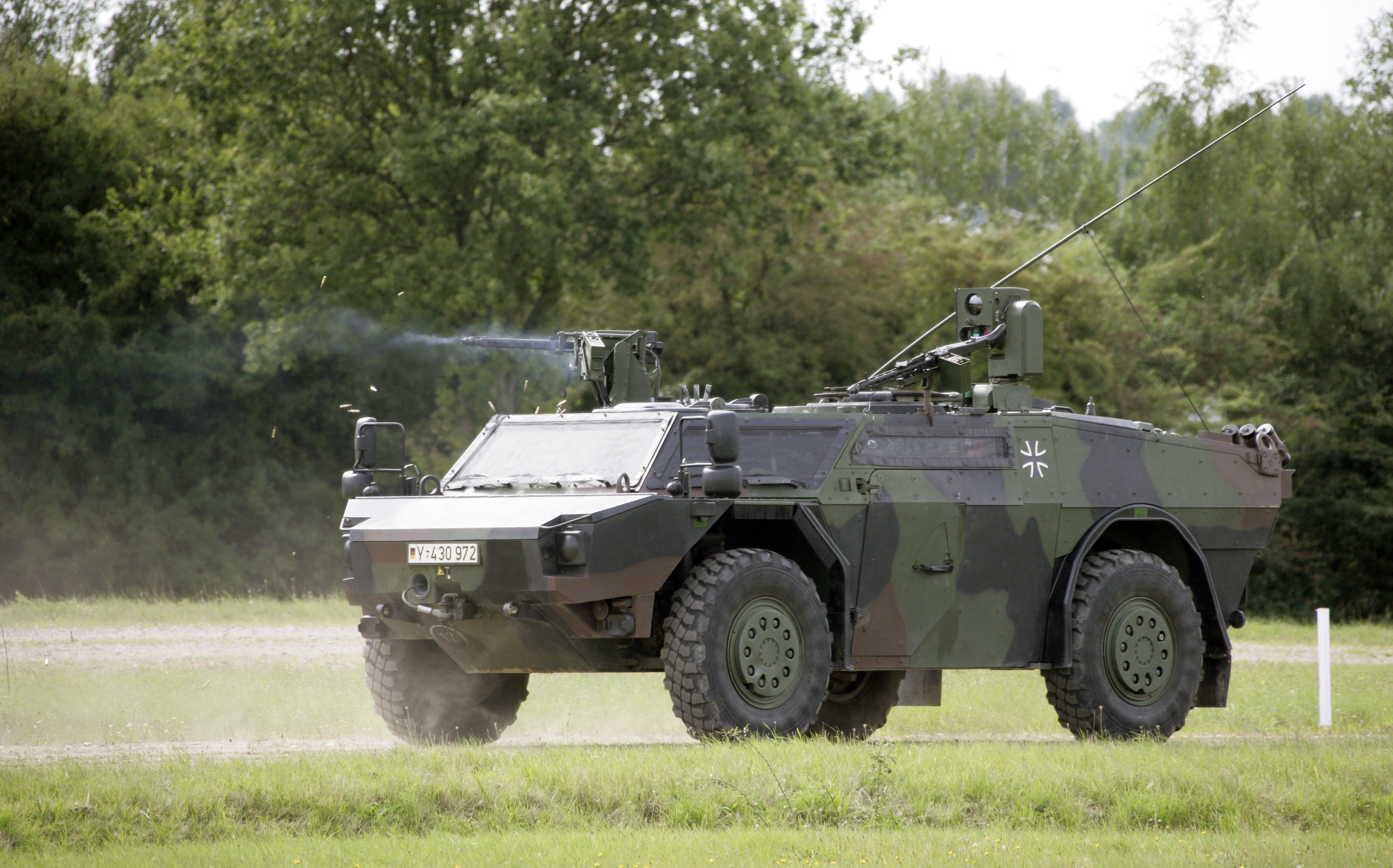
Spähwagen Fennek
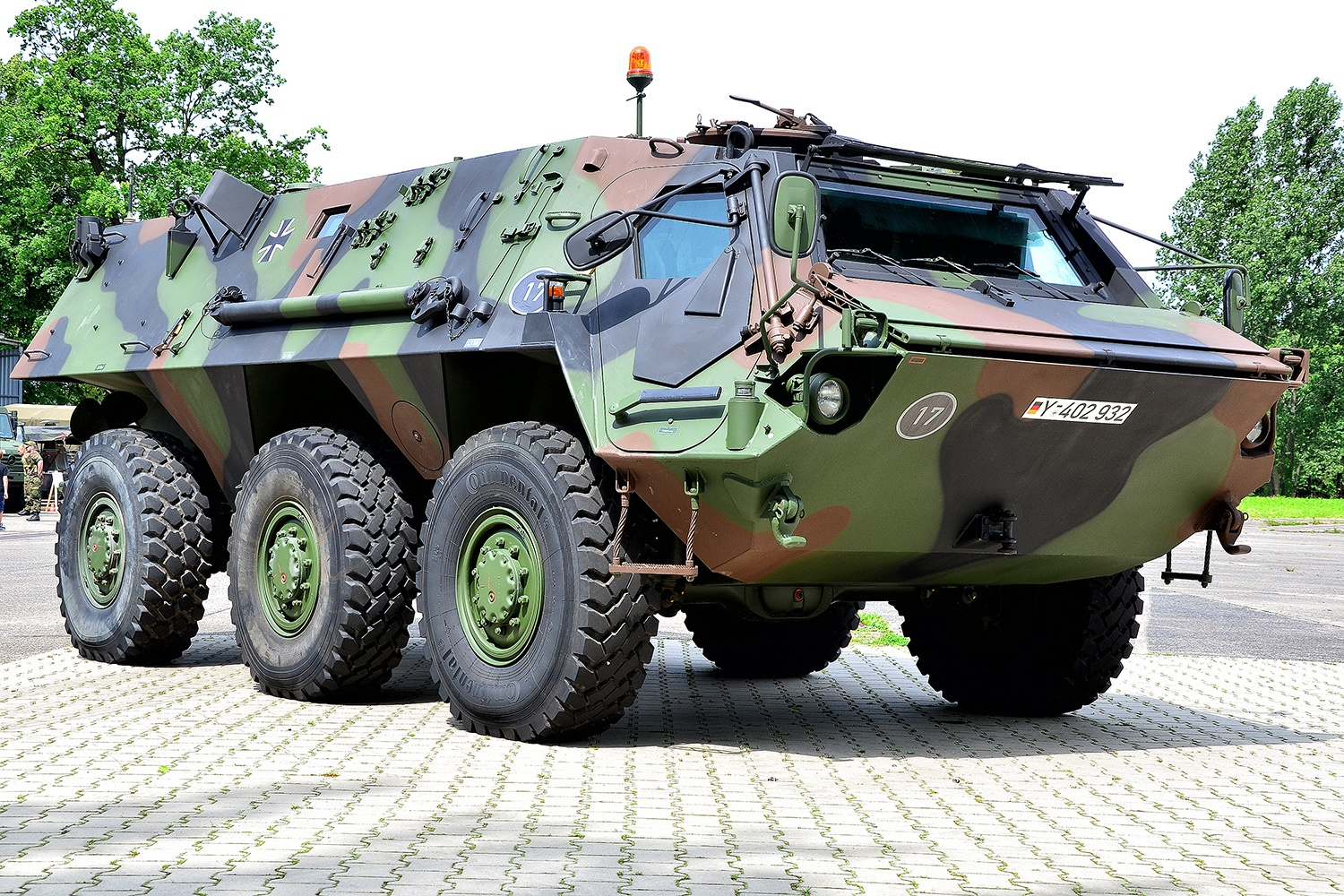
TPz Fuchs
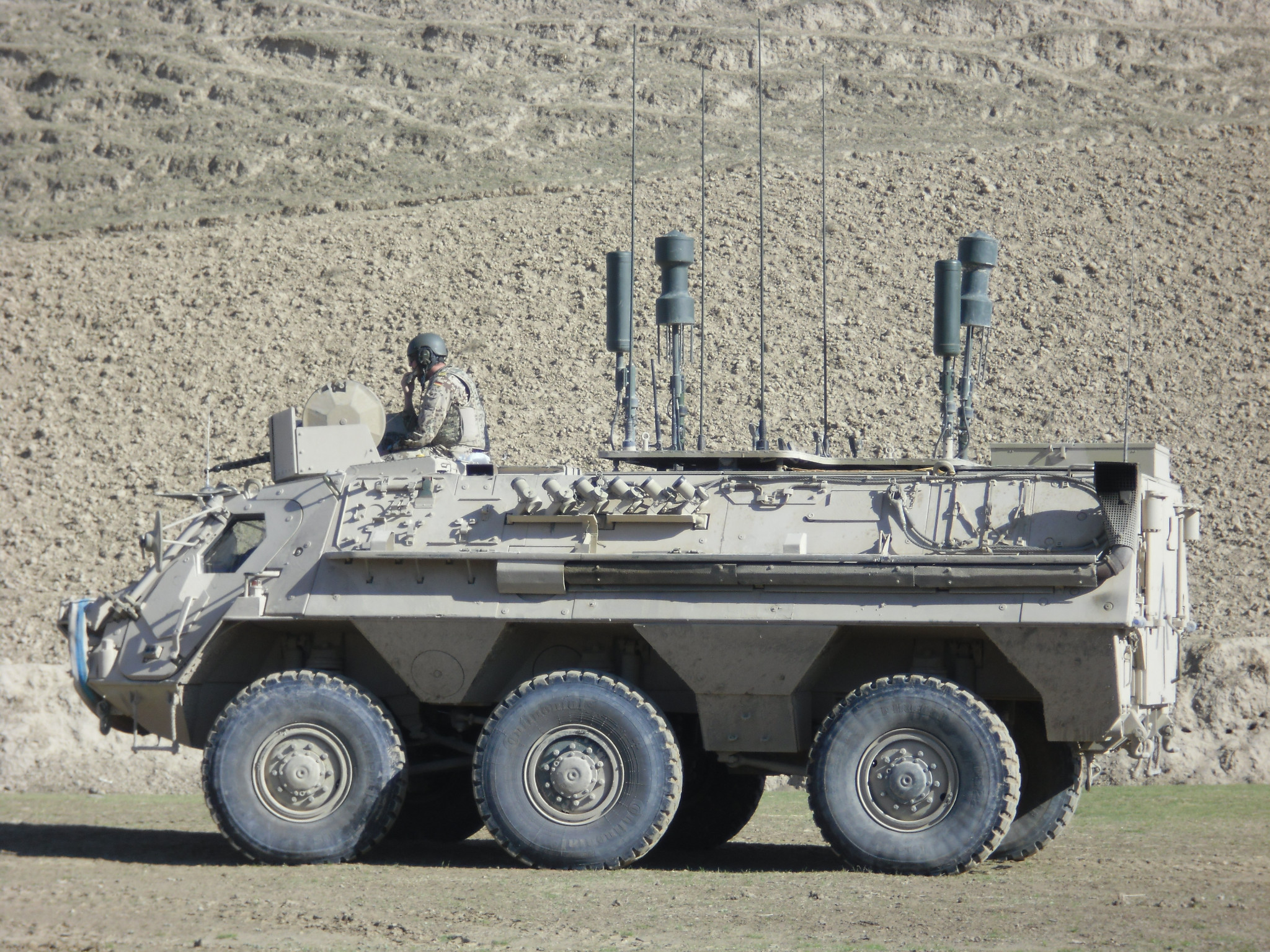
TPz Fuchs "ELOKA"
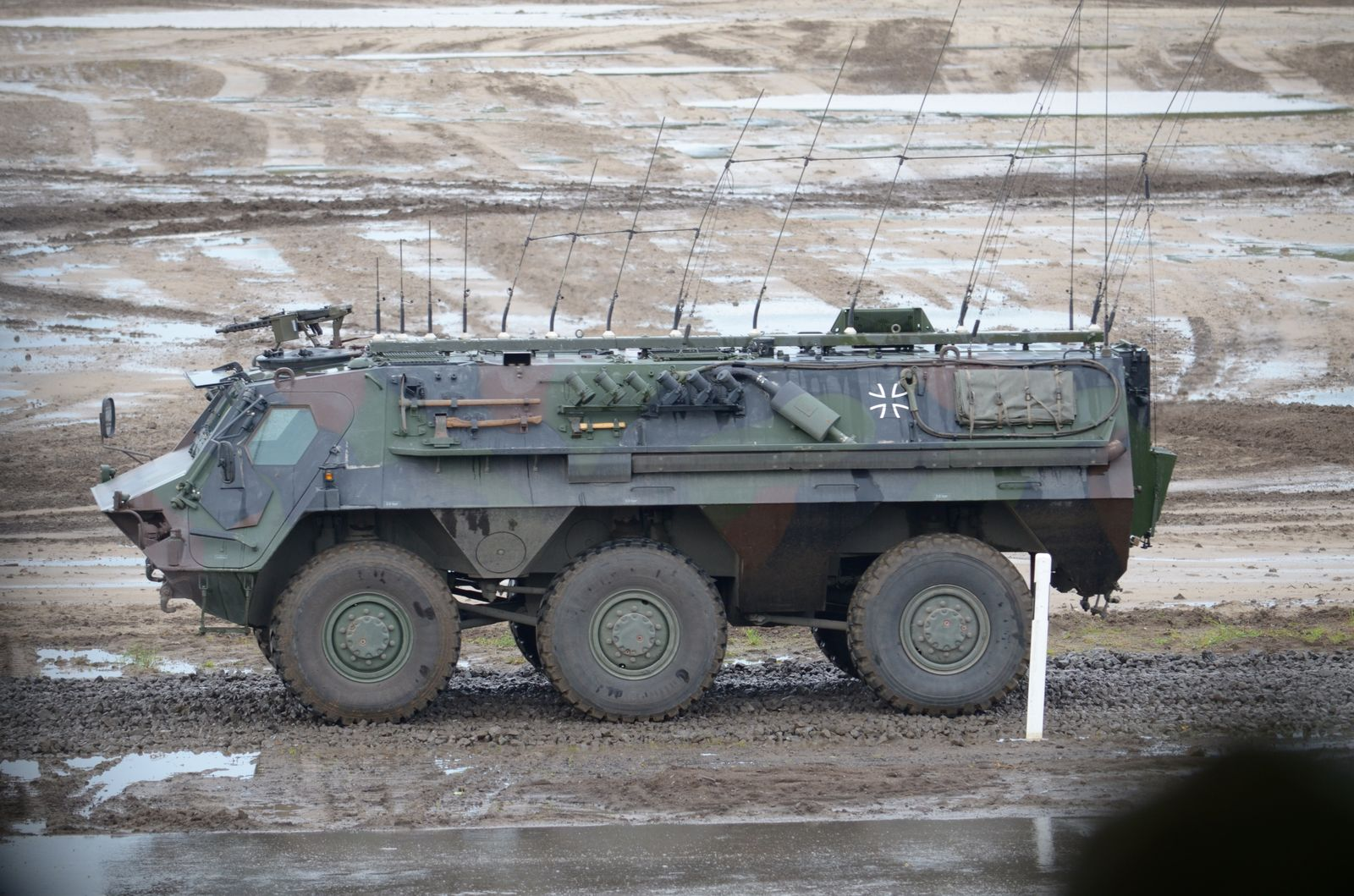
TPz Fuchs - "Hummel"
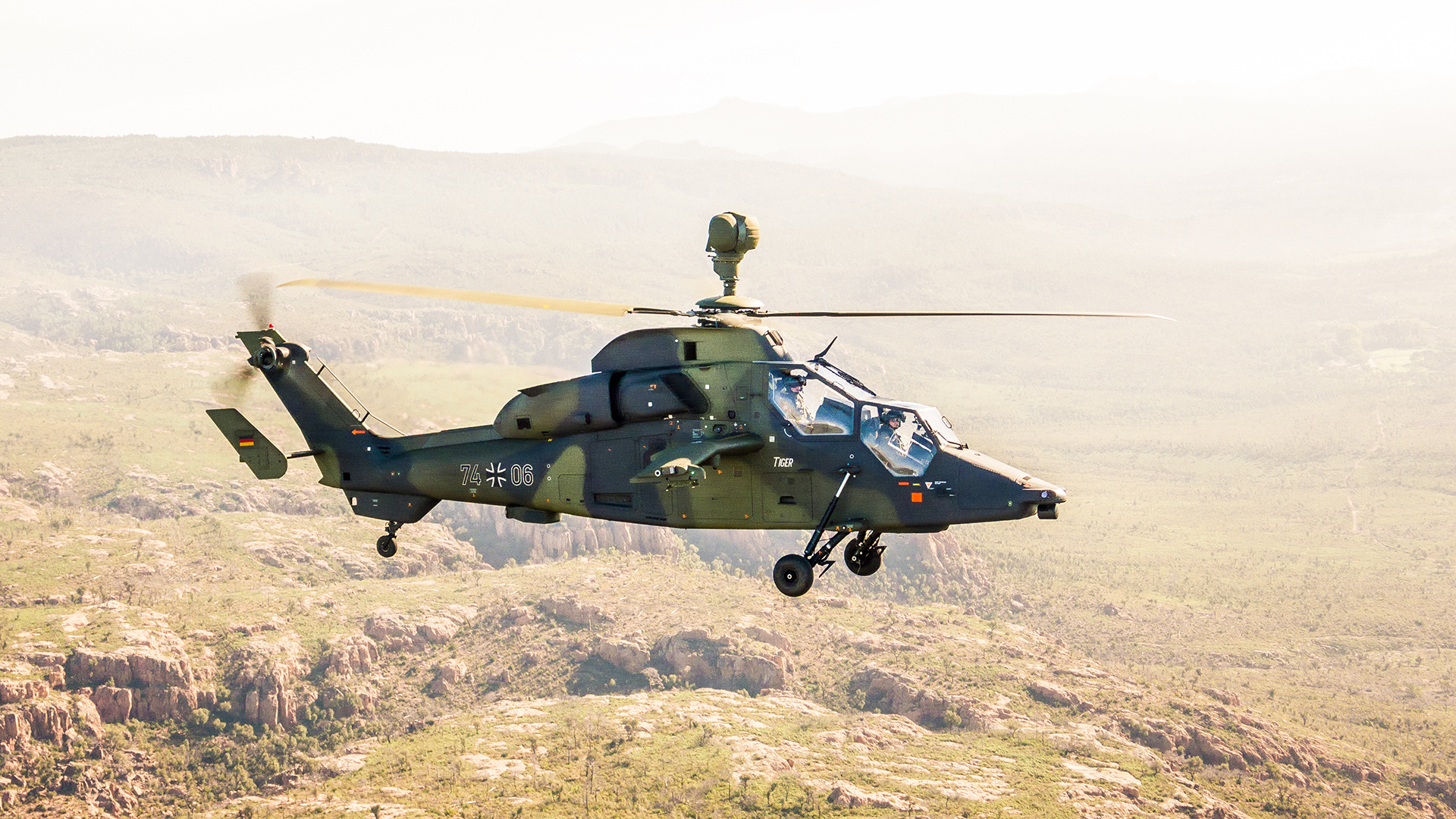
Eurocopter EC665 Tigre (hélicoptère d’attaque)
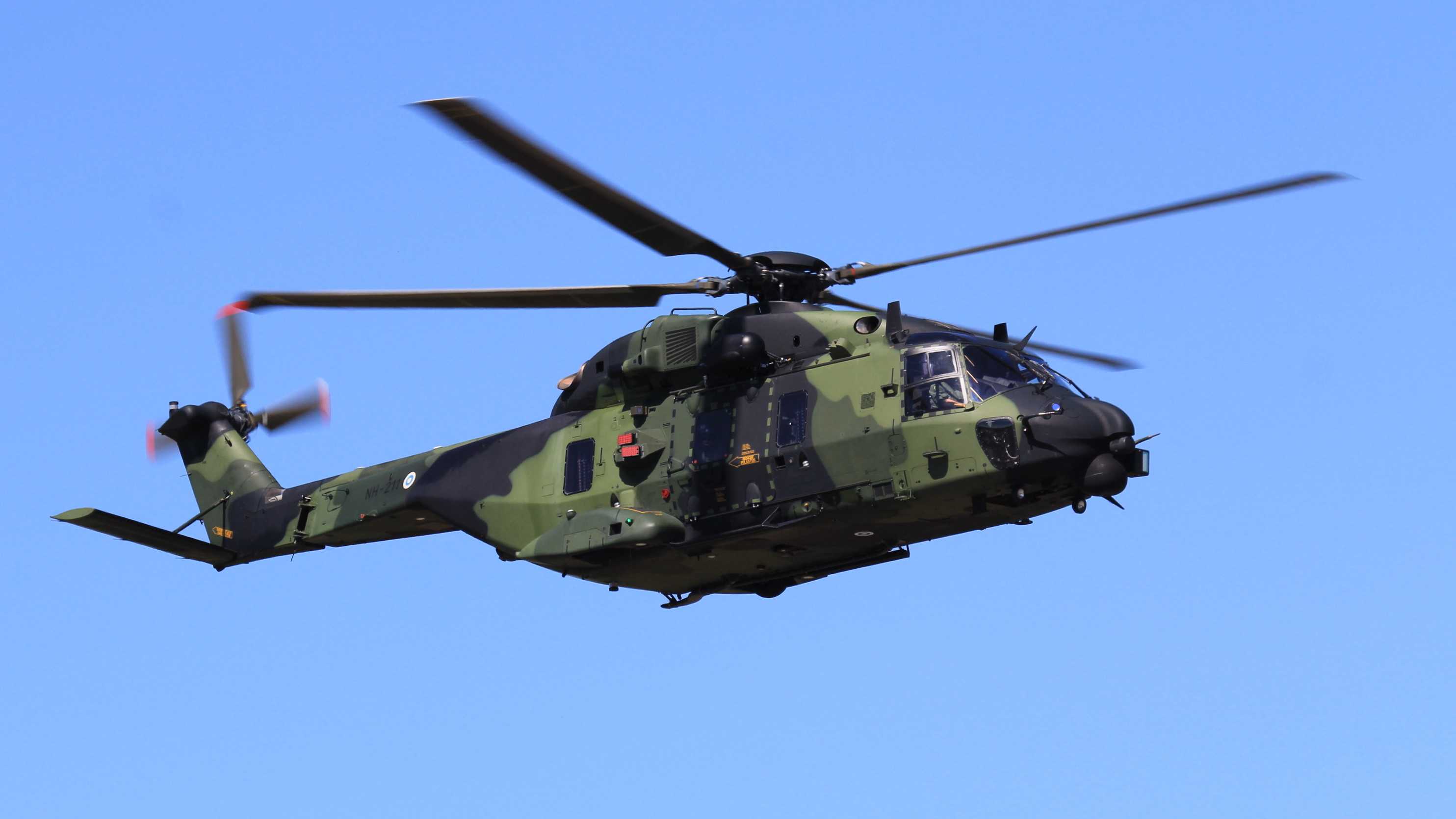
NH90
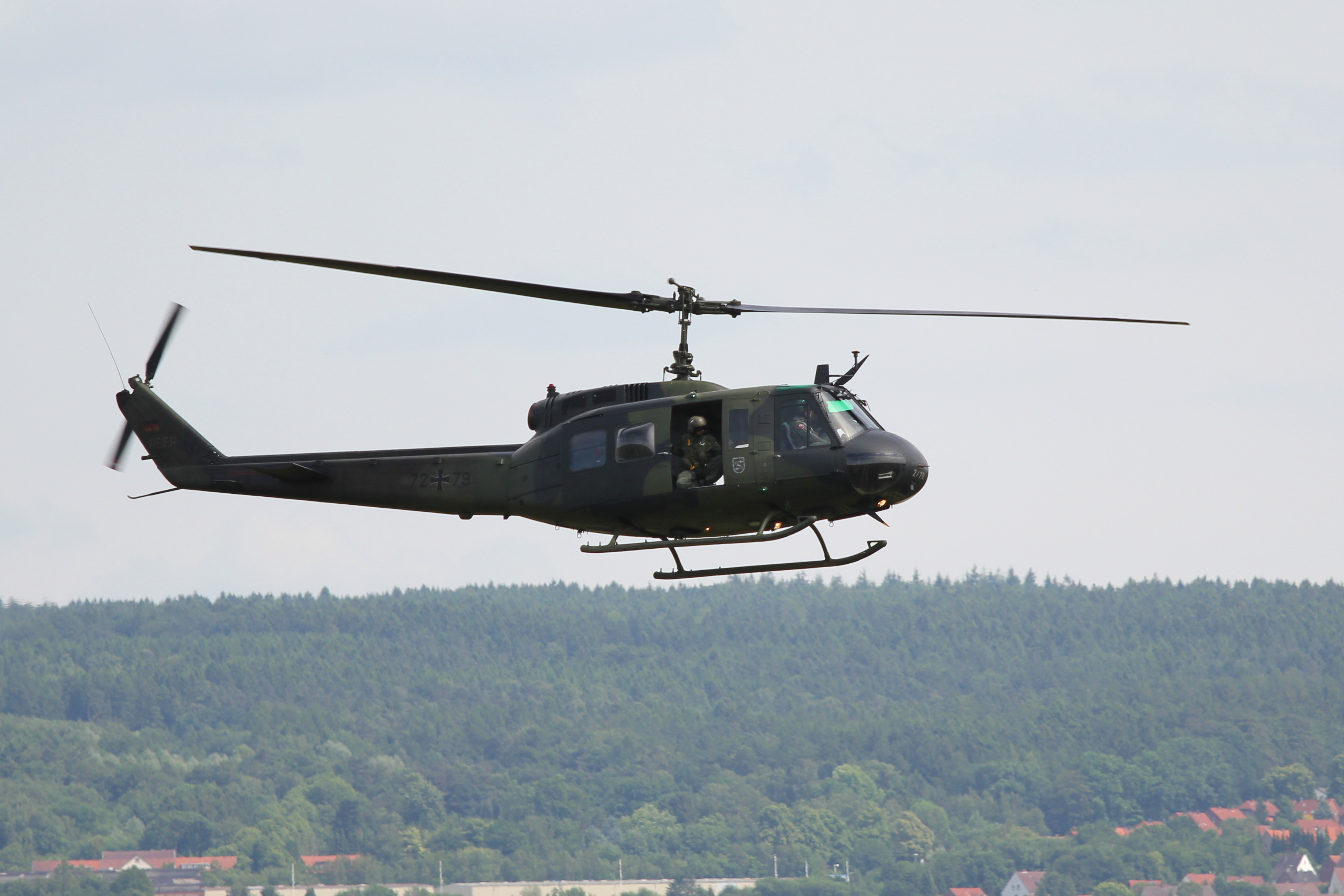
Bell UH-1 Iroquois
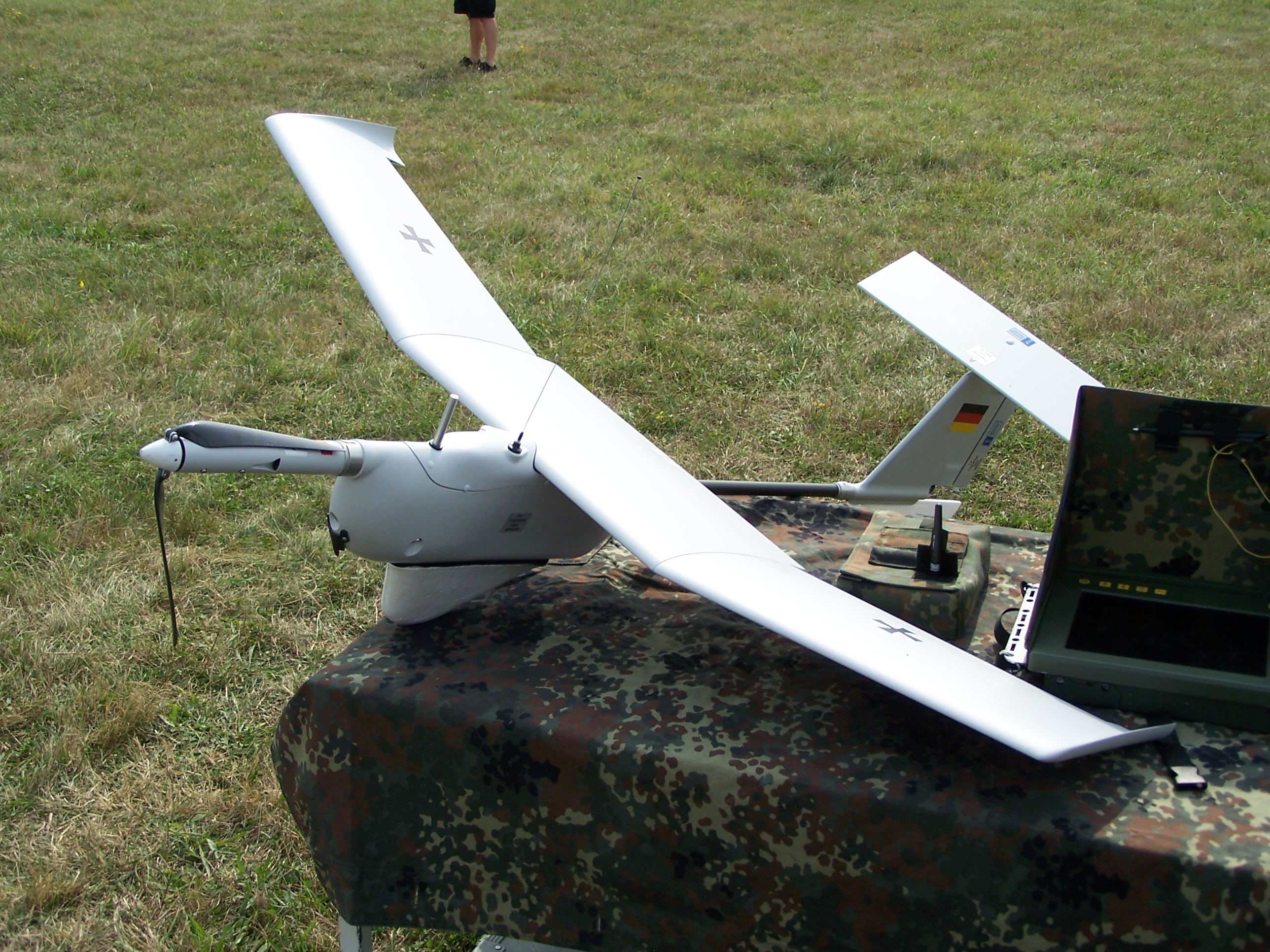
EMT Aladin
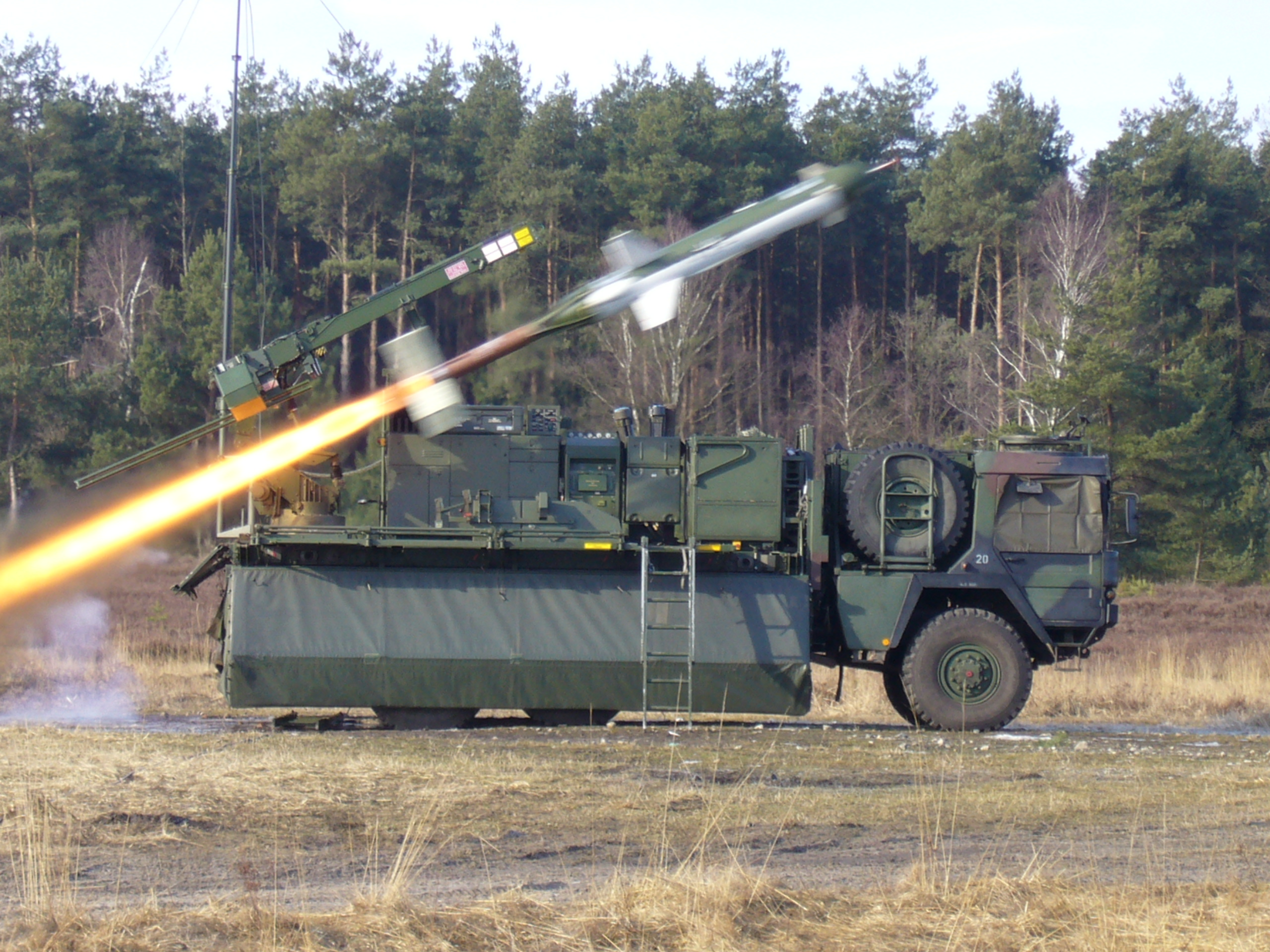
CL289
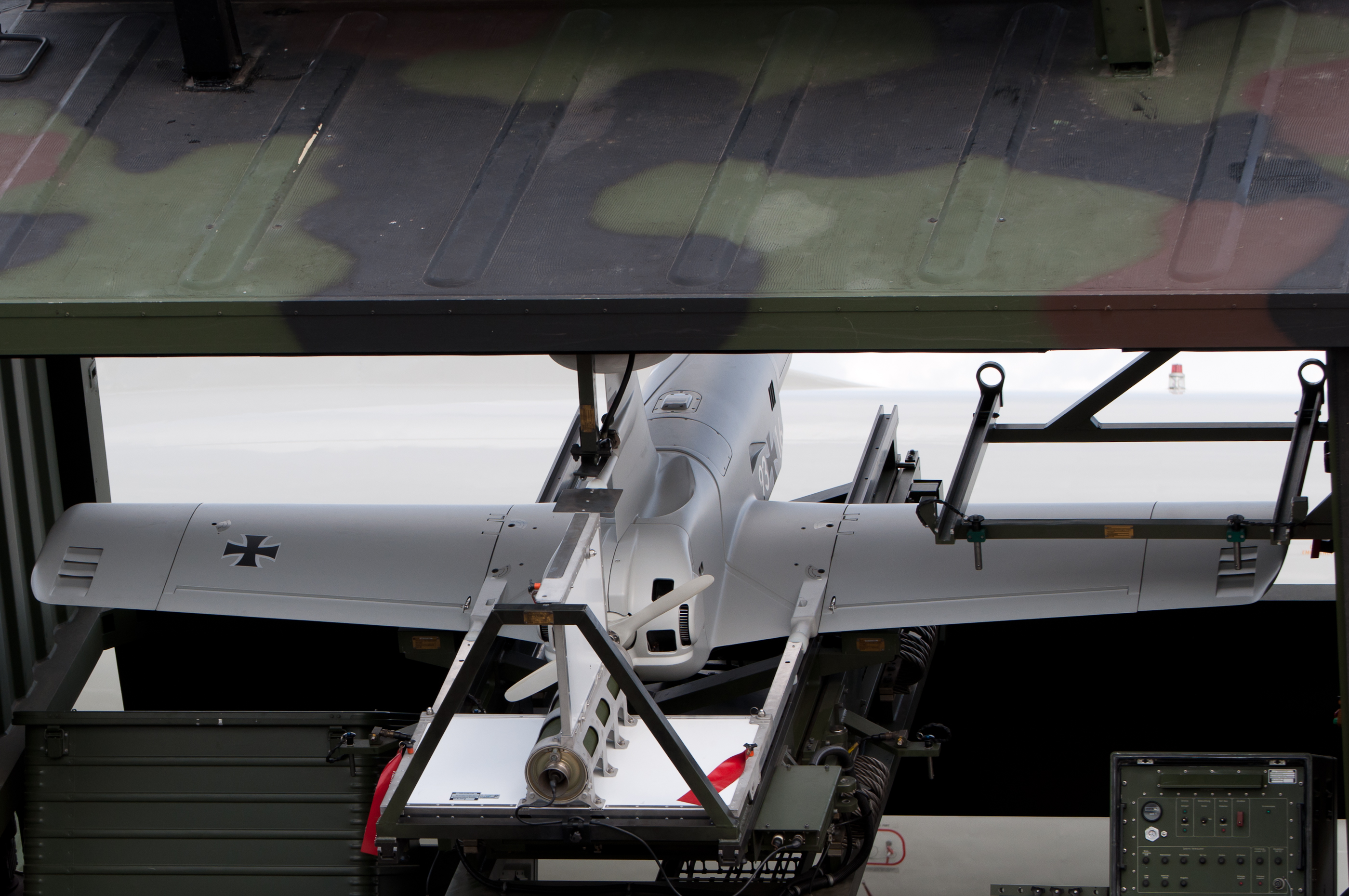
KZO
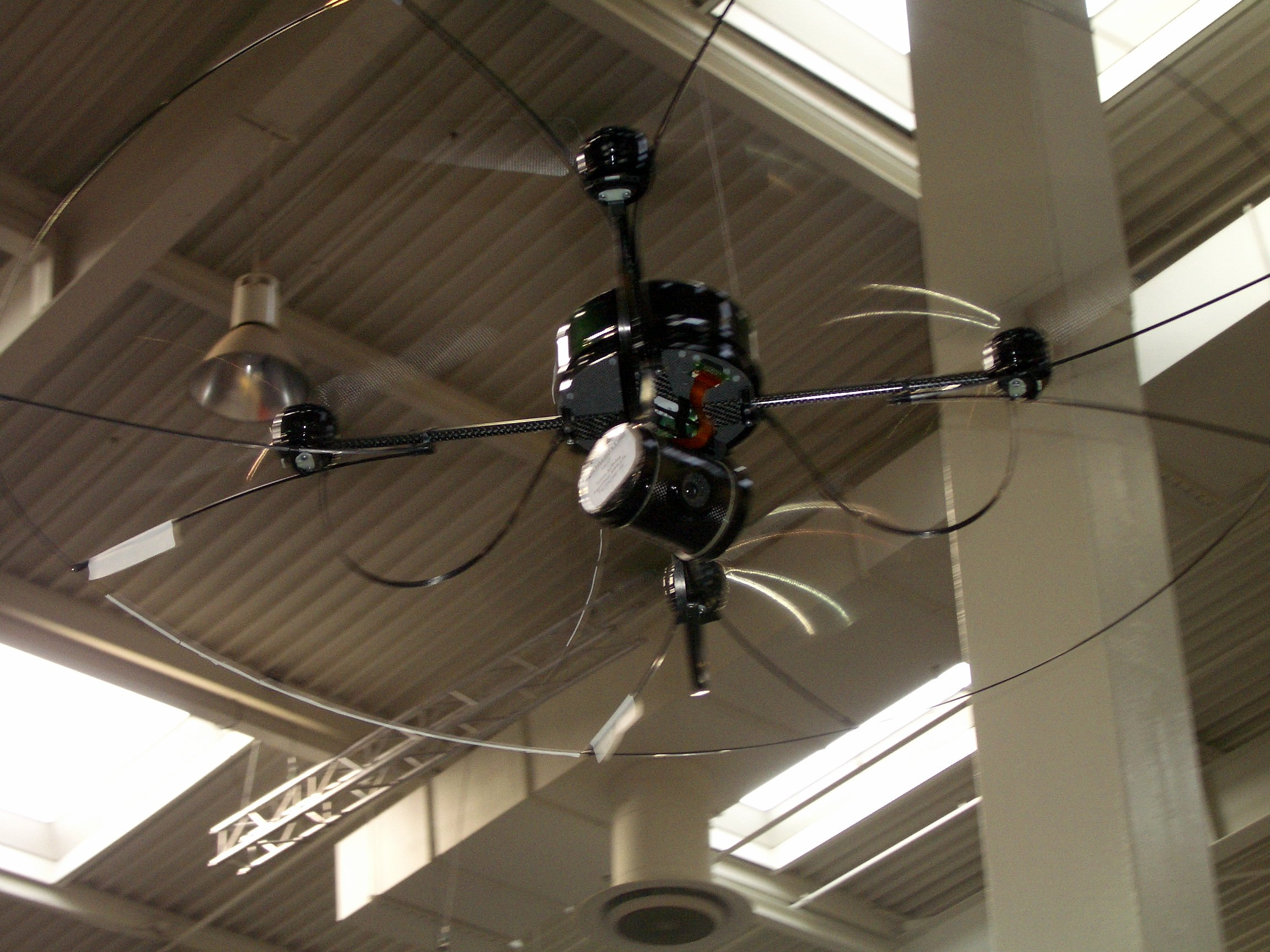
AirRobot AR-100B

Luftwaffe - armée de l'air
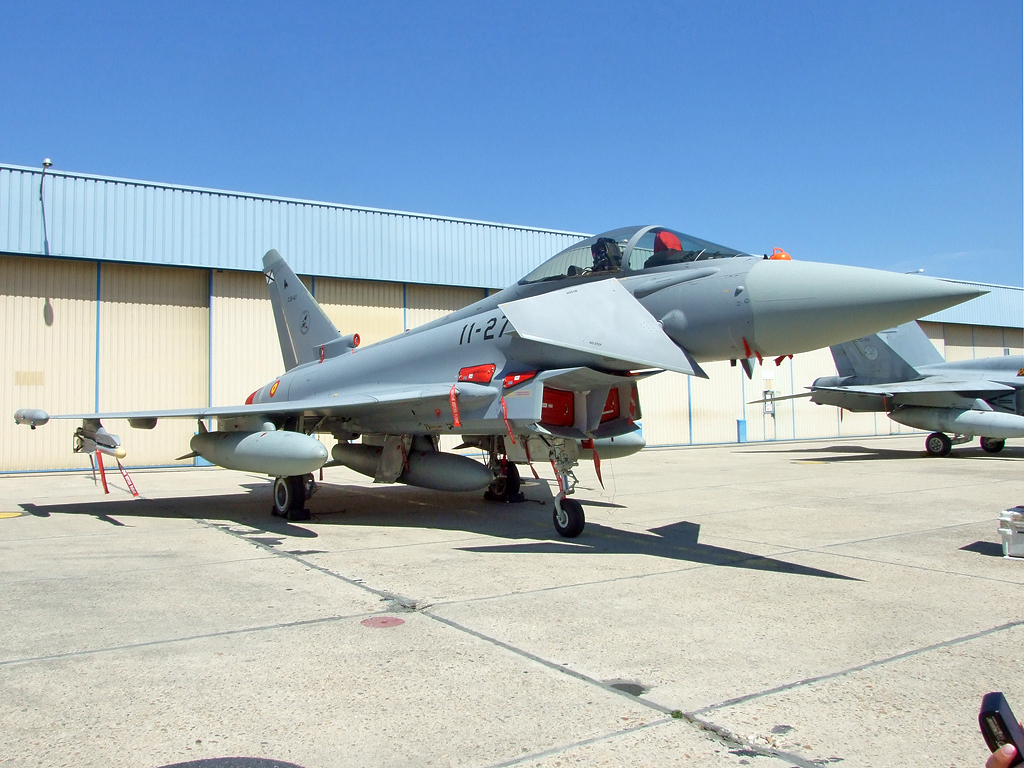
Eurofighter Typhoon
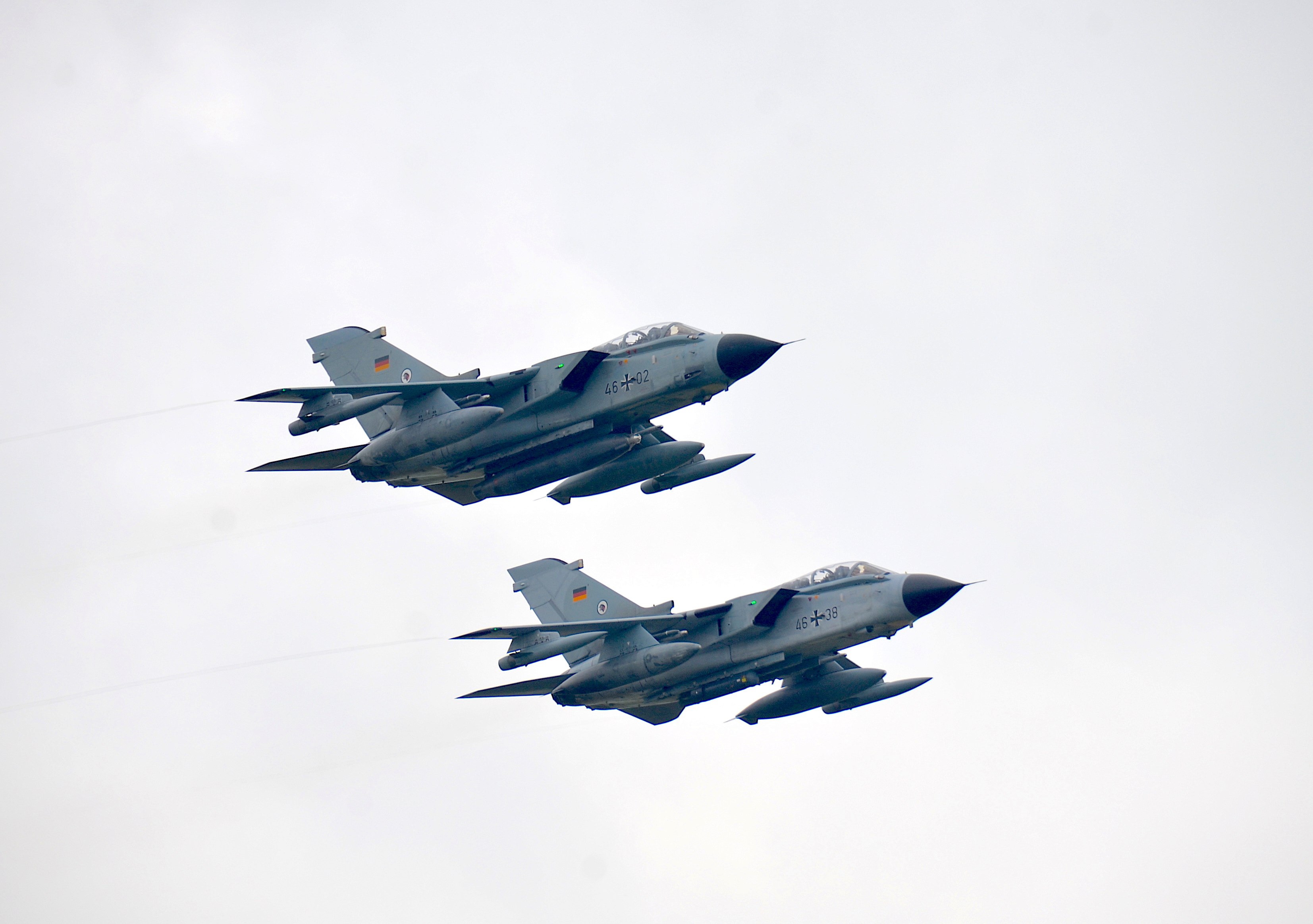
Panavia Tornado
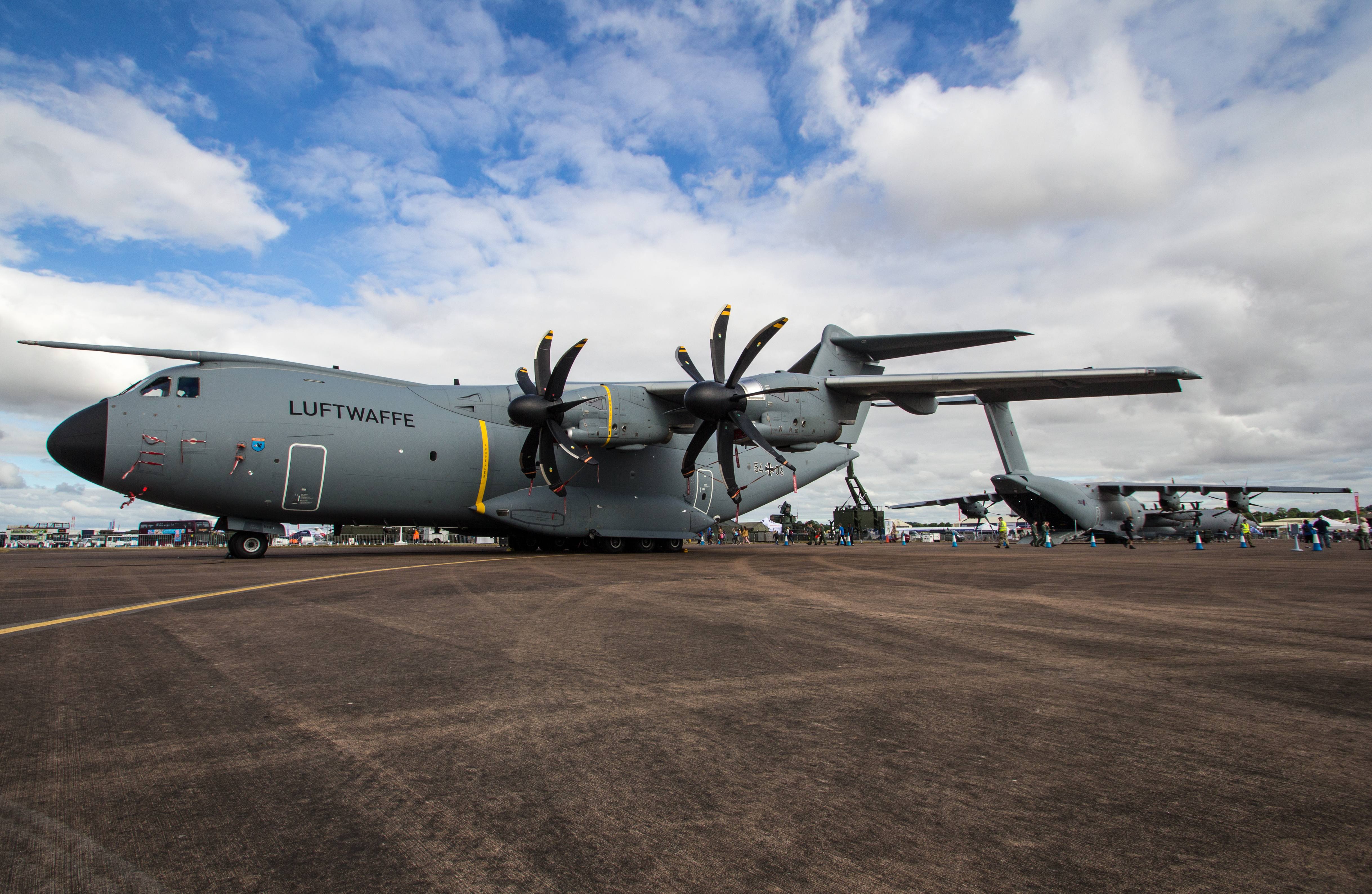
Airbus A400M
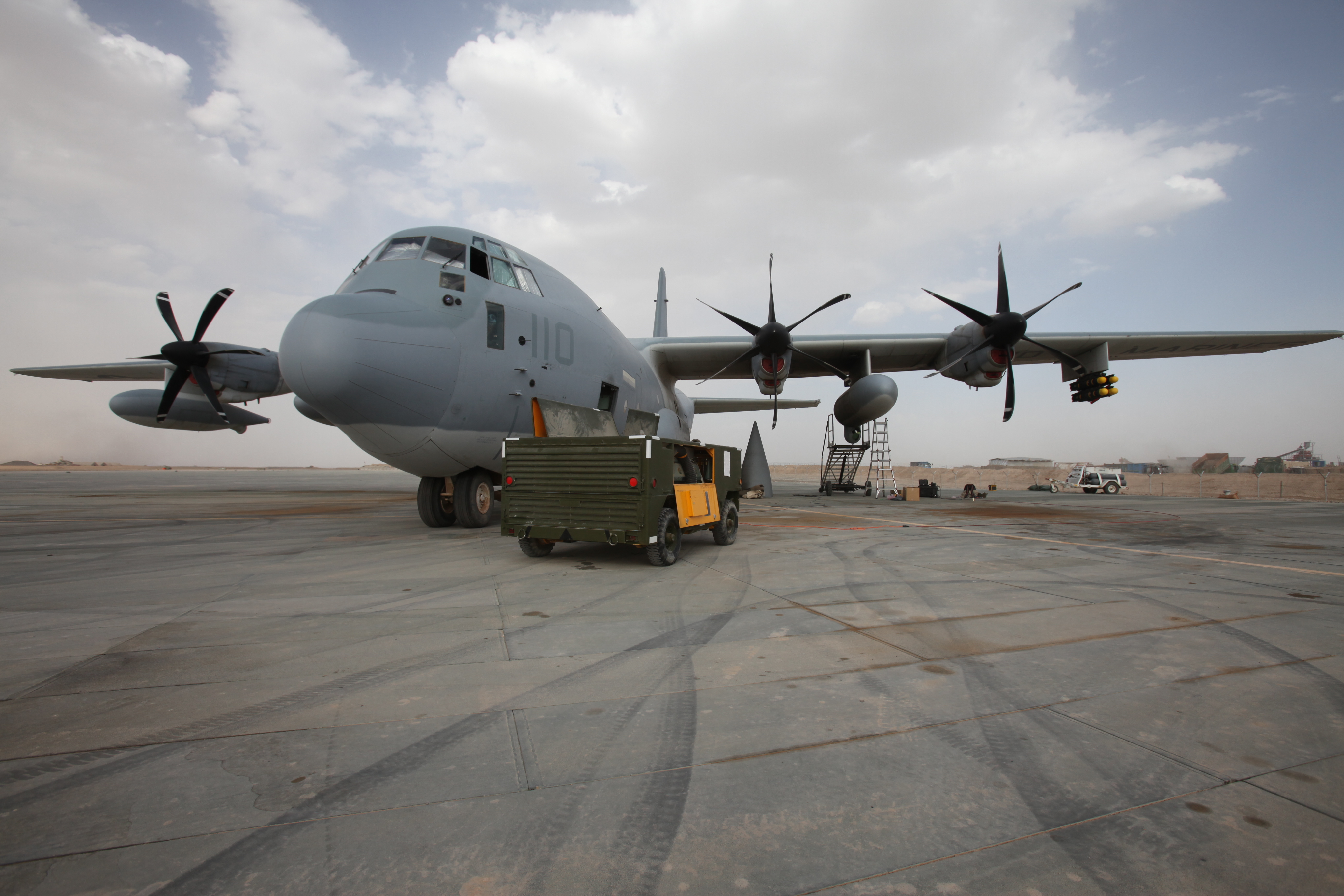
KC-130J
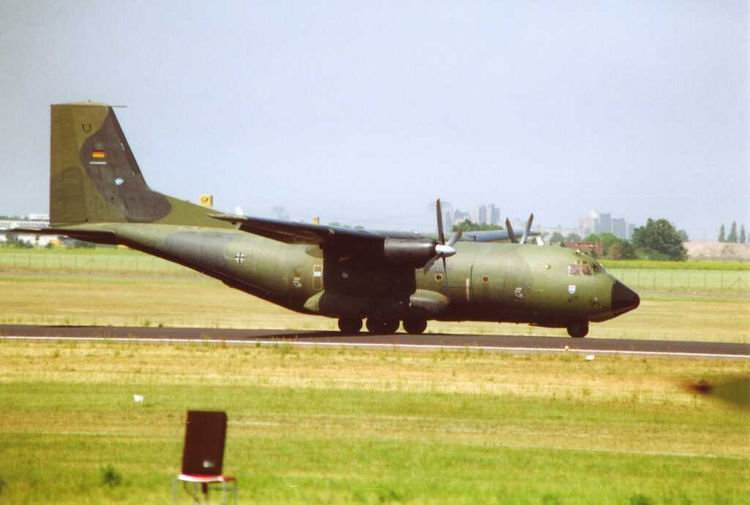
C-160 Transall
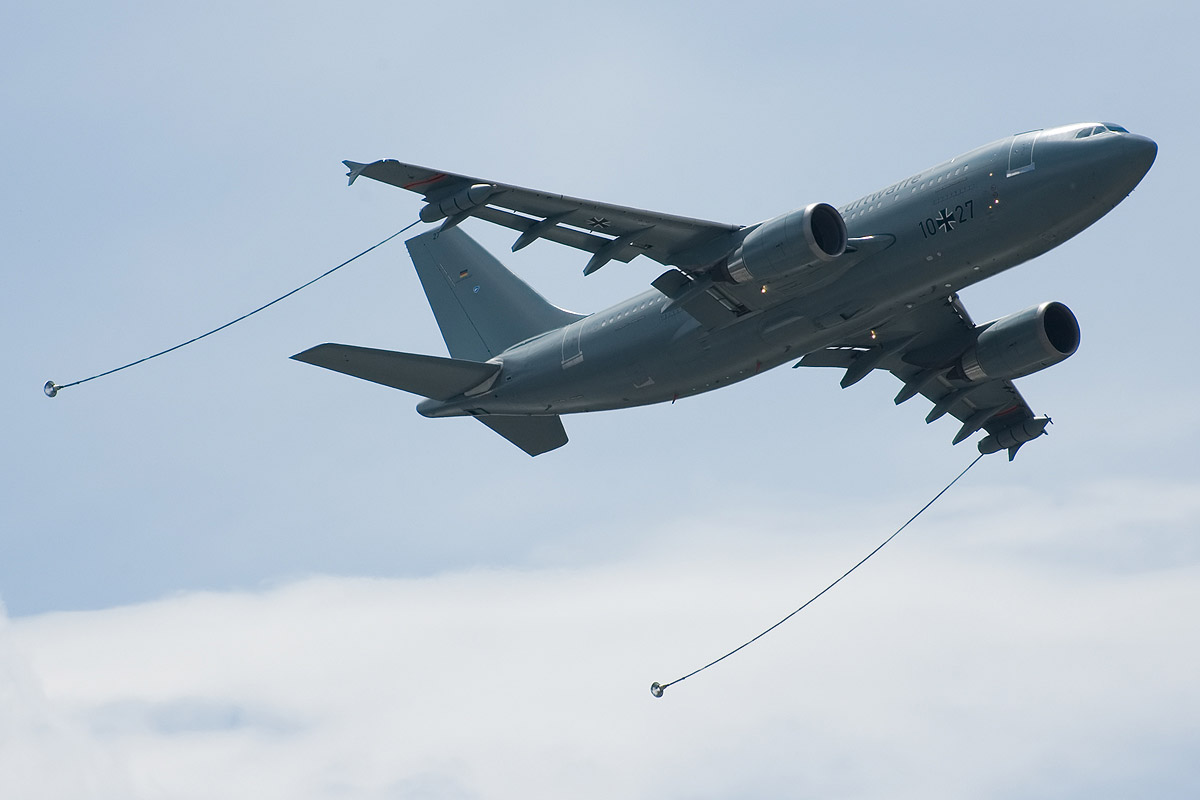
Airbus A310 MRTT
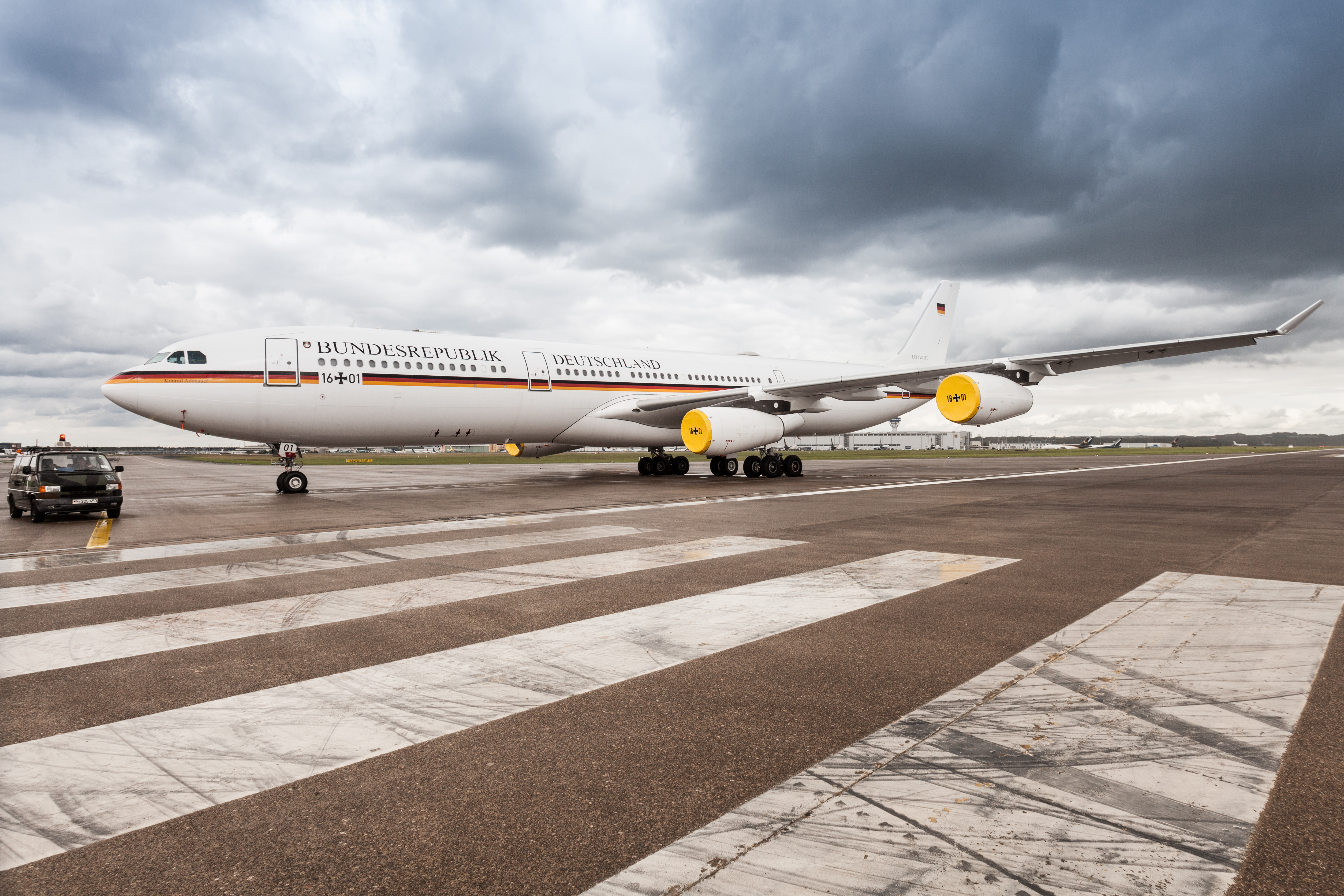
Airbus A340-400
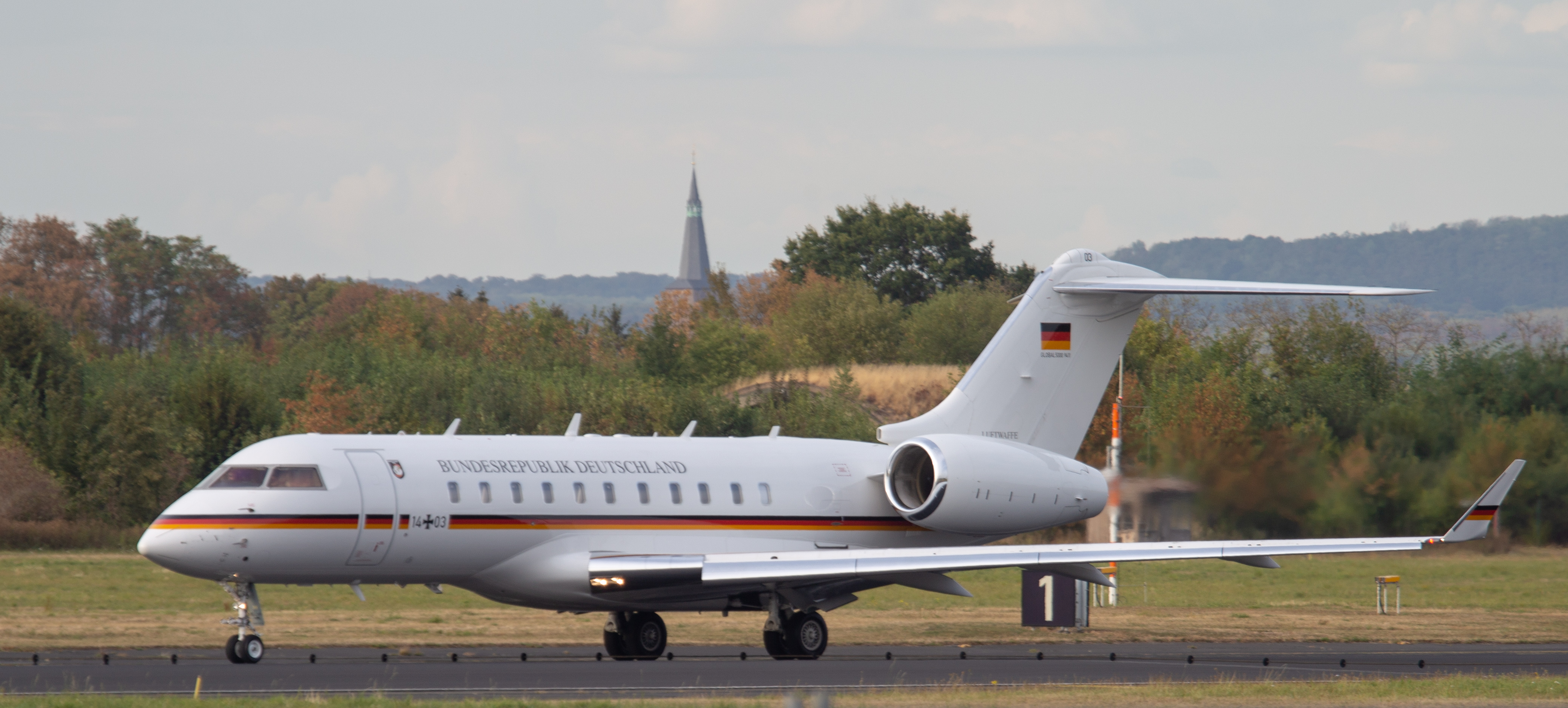
Bombardier Global Express
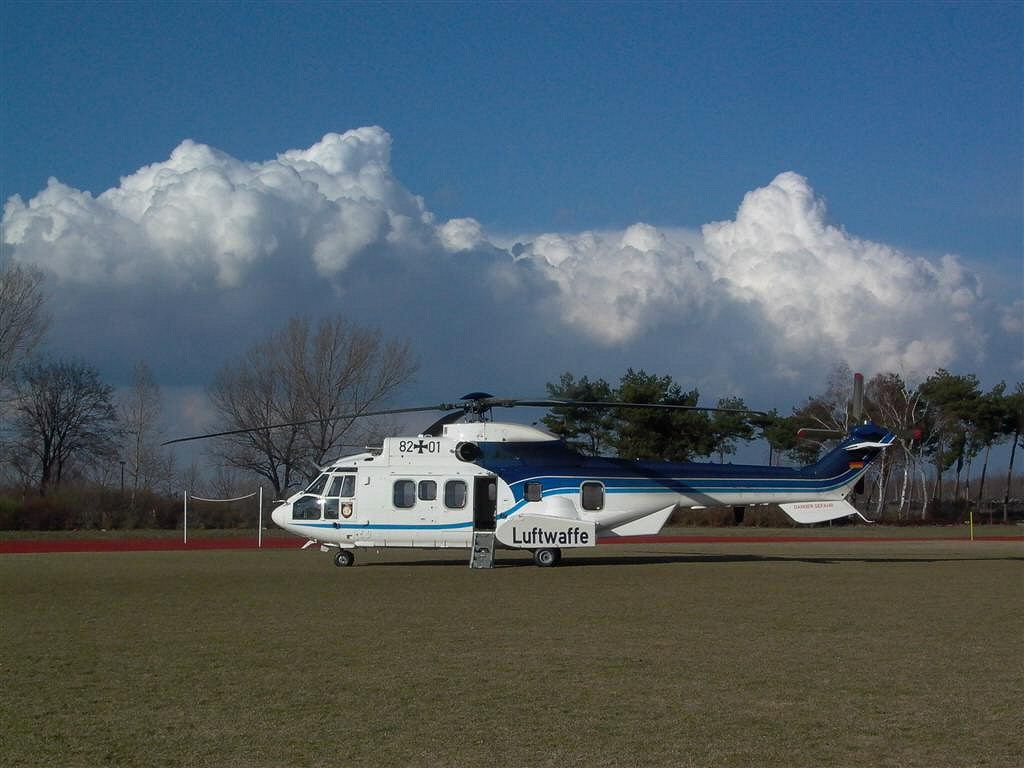
Eurocopter Cougar
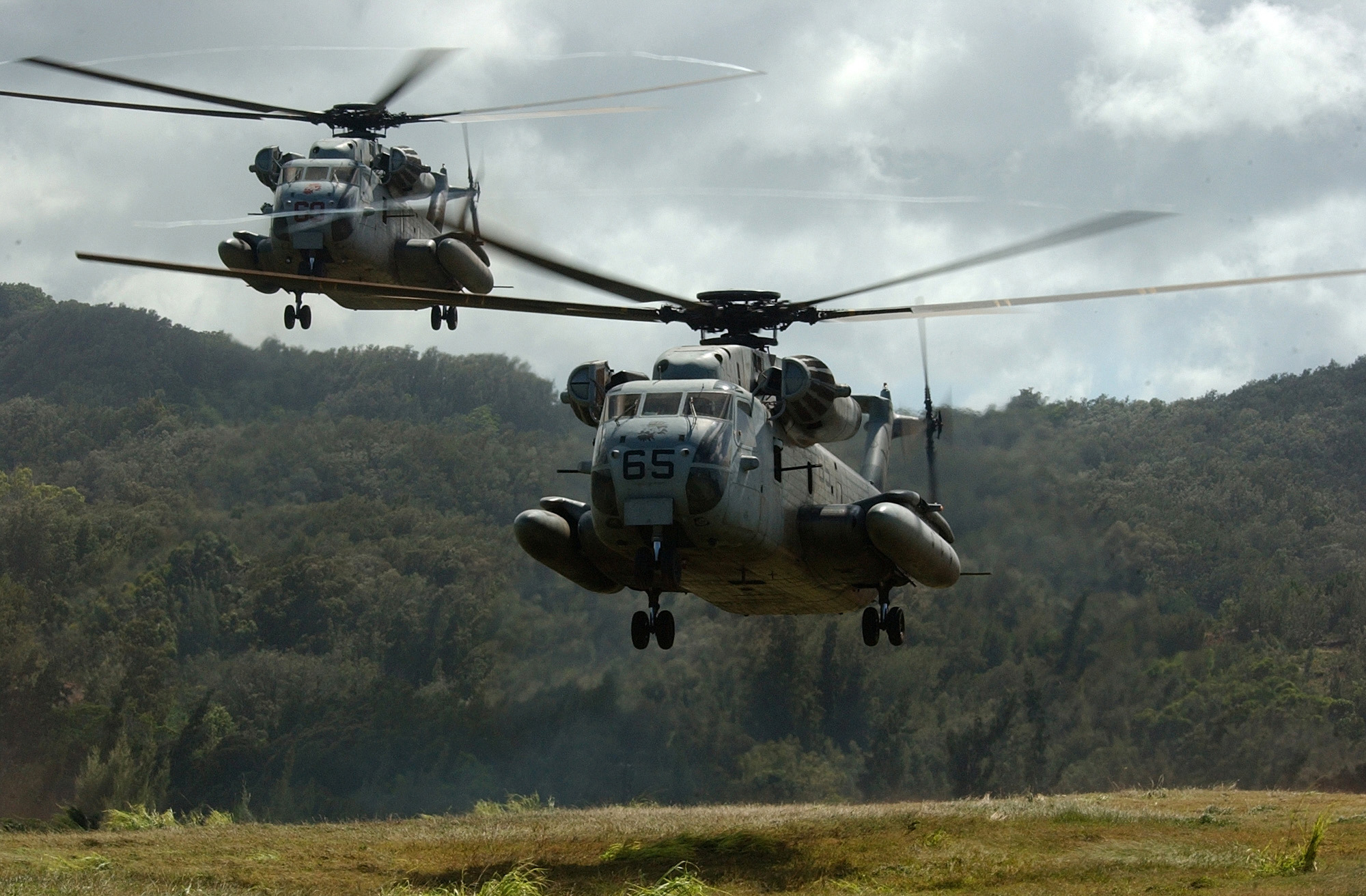
CH53
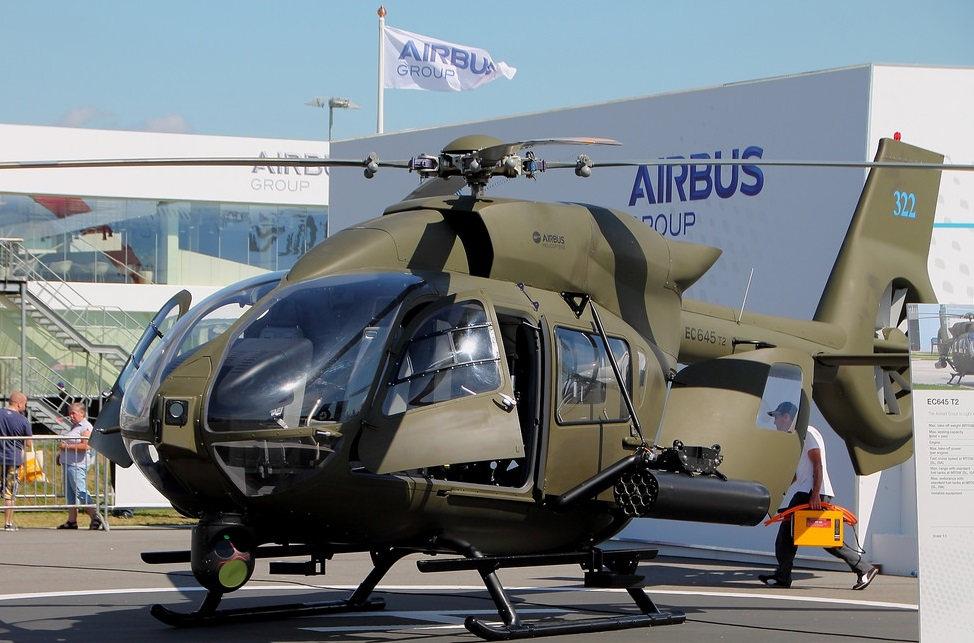
Eurocopter EC645
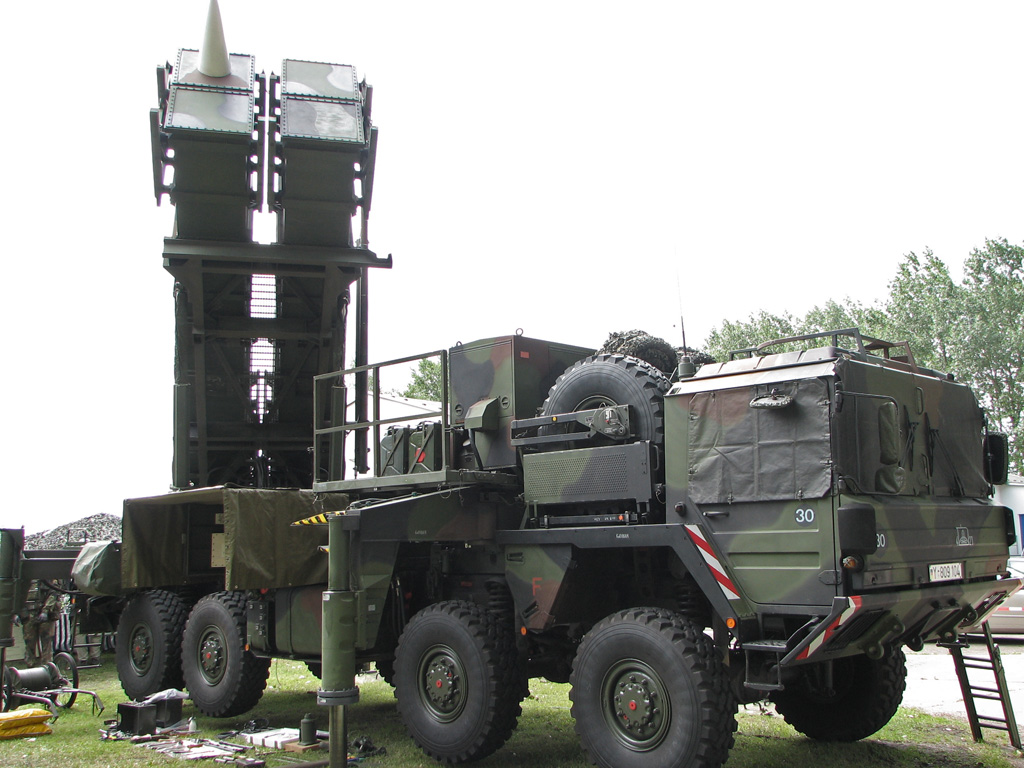
MIM-104 Patriot
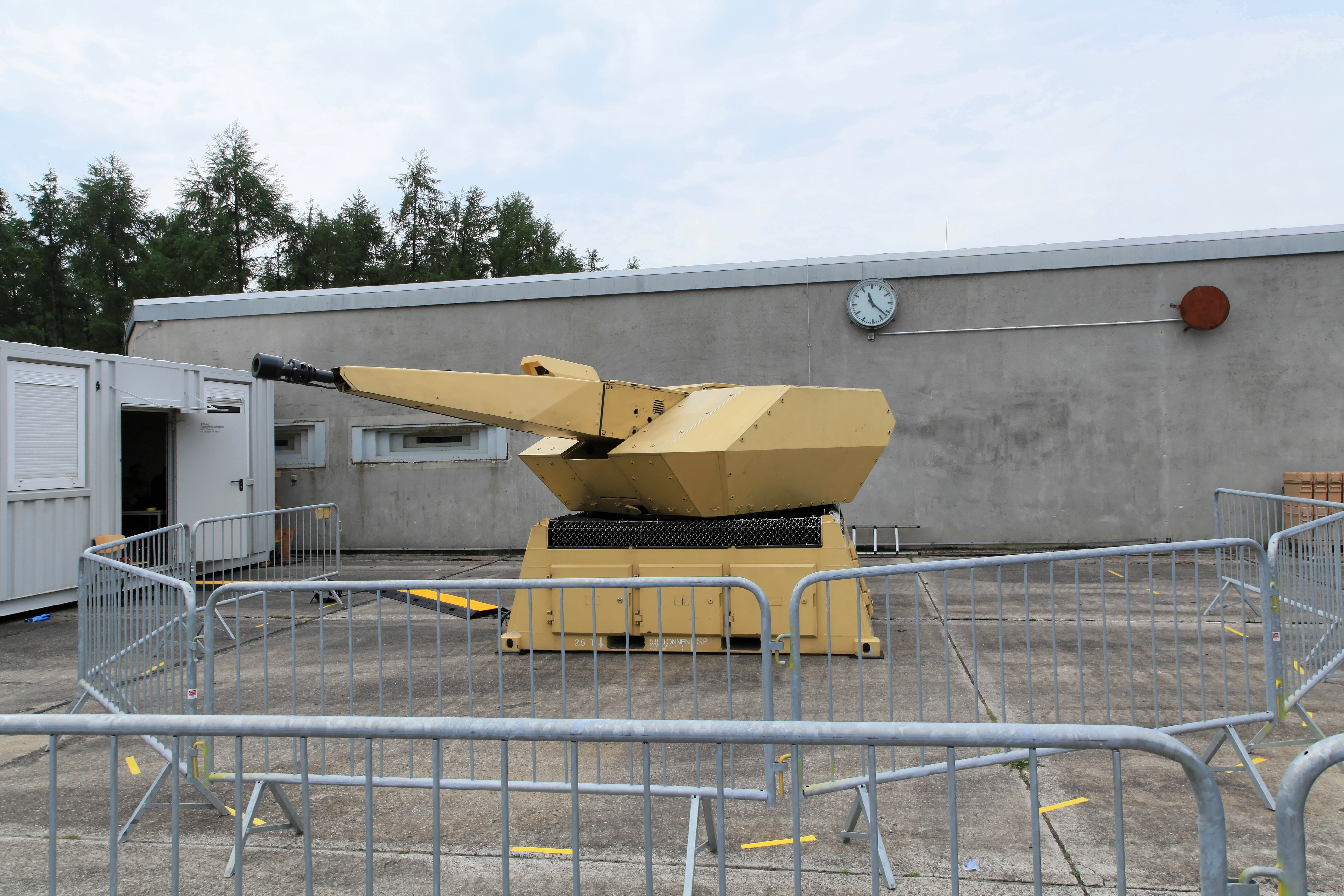
MANTIS (Système de défense aérienne allemand)
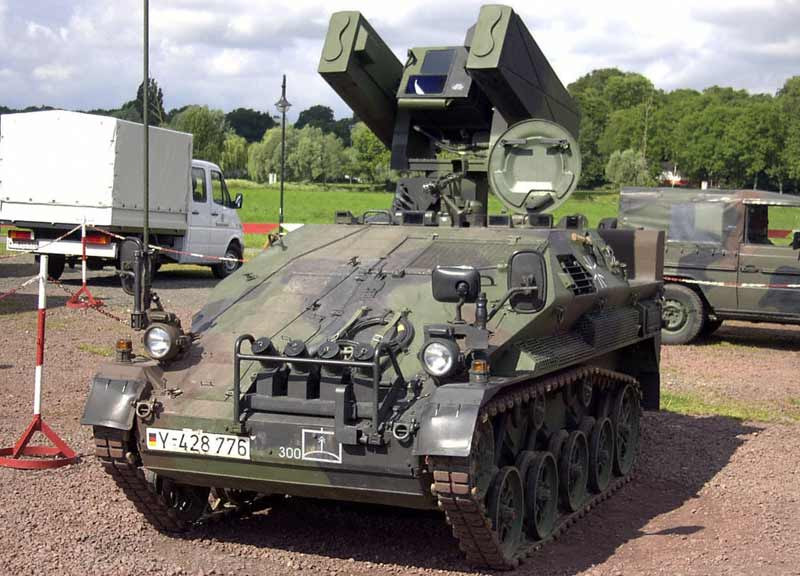
Wiesel 2 Ozelot
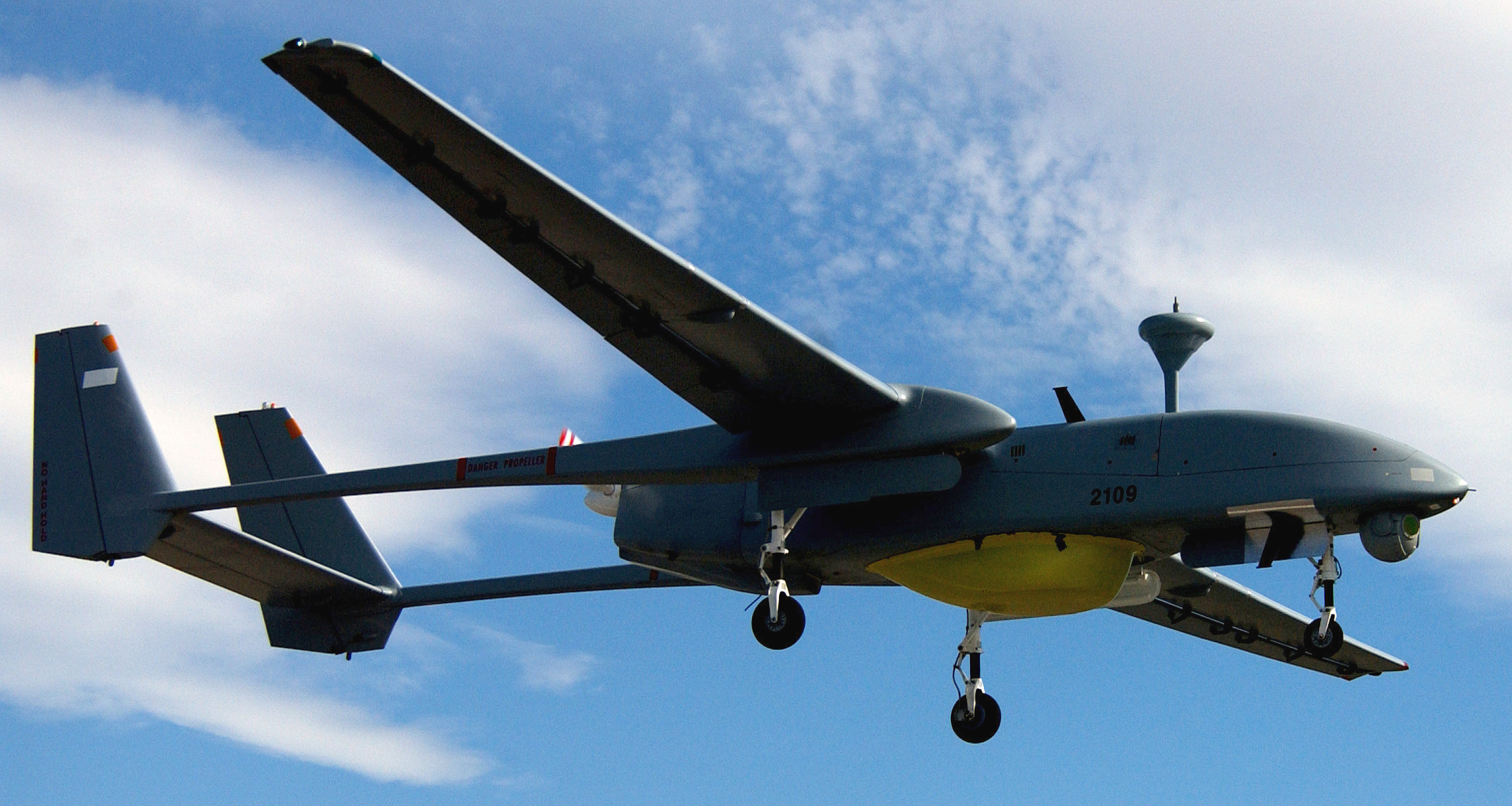
IAI Heron
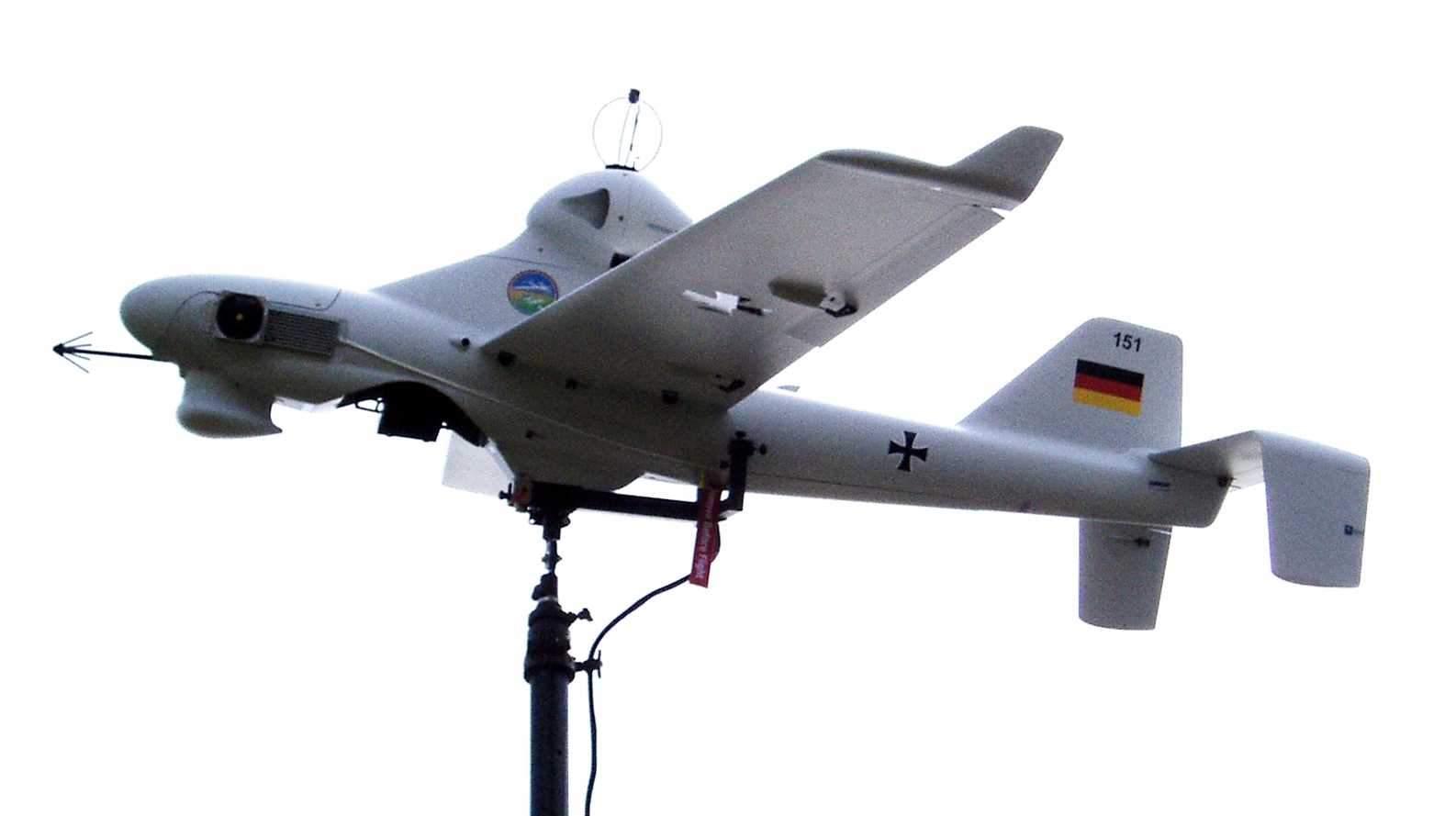
EMT Luna
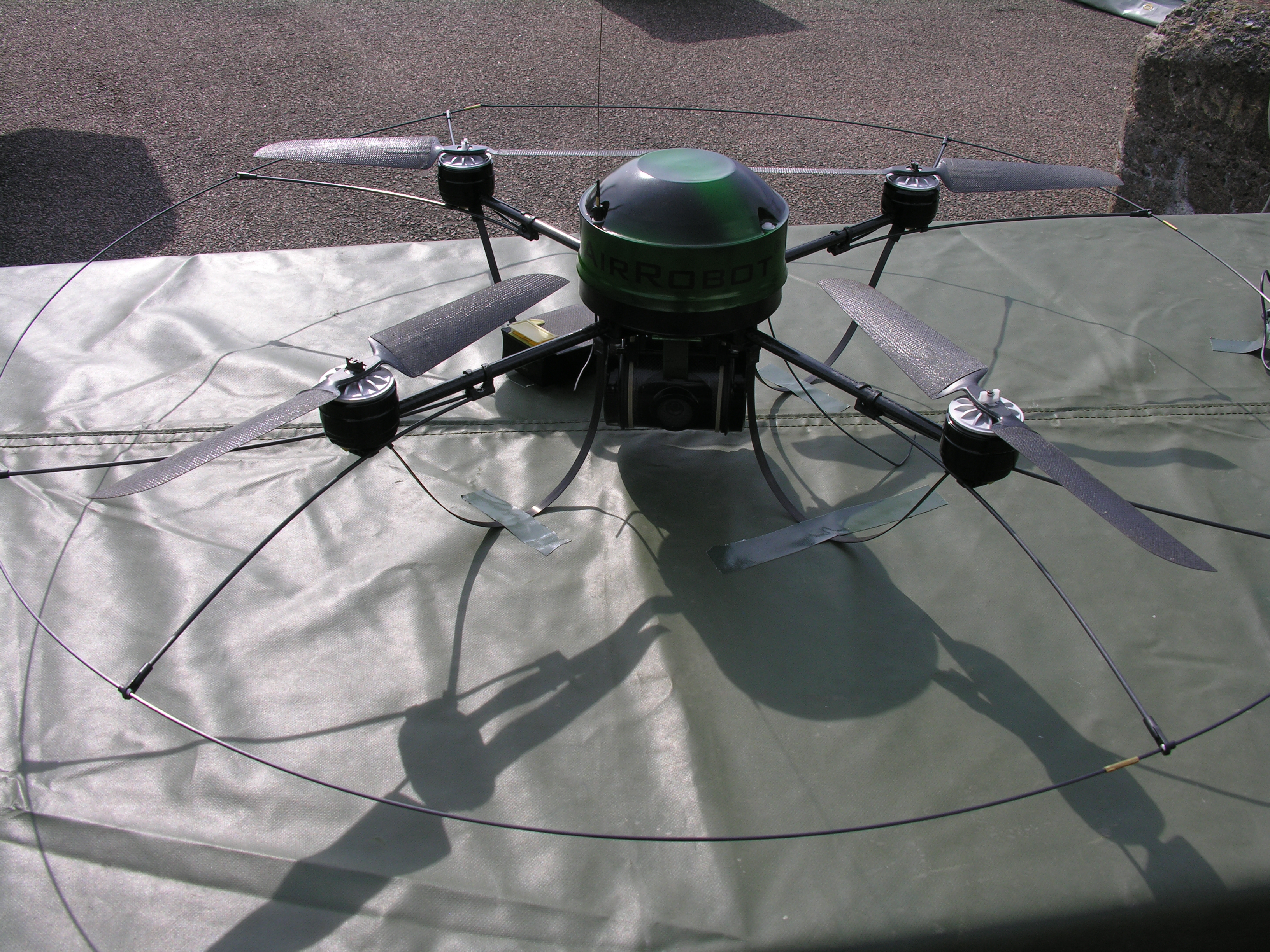
AirRobot AR 100-B

Deutsche Marine - marine
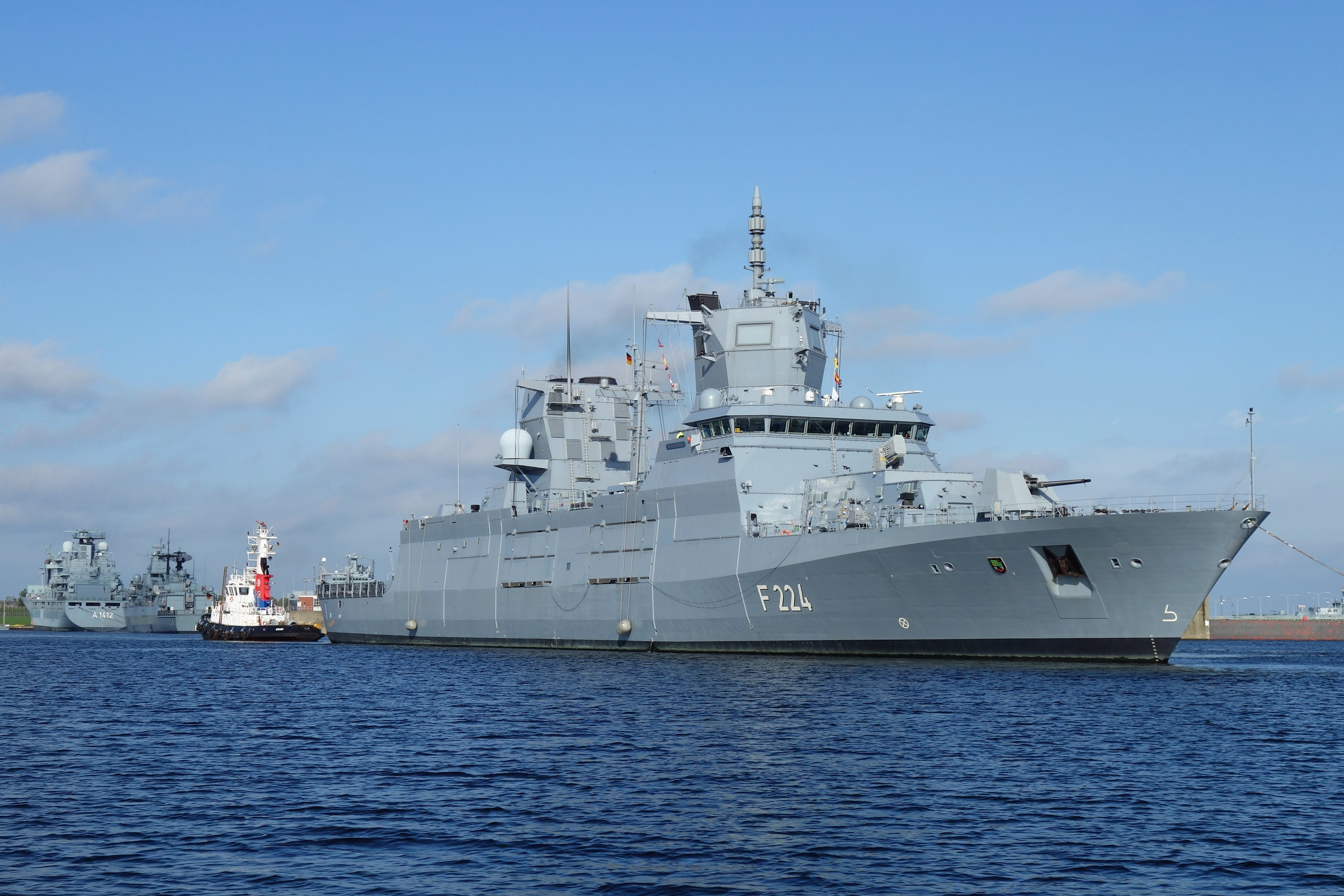
Classe Baden-Württemberg
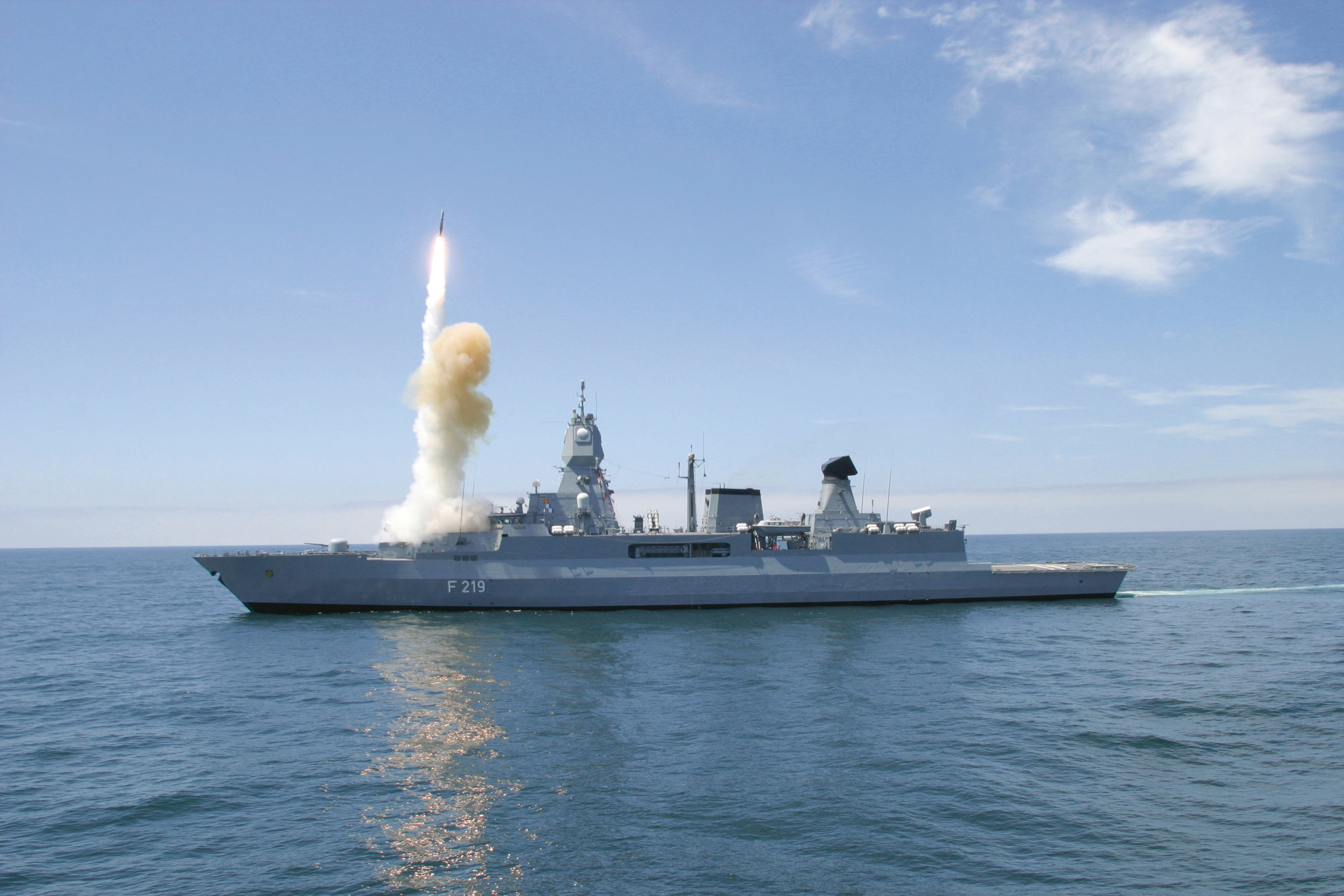
Classe Sachsen
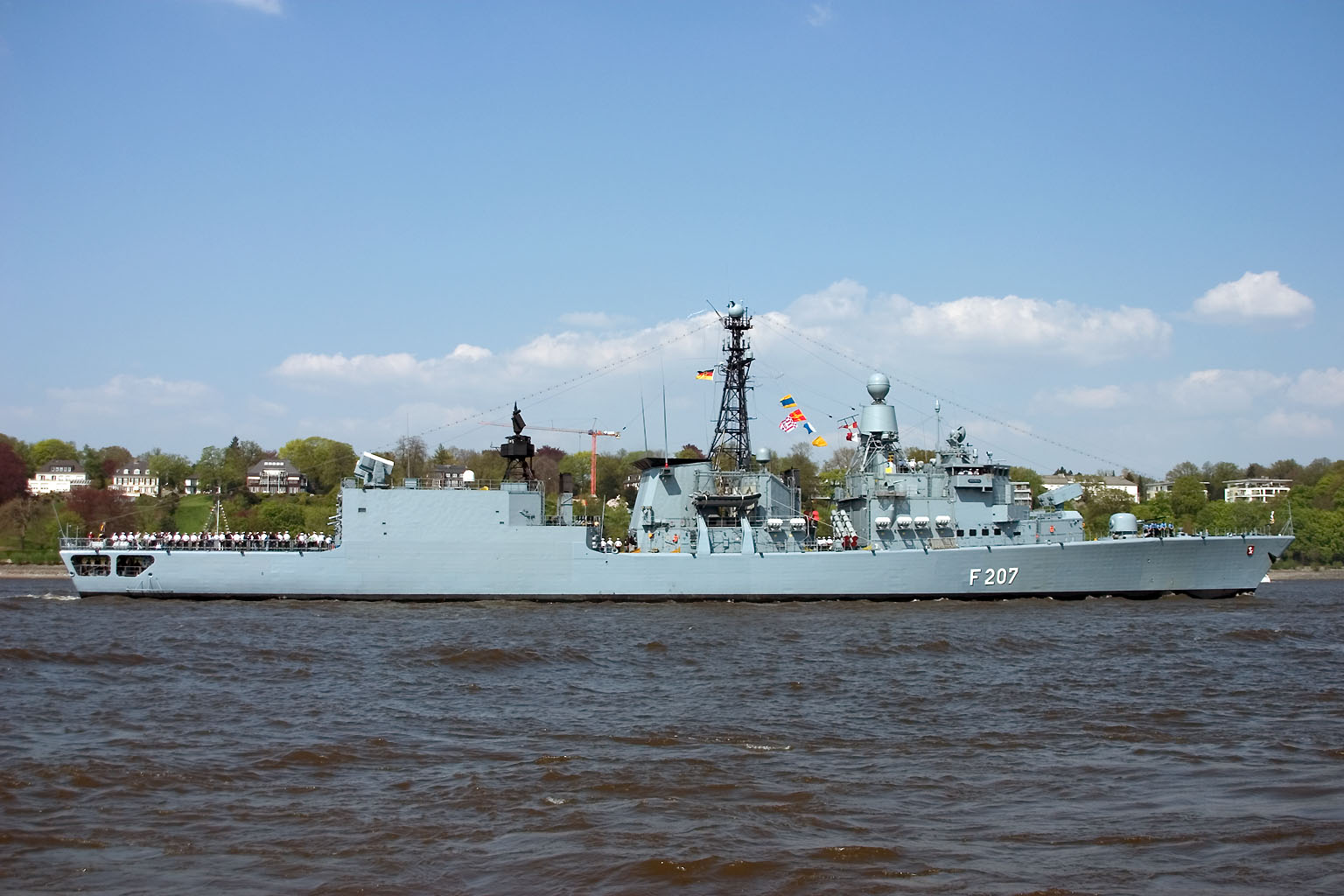
Classe Bremen
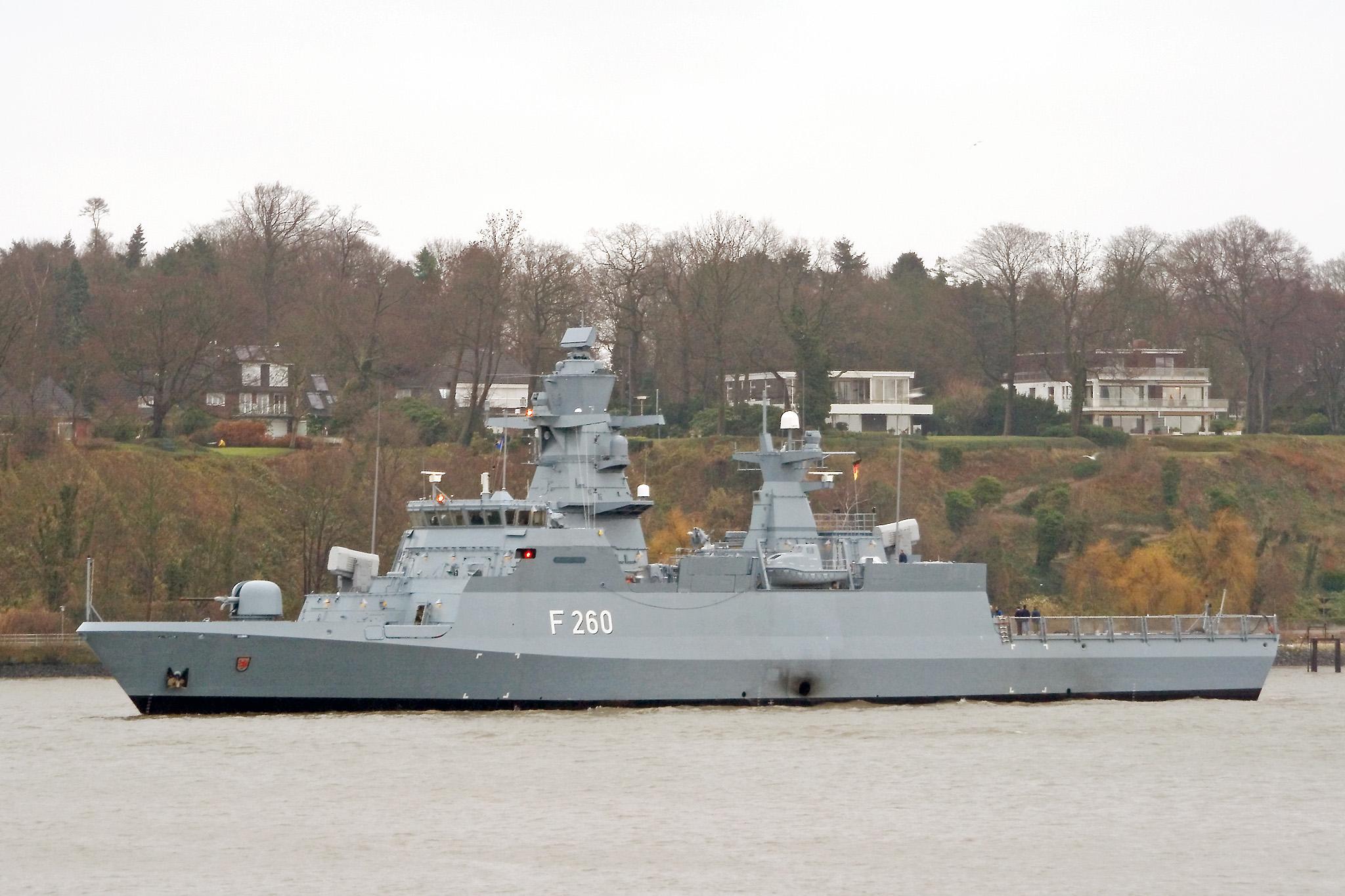
Classe Korvette K130
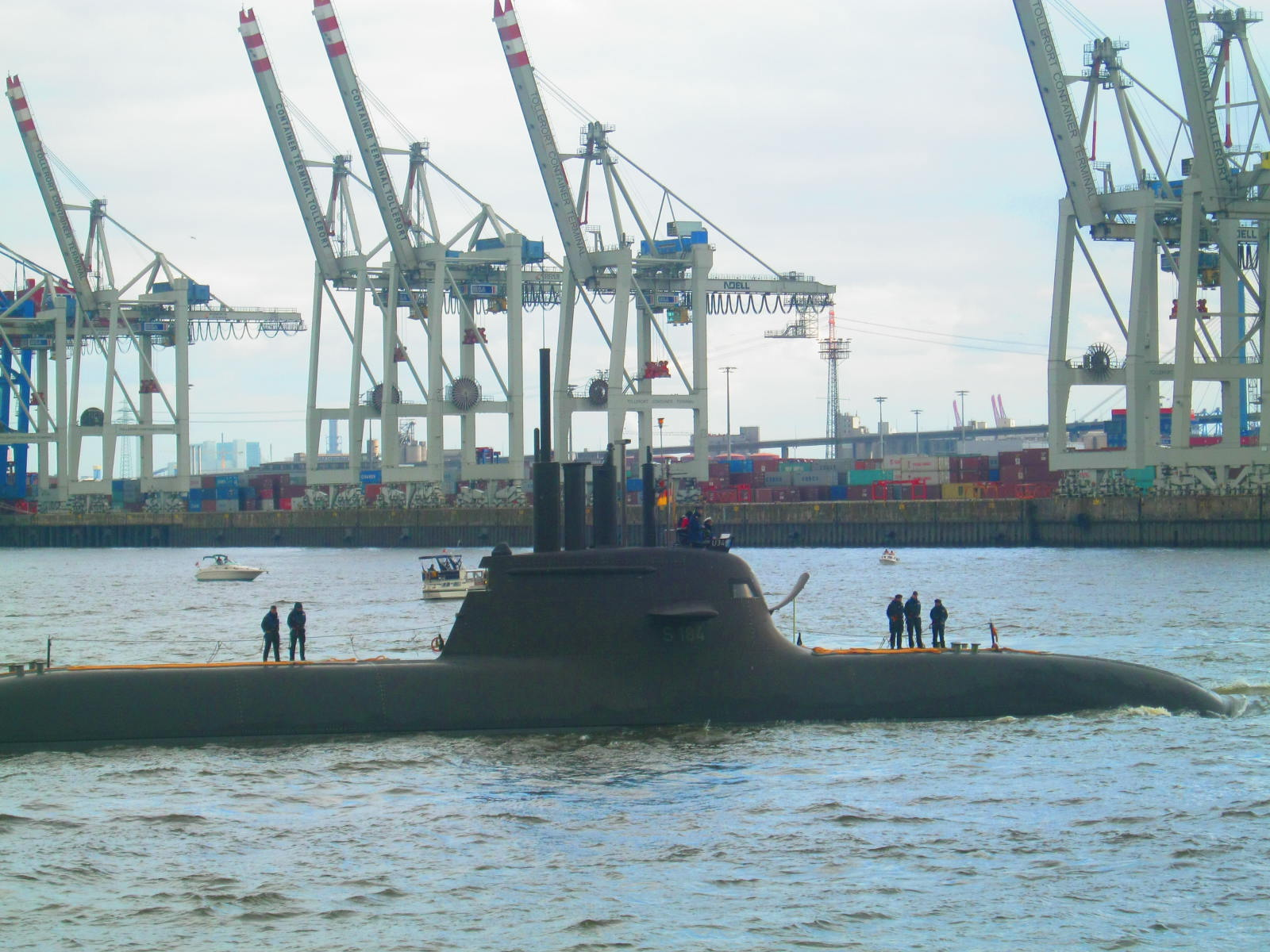
Type 212
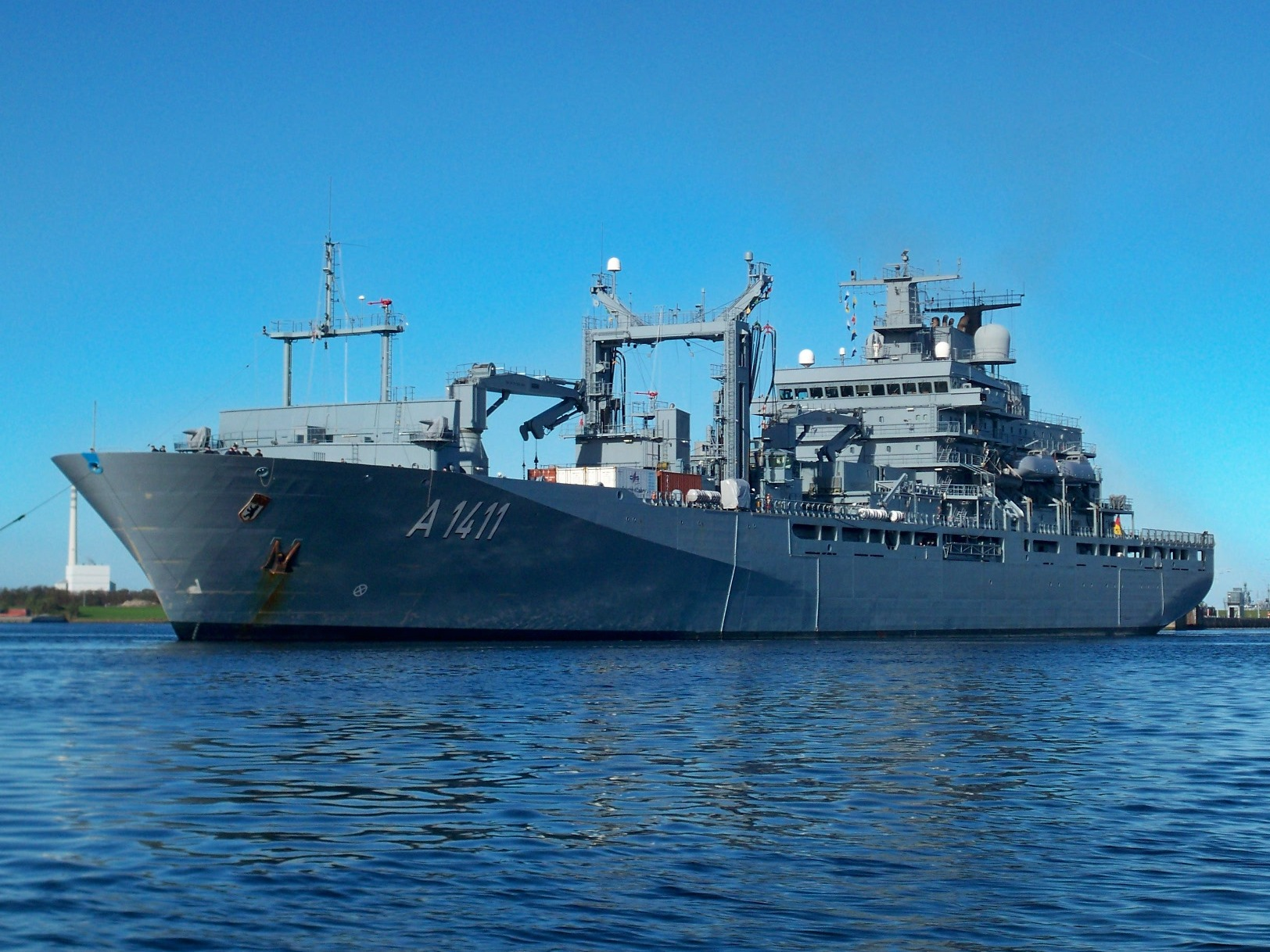
Einsatzgruppenversorger Classe 702
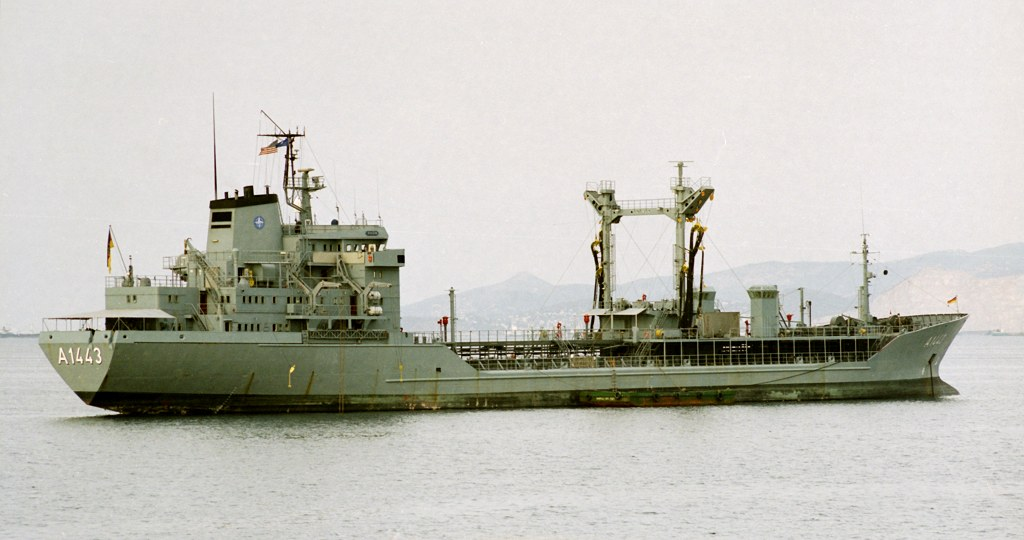
classe Rhön
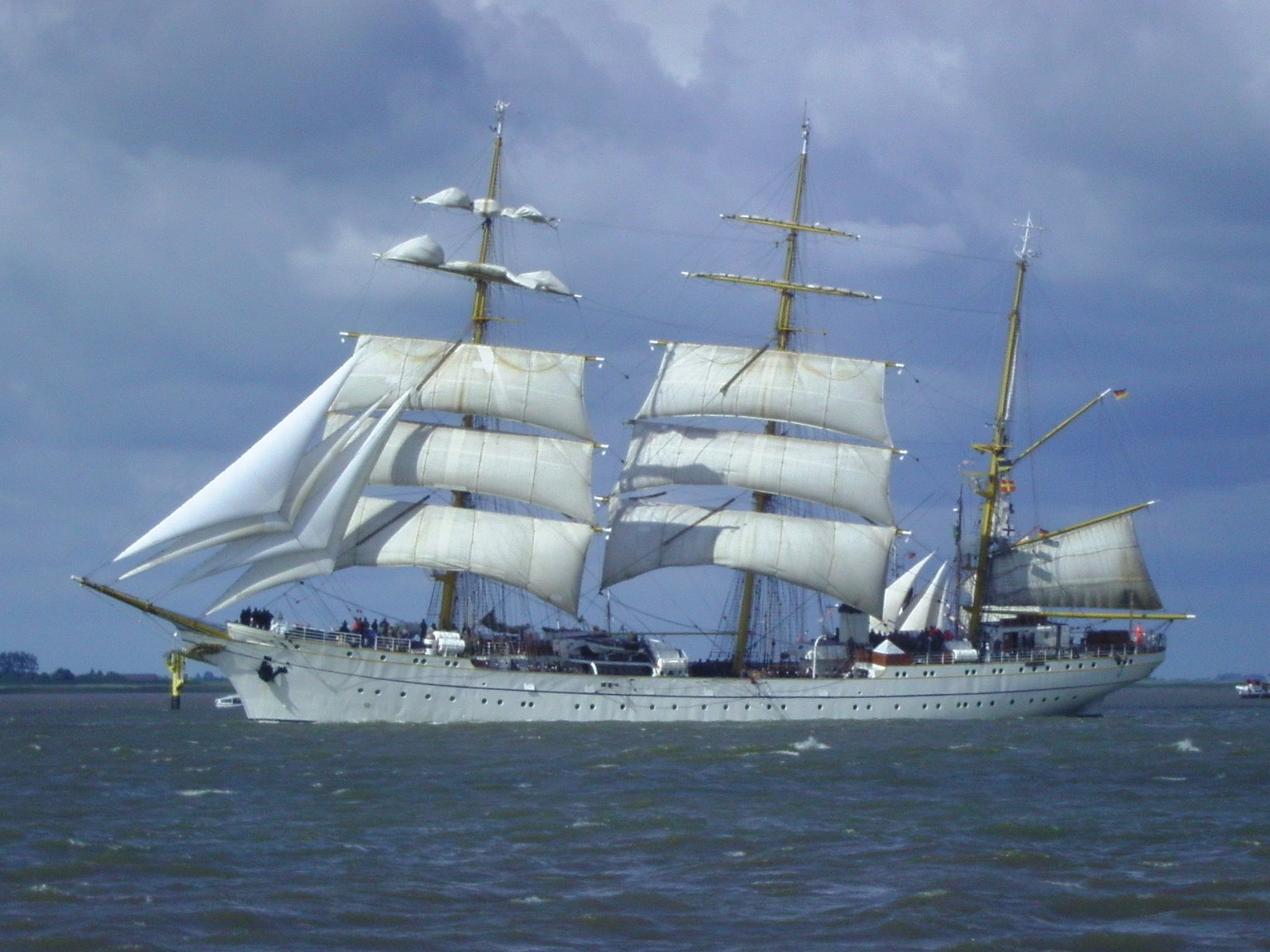
Le Gorch Fock II (voilier-école de la marine allemande)
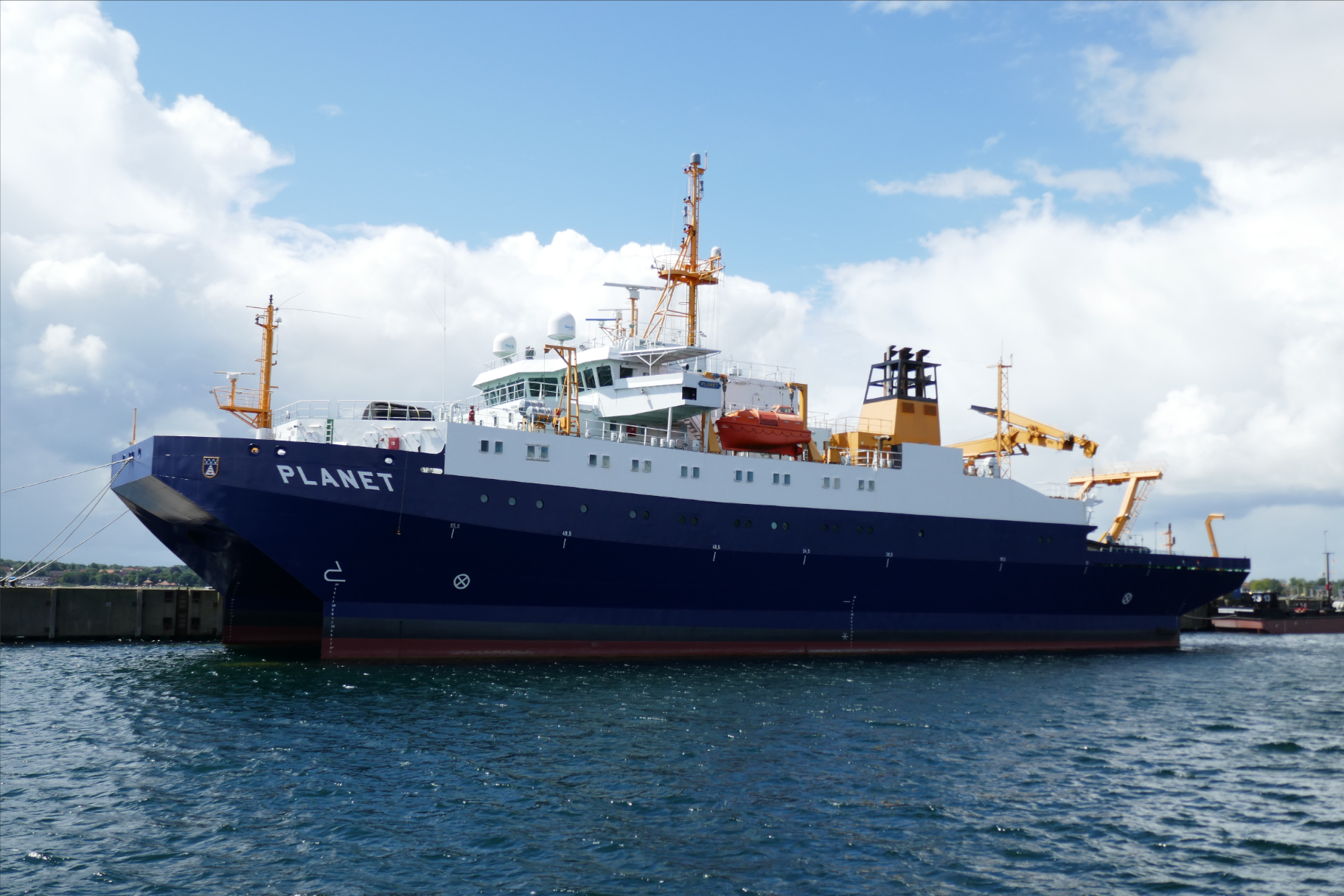
Le Planet (navire océanographique militaire)
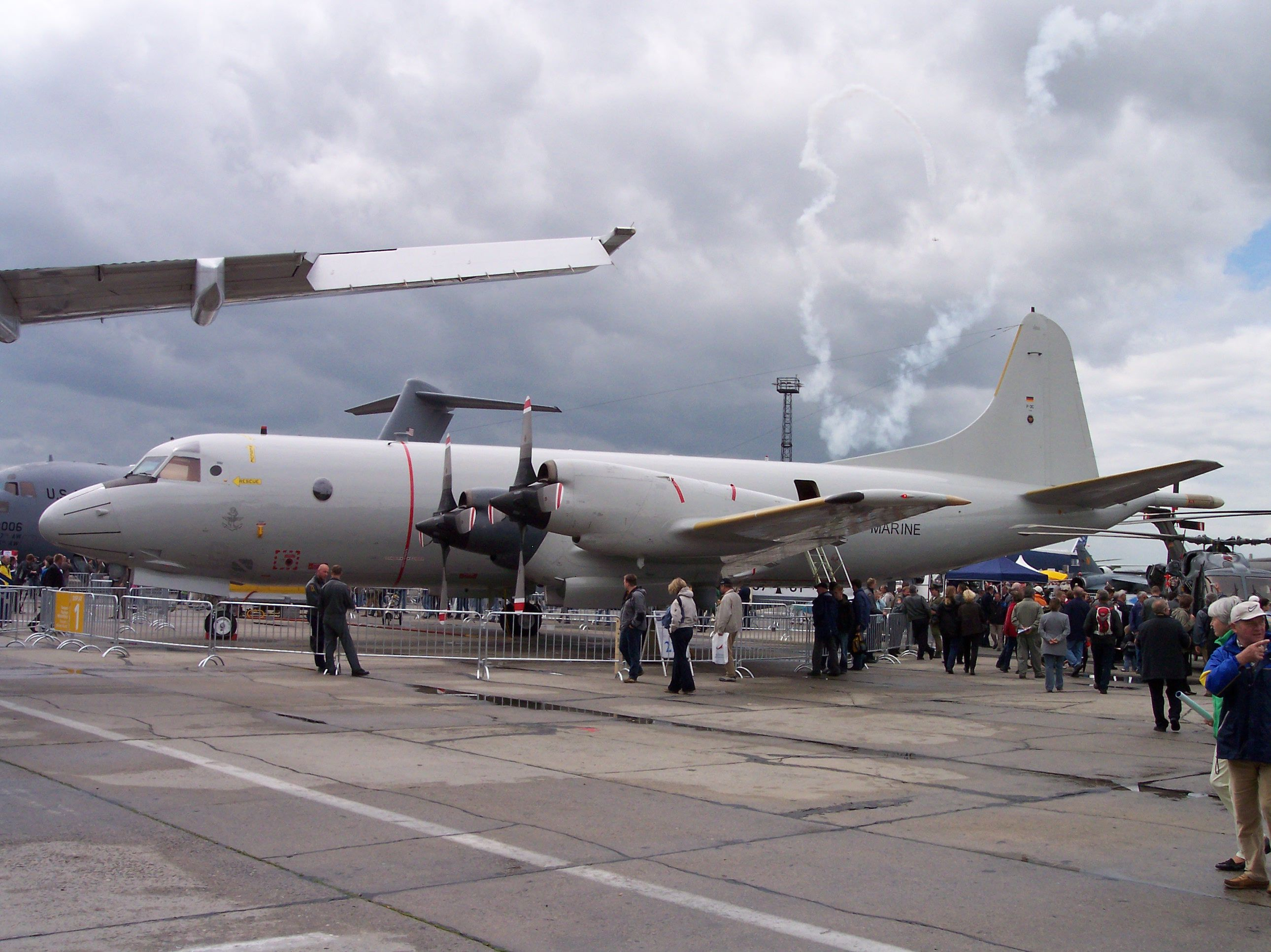
Lockheed P-3 Orion
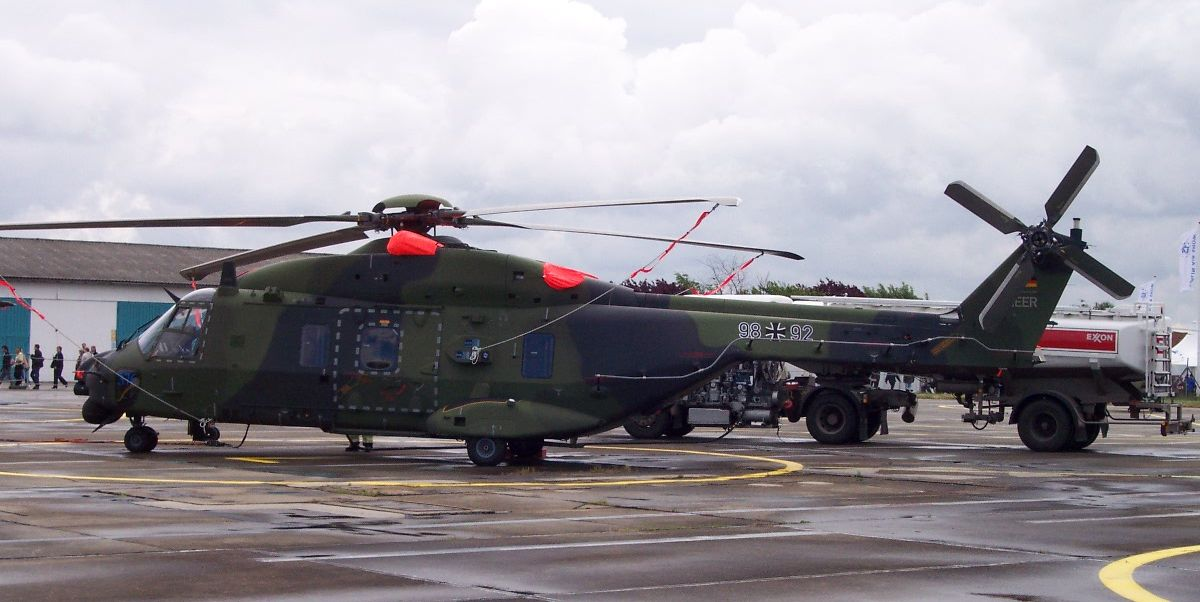
NH90
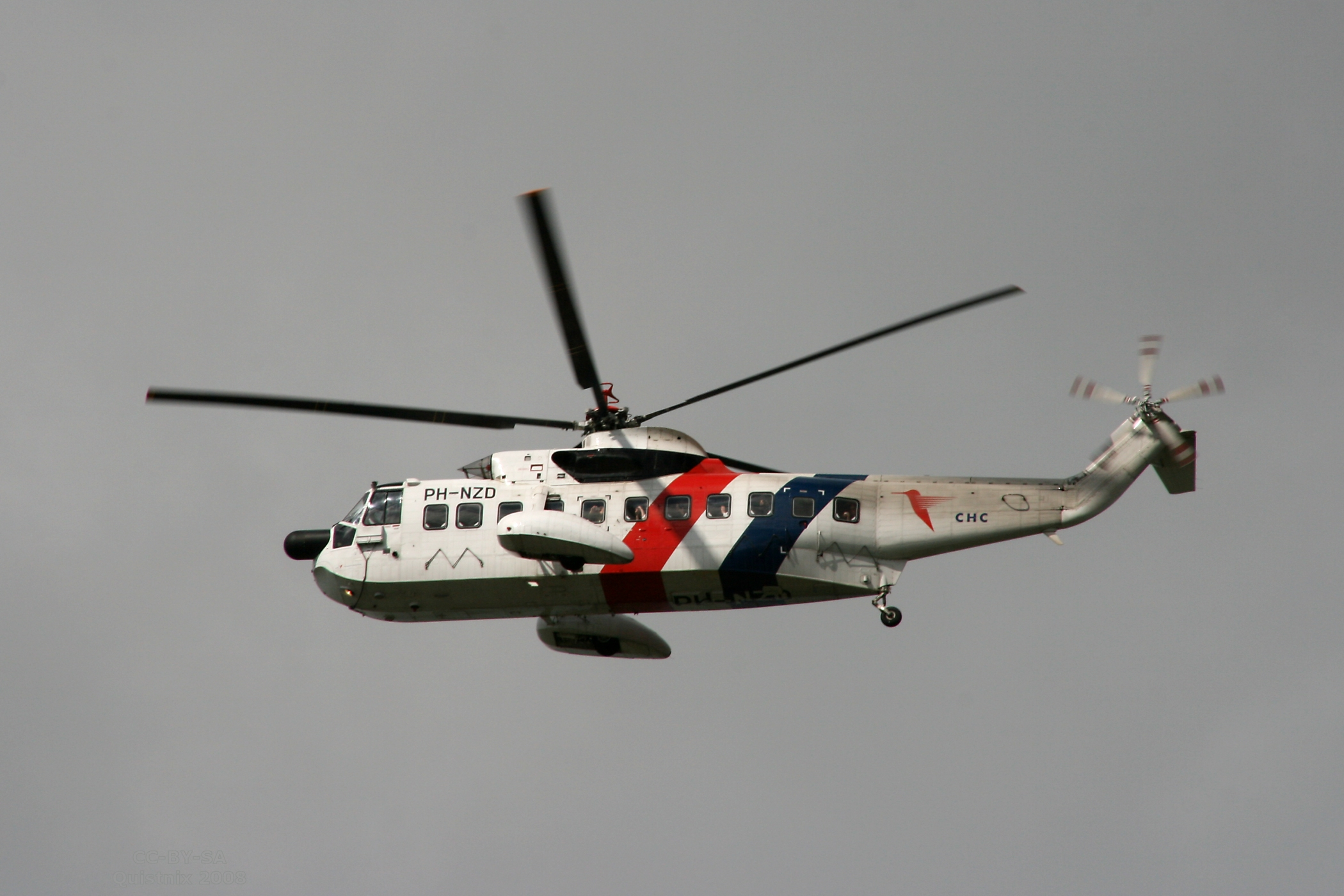
Sikorsky S-61
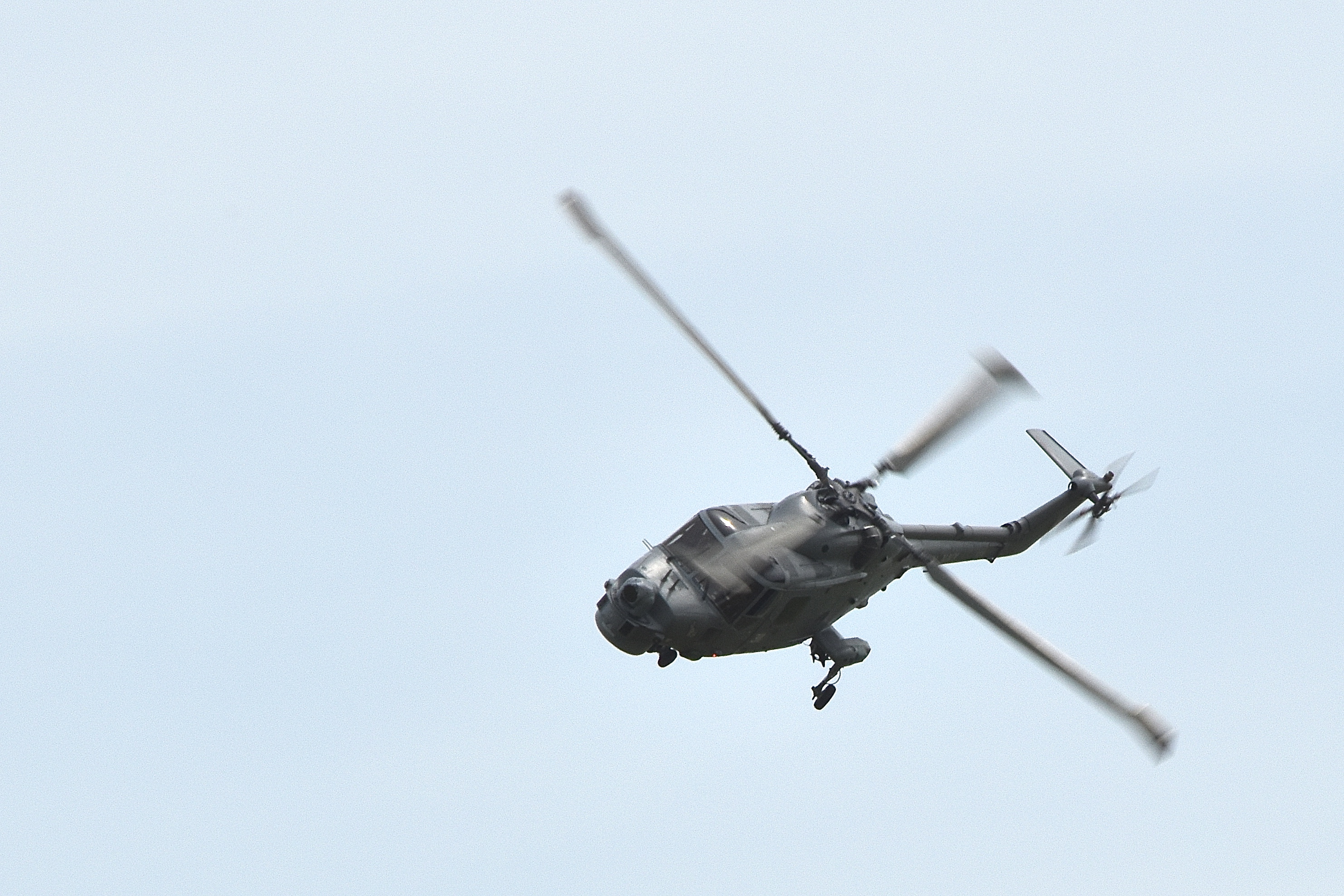
Westland Lynx